# Lista de episódios de Dragon Ball Super

Arte promocional

Dragon Ball Super é uma série de televisão de anime japonesa produzida por Toei Animation que começou a ser exibida em 5 de julho de 2015 na Fuji TV. É a primeira série de televisão Dragon Ball apresentando uma nova linha de histórias em 18 anos. Por sua vez, a série reconta os últimos dois filmes de Dragon Ball Z, Battle of Gods e Resurrection 'F', quais em si mesmos seguem os eventos de Dragon Ball Z. Posteriormente, a série procede para contar uma história original sobre a exploração de outros universos, a reemergência de Trunks do Futuro, e novas ameaças para a Terra do Futuro conhecidas como Goku Black e um Supremo Kaioh do Universo 10 nomeado Zamasu. Mais tarde, Goku, Vegeta, Gohan, Piccolo, Tenshinhan, Kuririn, Android 17, Android 18, Mestre Kame, e um temporariamente revivido Freeza participam em um torneio universal lançado pelo Grande Zenō do Presente e Grande Zenō do Futuro para decidirem o destino de múltiplos universos. Se eles perderem no torneio universal então o Universo Sete irá ser apagado pelo Grande Zenō do Presente e Grande Zenō do Futuro.
Treze peças de músicas-temas são usadas: dois temas de abertura e onze temas de encerramento. A primeira canção do tema de abertura para os episódios 1 a 76 é "Chōzetsu☆Dynamic!" (超絶☆ダイナミック！, Chōzetsu Dainamikku, "Excellent Dynamic!") realizada por Kazuya Yoshii de The Yellow Monkey. A letra foi escrita por Yukinojo Mori que tem escrito numerosas canções para a série Dragon Ball. A canção do segundo tema de abertura para os episódios 77 até 131 é "Limit-Break x Survivor" (限界突破×サバイバー, Genkai Toppa x Sabaibā) por Kiyoshi Hikawa. Yukinojo Mori escreveu a letra para o número de rock "Genkai Toppa x Survivor" e Takafumi Iwasaki compôs a música. A canção do primeiro tema de encerramento para os episódios 1 até 12 é "Hello Hello Hello" (ハローハローハロー, Harō Harō Harō) pela banda japonesa de rock Good Morning America A canção do segundo tema de encerramento para episódios 13 até 25 é "Starring Star" (スターリングスター, Sutāringu Sutā) por Key Talk. A canção do terceiro tema de encerramento para episódios 26 até 36 é "Usubeni" (薄紅, "Light Pink") por Lacco Tower. A canção do quarto tema de encerramento para episódios 37 até 49 é "Forever Dreaming" (フォーエバードリーミング, Fōebā Dorīmingu) por Czecho No Republic. A canção do quinto tema de encerramento para episódios 50 até 59 é "Yokayoka Dance" (よかよかダンス, Yokayoka Dansu, "It's Fine Dance") pelo idol group Batten Showjo Tai. A canção do sexto tema de encerramento para episódios 60 até 72 é "Chao Han Music" (炒飯MUSIC, Chāhan Myūjikku) por Arukara. A canção do sétimo tema de encerramento para episódios 73 até 83 é "Aku no Tenshi to Seigi no Akuma" (悪の天使と正義の悪魔, An Evil Angel and the Righteous Devil) por THE COLLECTORS. O oitavo tema de encerramento dos episódios 84 a 96 é "Boogie Back" por Miyu Innoue. O nono tema de encerramento dos episódios 97 a 108 é "Haruka" por Lacco Tower. O décimo tema de encerramento para episódios 109 até 121 é "By A 70cm Square Window" por RottenGraffty. A canção do décimo-primeiro tema de enceramento para episódios 122 até 131 é "Lagrima" por OnePixcel.
Os episódios do anime estão sendo lançados em conjuntos Blu-ray e DVD japoneses que contêm doze episódios cada. O primeiro conjunto foi lançado em 2 de dezembro de 2015. O segundo conjunto foi lançado em 2 de março de 2016. O terceiro conjunto foi lançado em 2 de julho de 2016. O quarto conjunto foi lançado em 10 de outubro de 2016.
Dragon Ball Super recebeu uma dublagem em inglês que estreou no canal Toonami no Sudeste Asiático e Índia em janeiro de 2017. A série tem sido exibida em Israel na Nickelodeon e em Portugal na SIC. Toei Animation Europe anunciou que Dragon Ball Super iria ser exibido na França, Itália, Espanha, e na África de língua inglesa no final de 2016. Um sub oficial em inglês da série iria ser simultaneamente exibido legalmente em Crunchyroll, Daisuki.net, e Anime Lab começando em 22 de outubro de 2016. Funimation anunciou que a companhia tinha adquirido os direitos para a série e iria ser produzida em dublagem em inglês. Bem como oficialmente anunciando a dublagem, foi também anunciado que eles iriam simultaneamente exibir a série em sua plataforma streaming, FunimationNow. A dublagem em inglês da Funimation de Dragon Ball Super começou a ser exibida no bloco Toonami do Adult Swim começando em 7 de janeiro de 2017. A dublagem brasileira começou a ser exibida em 5 de agosto de 2017 pelo Cartoon Network.

## Visão geral das sagas
| Temporada | Temporada | Saga                      | Episódios   | Exibição original      | Exibição original     | Exibição em Portugal   | Exibição em Portugal  | Exibição no Brasil     | Exibição no Brasil      |
| Temporada | Temporada | Saga                      | Episódios   | Inicialmente exibido   | Ultimamente exibido   | Inicialmente exibido   | Ultimamente exibido   | Inicialmente exibido   | Ultimamente exibido     |
| --------- | --------- | ------------------------- | ----------- | ---------------------- | --------------------- | ---------------------- | --------------------- | ---------------------- | ----------------------- |
|           | 1         | Deus da Destruição Bills  | 14 (1–14)   | 5 de julho de 2015     | 11 de outubro de 2015 | 24 de setembro de 2016 | 6 de novembro de 2016 | 5 de agosto de 2017    | 24 de agosto de 2017    |
|           | 2         | Golden Freeza             | 13 (15–27)  | 18 de outubro de 2015  | 17 de janeiro de 2016 | 12 de novembro de 2016 | 7 de janeiro de 2017  | 25 de agosto de 2017   | 12 de setembro de 2017  |
|           | 3         | Universo 6                | 19 (28–46)  | 24 de janeiro de 2016  | 5 de junho de 2016    | 8 de janeiro de 2017   | 12 de março de 2017   | 13 de setembro de 2017 | 9 de outubro de 2017    |
|           | 4         | Trunks do "Futuro"        | 30 (47–76)  | 12 de junho de 2016    | 29 de janeiro de 2017 | 18 de março de 2017    | 29 de abril de 2018   | 10 de outubro de 2017  | 11 de outubro de 2018   |
|           | 5         | Sobrevivência do Universo | 55 (77–131) | 5 de fevereiro de 2017 | 25 de março de 2018   | 5 de maio de 2018      | 27 de agosto de 2019  | 12 de outubro de 2018  | 22 de fevereiro de 2019 |

## Lista de episódios

### Saga Deus da Destruição Bills (2015)
| N.º | Título original | Título(s) lusófonos | Exibição original                                                 |
| --- | --- | --- | ----------------------------------------------------------------- |
| 1 | "A Remuneração Pela Paz. Quem Colocará Suas Mãos em 100 Milhões de Zeni!?" Transliteração: "Heiwa no hōshū - ichioku Zenī wa dare no te ni!?" (em japonês: 平和の報酬１億ゼニーは誰の手に！？)                                            | O Preço da Paz! Quem é Que Fica Com os 100 Milhões de Zenis? O Prêmio da Paz! Quem Vai Ficar com os 100 Milhões de Zenes?                                                    | 5 de julho de 2015 24 de setembro de 2016 5 de agosto de 2017     |
| Após Goku derrotar o perigoso Majin Buu, a paz regressou à Terra. Chi-Chi quer que Goku arranje um emprego que lhe permita sustentar a família, por isso ele passa a trabalhar como fazendeiro. Goten e o seu amigo Trunks procuram um presente para a sua meia-irmã Videl, que entretanto casou com o seu irmão mais velho, Gohan. Os dois consideram jóias e maquilhagem, mas não conseguem pagar nada. Goten e Trunks dirigem-se para as fontes termais na floresta, para pegar alguma água mineral em vez disso. Entretanto, eles são atacados por uma cobra gigante, que eles conseguem assustar. Pelo seu envolvimento na salvação da Terra de Majin Buu, Mr. Satan é premiado com 100 milhões de Zenis que ele não quer. Ele decide então dar o dinheiro ao verdadeiro salvador da Terra, Son Goku. Goku dá o dinheiro a Chi-Chi, que entusiasmada, o deixa ir treinar. Enquanto isso, algures nas profundezas do espaço, Bills, o Deus da Destruição do Universo 7, desperta do seu longo sono. Desejando combater um adversário digno de si, e que lhe apareceu em sonhos, Bills e o seu assistente, Whis, viajam pelo Universo 7 à procura dessa pessoa. | | |                                                                   |
| 2 | "A Promessa de Ir a Um Resort! Vegeta Viaja Com a Família!" Transliteração: "Yakusoku no rizōto e! Bejīta ga kazoku ryokō!?" (em japonês: 約束のリゾートへ！ ベジータが家族旅行！？)                                                      | As Férias Merecidas! O Vegeta Vai de Viagem Com a Família? As Férias Prometidas! Vegeta Viaja com a Família?                                                                 | 12 de julho de 2015 25 de setembro de 2016 5 de agosto de 2017    |
| Goku vai ao planeta do Rei Kaioh, para treinar com ele. Entretanto, Vegeta, Bulma e Trunks fazem uma viagem de férias em família, a um resort. Bulma e Trunks aproveitam o tempo da família juntos, enquanto Vegeta se sente aborrecido e incomodado pelo fato de Goku estar a treinar. Furioso com o que ele considera ser uma perda de tempo, Vegeta vai-se embora a voar e volta para a Corporação Cápsula para treinar. Algures no espaço, Bills e Whis exploram um planeta alienígena, em busca de carne de dinossauro. Eles são confrontados com o habitante mais forte do planeta, mas ele prova não ser páreo para eles. Pouco depois, Bills destrói o planeta, numa tentativa de ter outra visão do seu oponente do seu sonho – o Deus Super Saiyajin (Deus Super Guerreiro em Portugal). | | |                                                                   |
| 3 | "Onde Esse Sonho Irá Levar!? À Procura do Deus Super Saiyajin!" Transliteração: "Yume no tsuzuki wa doko da!? Sūpā Saiyajin goddo o sagase!" (em japonês: 夢の続きはどこだ！？超サイヤ人ゴッドを探せ！)                                   | A Continuação do Sonho! Em Busca do Deus Super Guerreiroǃ Cadê o Resto do Meu Sonho?! Em Busca do Deus Super Saiyajin!                                                       | 19 de julho de 2015 1 de outubro de 2016 5 de agosto de 2017      |
| Temendo o que pode acontecer com o despertar do Deus da Destruição, o Velho Supremo Kaioh e o Supremo Kaioh pedem ao Mestre Kaioh para garantir que Son Goku não descubra quem é Bills. Entretanto, Son Goku escuta a conversa, e fica muito curioso. De volta ao templo, Bills e Whis continuam em busca do Deus Super Saiyajin. Depressa eles descobrem tudo sobre Goku e as suas aventuras. Bills e Whis decidem ir ter com ele e visitar o Mestre Kaioh. Enquanto issona Terra, os amigos e membros da família de Son Goku começam a reunir-se num navio transatlântico para a festa de aniversário de Bulma, exceto Vegeta que continua a treinar para ultrapassar Son Goku e todos os outros no universo. | | |                                                                   |
| 4 | "Missão Esferas do Dragão! O Grande Plano da Gangue de Pilaf!" Transliteração: "Mezase Doragon Bōru! Pirafu ichimi no dai-sakusen!" (em japonês: 目指せドラゴンボール！ピラフ一味の大作戦！)                                              | As Bolas de Cristalǃ O Grande Golpe do Grupo do Pilafǃ Em Busca das Esferas do Dragão! O Grande Plano de Pilaf!                                                              | 2 de agosto de 2015 2 de outubro de 2016 5 de agosto de 2017      |
| Já com todos os convidados reunidos, exceto Goku e Vegeta, a festa de aniversário de Bulma começa. Trunks mostra a Son Goten, onde a sua mãe escondeu o grande prémio do concurso do bingo – as sete Bolas de Cristal. Não muito longe do navio, o grupo de Pilaf agora está pobre, com fome e transformaram-se em crianças. Quando vêem o navio e detectam as Bolas de Cristal no mesmo, eles tentam chegar lá, encontrar as Bolas de Cristal e fazer os seus desejos tornarem-se realidade. Acabam por embarcar com a ajuda de Trunks e Son Goten. Entretanto, no seu planeta, o Mestre Kaioh explica a Son Goku quem é exatamente Bills, e que para todo o Deus da criação, tem de existir um Deus da Destruição, a fim de manter o universo em equilíbrio. Assim que ele termina, Bills e Whis chegam.Son Goku fica muito entusiasmado. | | |                                                                   |
| 5 | "A Batalha no Planeta Kaiō! Goku contra Bills, o Deus da Destruição!" Transliteração: "Kaiō-sei no Kessen! Gokū tai Hakaishin Birusu" (em japonês: 界王星の決戦！悟空ＶＳ破壊神ビルス)                                                    | O Confronto no Planeta de Kaíbe! Son Goku Contra Bills, o Deus da Destruição! Grande Luta no Planeta do Senhor Kaiô! Goku Versus Bills, o Deus da Destruição!                | 9 de agosto de 2015 8 de outubro de 2016 5 de agosto de 2017      |
| Após Bills e Whis chegarem ao seu destino, e finalmente encontram o Senhor Kaiō. Bills fala que não se encontra com o Senhor Kaiō há bastante tempo, e Whis lembra que 327 anos passaram desde o último encontro. Senhor Kaiō, em uma tentativa desesperada de esconder Goku, convida Bills para um jantar, que então adverte que destruirá o planeta se a comida for ruim, porém, Bills rapidamente recusa o convite após descobrir que Goku está por perto, em uma construção que parece estar abandonada ou destruída. Senhor Kaiō insiste em convencê-lo, mas Bills ameaça destruir o planeta, e então Senhor Kaiō se desculpa e finalmente apresenta o Goku, mandando-o aparecer e cumprimentar Bills. Goku se apresenta como de costume, mas Senhor Kaiō não acha que ele está sendo educado o suficiente e reprime-o com um soco na cabeça. Senhor Kaiō pede a Goku que demonstre bons modos. Bills pergunta a Goku sobre o Deus Super Saiyajin, mas Goku não sabe nada a respeito. Goku pede a Bills uma luta para testar o seu poder e ele aceita. Goku enfrenta Bills primeiramente na forma Super Saiyajin, mas não consegue acertar golpes e então transforma-se em Super Saiyajin 2 só para obter o mesmo resultado. Em seguida, após se transformar em Super Saiyajin 3, é derrotado por Bills somente com dois golpes. Bills e Whis se dirigem à Terra, dessa vez em busca de Vegeta, e Senhor Kaiō adverte Vegeta sobre Bills e a luta que este teve com o Goku. | | |                                                                   |
| 6 | "Não Irritem o Deus da Destruição! Uma Festa de Aniversário Empolgante!" Transliteração: "Hakaishin o Okoraseru na! Doki-Doki Tanjō Pātī" (em japonês: 破壊神を怒らせるな！ドキドキ誕生パーティー)                                        | Não Irritem o Deus da Destruição! A Festa de Aniversário Empolgante! Não Irritem o Deus da Destruição! Uma Festa de Aniversário Animada!                                     | 16 de agosto de 2015 9 de outubro de 2016 14 de agosto de 2017    |
| Depois de ouvir sobre Bills, Vegeta fica assustado. Bills chega à Terra e assusta-o. Vegeta desmaia e começa a lembrar-se do dia em que ele chegou ao seu planeta. Bills pergunta a Vegeta se tem conhecimento da transformação (de) Deus Super Saiyajin, mas Vegeta também não sabe nada a respeito. Bulma percebe a presença de Bills e Whis e convida-os a entrar na festa. Vegeta se esconde através das plantas para vigiar Bills e evitar que todos o incomodem. Bills apresenta-se primeiramente ao Yamcha, mas Yamcha dispensa a sua cordialidade e demonstra arrogância, e ao sair, dá-lhe um empurrão amigável. Antes de Bills se estressar totalmente, Kuririn lhe oferece Takoyaki, acalmando a sua ira. Trunks acidentalmente molha Bills com uma pistola de água, despertando a sua ira, mas Vegeta chama a sua atenção ao capturar um polvo e consegue acalmá-lo. Whis conta a Bills que há uma comida muito deliciosa chamada pudim, e então dirigem-se a Majin Boo para pegarem pudins, mas Majin Boo se recusa a dar-lhes. Bills se irrita e lança Majin Boo às profundezas do oceano. | | |                                                                   |
| 7 | "Como Ousa Fazer Isso Com a Minha Bulma? Vegeta em uma Onda de Fúria!" Transliteração: "Yokumo ore no Buruma o! Bejīta ikari no totsuzenhen’i!?" (em japonês: よくもオレのブルマを！ベジータ怒りの突然変異！？)                           | Como é Que Te Atreves a Fazer Isso à Minha Bulma? A Violenta Transformação do Vegetaǃ Como Ousa Bater na Minha Bulma? Vegeta Fica Furioso de Repente?!                       | 23 de agosto de 2015 15 de outubro de 2016 15 de agosto de 2017   |
| Bills descarta facilmente Majin Buu, enquanto Vegeta permanece com admiração. Vegeta tenta persuadir Bills para que se acalme e divirta-se, mas ele se recusa a ouvir. Trunks e Goten se fundem em Gotenks e atacam sem sucesso. Implacável para fazer qualquer outra coisa, Gotenks começa a insultar Bills pelo qual ele é prontamente punido. Piccolo, Tenshinhan, e Android 18 tentam assumir Bills com pouco sucesso. Majin Buu ataca novamente, mas ele é incapaz de conseguir um único golpe. Ao observar a batalha, Dende percebe o que Bills realmente é e informa imediatamente Piccolo. Antes que Piccolo seja capaz de avisá-lo, Gohan energiza e carrega contra Bills. Usando Majin Buu como uma arma, Bills repele Gohan e leva os dois para fora. Sendo o último de pé, Vegeta confronta Bills, mas ele é rapidamente levado ao chão. Bills diz a Vegeta que ele está desapontado com ele, já que ele é tão fraco quanto seu pai. Assim como Bills está prestes a terminar Vegeta, Bulma se aproxima e o esbofeteia por arruinar sua festa. Bills retalia de forma semelhante. Vendo Bulma atingida enfurece Vegeta. Ele explode e se fortalece imensamente. | | |                                                                   |
| 8 | "A Chegada de Goku! A Última Chance do Senhor Bills?!" Transliteração: "Gokū kenzan! Birusu-sama kara no rasuto chansu!?" (em japonês: 悟空見参！ビルス様からのラストチャンス！？)                                                        | Son Goku Aparece! Será a Úlitma Oportunidade de Bills? Goku Aparece! Bills Nos Dá Uma Última Chance?!                                                                        | 30 de agosto de 2015 16 de outubro de 2016 16 de agosto de 2017   |
| Tendo se fortalecido, Vegeta carrega em direção a Bills. Ele consegue pousar alguns golpes antes que Bills, que estava usando apenas uma fração de seu poder, o nocauteasse. Assim como ele está prestes a destruir a Terra, Bills tem uma ideia súbita. Ele decide dar aos terráqueos outra chance de salvar a Terra. Enquanto isso, temendo por suas vidas, a Turma Pilaf desembarca o barco de Bulma em um barco a remo e vela. Pensando que ele é o mesmo que Majin Buu por causa de sua tonalidade cor-de-rosa, Bills escolhe Oolong fora da multidão e o desafia a um jogo de pedra, papel e tesoura para decidir o destino da Terra. Oolong consegue desenhar duas vezes, mas Bills eventualmente ganha e procede para ativar seu ataque. Assim como Bills está prestes a disparar, Goku acena e diz que pensou em uma maneira de descobrir o Deus Super Saiyajin. Ele convocará e pedirá a Shenlong sobre isso. | | |                                                                   |
| 9 | "Desculpe-me Por Fazê-lo Esperar, Senhor Bills! Finalmente Nasce o Deus Super Saiyajin!" Transliteração: "O matase, Birusu-sama. Tsuini Sūpā Saiyajin Goddo tanjō!" (em japonês: お待たせ, ビルス様. ついに超サイヤ人ゴッド誕生！)        | Desculpa a Demora, Bills! O Deus Super Guerreiro Chegou! Desculpe a Demora, Senhor Bills! Finalmente Nasce o Deus Super Saiyajin!                                            | 6 de setembro de 2015 22 de outubro de 2016 17 de agosto de 2017  |
| Goku reúne as Esferas do Dragão e convoca Shenlong, que está assustado com a presença de Bills. Shenlong explica rapidamente que o Deus Super Saiyajin não é uma pessoa, mas é uma transformação lendária que somente os Saiyajins de coração podem alcançar ao unir seu poder juntos. Os Saiyajins tentam transformar Goku, mas eles falham, pois estão com um Saiyajin a menos. Crescendo cansado de esperar, Bills começa a preparar seu ataque para destruir o planeta. De repente, Videl salta na frente dos Saiyajins. Ela diz que há mais um Saiyajin que pode ser capaz de ajudá-los, que por acaso é ela e o filho não nascido de Gohan. Os Saiyajins e Videl tentam a transformação novamente e conseguem transformar Goku no Deus Super Saiyajin. | | |                                                                   |
| 10 | "Mostre-me, Goku! O Poder do Deus Super Saiyajin!" Transliteração: "Misero Gokū! Sūpā Saiyajin Goddo no pawā!!" (em japonês: 見せろ悟空！超サイヤ人ゴッドの力！！)                                                                        | Mostra-nos Como é, Son Goku! O Poder do Deus Super Guerreiro! Mostre a Ele, Goku! O Poder do Deus Super Saiyajin!                                                            | 13 de setembro de 2015 23 de outubro de 2016 18 de agosto de 2017 |
| Começa a luta entre os deuses. Goku parece não saber controlar o poder divino, dando mais vantagem ao Bills. Apesar de estar extremamente forte, Goku ainda não se sente totalmente à vontade. Enquanto isso, os Guerreiros Z assistem ao combate sem poderem sentir o ki de Goku, "por ter-se tornado um Deus". Bills, ao testar Goku, arremessa uma enorme bola de energia, e Goku, com a sua incrível força divina, consegue repelir o ataque do Deus da Destruição. Goku então começa a lutar um pouco mais a sério, mas ao mesmo tempo não perde o humor e "vinga-se" de Bills, dando um peteleco na sua testa. Goku tenta dominar os seus novos poderes para poder finalmente golpear Bills e dar o início à verdadeira batalha que decidirá o destino da Terra. | | |                                                                   |
| 11 | "Vamos a Isto, Bills! A Batalha dos Deuses Continua!" Transliteração: "Tsuzukeyō ze Birusu-sama! Kami to kami no tatakai o!" (em japonês: 続けようぜビルス様！神と神の戦いを！)                                                           | Bills! A Verdadeira Batalha dos Deuses Começa Agora! Vamos Continuar, Senhor Bills! A Batalha dos Deuses!                                                                    | 20 de setembro de 2015 29 de outubro de 2016 21 de agosto de 2017 |
| Tendo conseguido um pouco sobre a forma de Deus Super Saiyajin, Goku inicialmente consegue manter-se com o Bills. Ele logo percebe que seu oponente ainda não está lutando em seu máximo. É revelado que Bills está fazendo isso apenas para motivar Goku para alcançar ele. Para esse fim, Bills arrastou Goku para o espaço, onde ele rapidamente nocauteou ele fora. Goku vem caindo de volta para Terra e acaba em um oceano. Surpreendido por tal poder, Goku fica excitado e se energiza. Ele cura a si mesmo no processo. Disposto a ter outra ida, Goku voa para fora do oceano e corre em direção a Bills. | | |                                                                   |
| 12 | "O Universo se Colide? O Confronto! Deus Super Saiyajin Contra o Deus da Destruição" Transliteração: "Uchū ga kudakeru!? Gekitotsu! Haikaishin tai Sūpā Saiyajin Goddo!" (em japonês: 宇宙が砕ける！？激突！破壊神ＶＳ超サイヤ人ゴッド！) | Será o Colapso do Universo? O Combate entre o Deus da Destruição e o Deus Super Guerreiro! O Universo Vai Ser Destruído?! O Deus da Destruição Versus O Deus Super Saiyajin! | 27 de setembro de 2015 30 de outubro de 2016 22 de agosto de 2017 |
| Goku e Bills continuam a lutar no espaço. Como ambos deles se fortalecem e chocam, o universo começa a desmoronar sob o poder dos deuses. Corpos celestes explodem devido às ondas de choque. Enquanto isso, o Velho Supremo Kaioh revela ao mais jovem Supremo Kaioh que, com mais três golpes, todo o universo seria destruído junto com Bills e Goku. Quando Goku pousa o terceiro confronto com Bills, ele inconscientemente pára o colapso do universo, equilibrando o ataque de Bills com o dele. Bills fica enfurecido e usa seu ataque de bomba atômica em Goku. Goku usa a energia de Deus Super Saiyajin para ativar seu ataque de Kamehameha para manter o ataque de Bills na baía. | | |                                                                   |
| 13 | "Goku Supera o Deus Super Saiyajin" Transliteração: "Gokū yo, Sūpā Saiyajin Goddo o koete yuke!" (em japonês: 悟空よ、超サイヤ人ゴッドを越えてゆけ！)                                                                                     | Son Goku, Tens de Superar o Deus Super Guerreiro! Goku! Ultrapasse os Limites do Deus Super Saiyajin!                                                                        | 4 de outubro de 2015 5 de novembro de 2016 23 de agosto de 2017   |
| Os Supremos Kaiōs estão surpresos com o fato de o universo ainda estar intacto seguindo a batalha, mas eles temem que o pior ainda esteja por vir. Na Terra, Vegeta, Whis e os outros ainda estão de pé enquanto observam a batalha. Whis é surpreendido com o poder do Deus Super Saiyajin e sua capacidade de acompanhar seu aprendiz. No espaço, Goku luta para acompanhar o ataque de Bills, que finalmente acaba em uma explosão maciça que cega todos na Terra. Pouco depois, a luz se dissipa, o que revela tudo como era antes da explosão. Bills explica que ele usou seu poder total para negar a explosão, qual salvou o universo. Vendo isso como uma oportunidade perfeita para se gabar, Mr. Satan organiza-se para que ele mesmo seja falsamente creditado com a salvação do planeta mais uma vez. Apesar de estar em seu limite, Goku permanece calmo, o que irrita o Deus da Destruição. Bills pensa que Goku pode ter uma estratégia que ele tem estado escondido, qual Goku prontamente nega. Goku diz que tudo o que ele estava fazendo foi improvisado enquanto eles lutavam. Os Deuses rapidamente se fortalecem e continuam lutando, mas desta vez ambos estão no limite. Assim que eles começam, Goku perde sua aura de Deus Super Saiyajin e reverte para a forma ordinária de Super Saiyajin. Ao perceber isso, Bills decide sair. Ele pensa que é inútil lutar contra um Super Saiyajin comum. Entretanto, Goku não percebe e continua a fazê-lo. Whis é capaz de sentir a energia mortal de Goku. Whis assume que a batalha chegou à conclusão e que Goku perdeu. Entretanto, Piccolo implora em diferir. Surpreso que Goku ainda é capaz de acertá-lo mesmo depois de perder sua forma de Deus Super Saiyajin, Bills supõe que o corpo de Goku se ajustou ao poder do Deus Super Saiyajin. Isso fez ele mais forte em sua forma comum. Com ou sem a forma de Deus Super Saiyajin, Goku proclama que ainda é ele quem Bills enfrenta. Bills e Goku retomam sua batalha dos Deuses. | | |                                                                   |
| 14 | "Este É Todo o Meu Poder! A Decisão da Batalha dos Deuses!" Transliteração: "Kore ga ora no arittake no chikarada! Ketchaku! Kami to kami" (em japonês: これがオラのありったけの力だ！決着！ 神と神)                                      | Este é Todo o Meu Poder! A Decisão da Batalha dos Deuses! Este é Todo o Poder Que Possuo! O Desfecho da Batalha dos Deuses!                                                  | 11 de outubro de 2015 6 de novembro de 2016 24 de agosto de 2017  |
| A batalha entre Bills e Goku ainda continua, com a transformação de Super Saiyajin, Goku não consegue equivaler-se a Bills, mesmo com o poder divino absorvido. Goku tenta usar a última investida, mas ele volta ao normal. Bills manda Goku para a Terra com um só peteleco, mas volta com a transformação de Super Saiyajin e usa o seu Kamehameha contra Bills, porém, as energias do seu Kamehameha juntam-se ao poder de Bills, criando uma grande bola de fogo capaz de destruir a Terra. Goku consegue conter a bola de fogo e cai esgotado, tendo atingido todos os seus limites. Ao cair, é segurado por Vegeta. No cruzeiro, Bills prepara a destruição da Terra, mas de repente cai no sono, e Whis o leva de volta ao seu planeta, fazendo a situação voltar ao normal. Gohan revela a Goku que será pai. Goku depois diz a Vegeta que ele será o próximo a tornar-se o Deus Super Saiyajin, mas Vegeta recusa e diz que não precisa disso e que pode ultrapassar Goku e Bills com os seus próprios poderes. Goku comenta também sobre o fato de Vegeta ter gritado "Minha Bulma!", após vê-la sendo esbofeteada por Bills, que deixa Vegeta envergonhado, e então Piccolo deduz que Goku usou o teletransporte para assistir a tudo. Whis percebe que Bills fingiu que estava dormindo no momento e este afirma que Goku é um sujeito incrível, embora não tenha usado todo seu poder. | | |                                                                   |

### Saga Golden Freeza (2015–2016)
}}

### Saga Universo 6 (2016)
| N.º | Título original | Título(s) lusófonos | Exibição original                                                   |
| --- | --- | --- | ------------------------------------------------------------------- |
| 15 | "O Corajoso Satan, Faz um Milagre! Um Desafio no Espaço Sideral!!" Transliteração: "Yūsha Satan yo kiseki o okose! Uchū kara no chōsenjō!!" (em japonês: 勇者サタンよ奇跡を起こせ！宇宙からの挑戦状)                                | O Herói Hércules Faz um Milagre! O Desafio Espacial! Realize Um Milagre, Grande Herói Mister Satan! Um Desafio Vindo do Espaço!                 | 18 de outubro de 2015 12 de novembro de 2016 25 de agosto de 2017   |
| Com a Terra não mais em perigo, Goku e os outros retornam para suas vidas comuns. Chi-Chi conta para Goku que ela já tem gastado os 100 milhões de Zenis recebidos do Mr. Satan. Ela ordena Goku a deixar o treinamento para trás e encontrar um emprego então para que ele pudesse apoiar a família. Enquanto isso, a autopromoção de Mr. Satan vai mal quando um grupo de alienígenas aterrissam na cidade. Os alienígenas revelam que eles são embaixadores que desejam agradecer e recompensar quem seja que derrotou Bills e assim protegido seu planeta da destruição. Antes que ele possa receber a recompensa, Mr. Satan é convidado a demonstrar seu poder divino contra o mais poderoso campeão dos alienígenas em uma partida de sparring. Sabendo que ele não tem a menor chance, Mr. Satan corre rapidamente para a segurança e pede ajuda, mas ninguém responde a ele. De repente, Goku chega na cena em necessidade de ajuda de Mr. Satan. Mr. Satan providencia para ter Goku lutando por ele. Pouco antes da luta, Goku vê Chi-Chi e imediatamente foge para evitar ser repreendido por desobedecê-la. Mr. Satan é deixado para confrontar o campeão alienígena por conta própria. De repente, os alienígenas cinofóbicos encontram o cachorro de Mr. Satan e fogem de medo. Com a ida dos alienígenas, a multidão louva Mr. Satan, quem eles pensam ter salvado eles e a Terra novamente. | | |                                                                     |
| 16 | "Vegeta Se Torna um Aprendiz?! Capture Whis!" Transliteração: "Bejīta ga deshiiri!? Uisu o kōryakuse yo!" (em japonês: ベジータが弟子入り！？ウイスを攻略せよ！)                                                                    | O Vegeta Torna-se Discípulo? Conquistar o Whis! Vegeta Se Torna um Aprendiz?! Convencendo Whis!                                                 | 25 de outubro de 2015 13 de novembro de 2016 28 de agosto de 2017   |
| Chi-Chi ainda tem Goku trabalhando na fazenda. Em vez de trabalhar, Goku decide descansar e cai no sono. Krillin voa e acorda Goku. Krillin está muito surpreso ao saber que Goku ainda está na Terra e não está treinando com o Rei Kaioh. Ele relembra sobre seu treinamento com Goku sob o Mestre Kame e a diferença do nível de poder entre eles desde que eles eram crianças. Curioso para ver quão grande é a lacuna, Krillin diz a Goku que o golpeie com todo seu poder. Um Goku relutante tenta mudar a mente de Krillin. Goku acaba batendo em Krillin de qualquer maneira, o que envia o Krillin a uma rocha. Pouco depois, Goku vai para casa. Andróide 18 trata as feridas de Krillin. Krillin afirma que ele sente falta das artes marciais e deseja começar a treinar novamente. Enquanto isso, Vegeta é visto nos terrenos baldios permanecendo determinado. Ele afirma sua intenção de superar Goku sem a ajuda dos outros. Em outra parte, Whis e Bulma estão almoçando juntos. O Whis está desfrutando toda a comida que Bulma está fazendo seu chef fazer. Enquanto eles jantam, Bulma pede a Whis para proteger a Terra de Bills, caso ele apareça novamente. Vegeta chega e vê Whis. Ele pergunta a Whis para ver Bills, mas Whis se recusa a fazê-lo. Whis conta para Vegeta que é o professor de artes marciais de Bills. Whis informa a Vegeta que, com a tutela adequada, ele poderia um dia superar Goku. Vegeta se inclina e ajoelha-se diante de Whis e implora para se tornar seu aluno. Um Whis não impressionado passa por ele. Vegeta decide convencer Whis dando-lhe o alimento mais saboroso da Terra. Após várias tentativas falhadas, Vegeta finalmente impressiona Whis com uma xícara de macarrão instantâneo. Antes de Vegeta partir com Whis para treinar no planeta de Bills, Bulma lhe entrega uma nova armadura de batalha. Whis e Vegeta chegam ao planeta de Bills. Whis prepara para treinar Vegeta. | | |                                                                     |
| 17 | "Pan Nasceu! E Agora Goku Vai Viajar Para Treinar?!" Transliteração: "Pan tanjō! Soshite Gokū wa shugyō no tabi e!?" (em japonês: パン誕生！そして悟空は修行の旅へ！？)                                                             | A Pan Nasceu! E o Son Goku Vai Treinar? A Pan Nasceu! E Goku Vai Viajar Para Treinar?!                                                          | 1 de novembro de 2015 19 de novembro de 2016 29 de agosto de 2017   |
| Pan nasceu. Enquanto a maioria dos membros de sua família e amigos pensam que ela deveria ser ensinada nas artes marciais, Chi-Chi está revoltada pela própria ideia. Ela acredita que Pan deveria ser criada para ser uma dama e não uma lutadora irrepreensível como seu avô Goku. Todos tentam persuadir Chi-Chi para mudar sua mente, mas sem sucesso. Bulma acidentalmente menciona que Vegeta tem estado longe treinando com Whis por seis meses, qual choca Goku. Após algum tempo, Whis retorna para a Terra para desfrutar mais do alimento que a Terra tem para oferecer. Goku aproxima de Whis e pede para se tornar seu pupilo. Whis aceita o pedido de Goku. Whis pensa que é o tempo perfeito para Goku se juntar a Vegeta no treinamento. Assim como os dois estão prestes a partir, Chi-Chi corre e detêm Goku de partir. Apesar de seus desejos, Goku acaba partindo com Whis. Chi-Chi tem uma repentina mudança de coração. Ela diz que Goku irá retornar de qualquer jeito uma vez que ele tiver fome. | | |                                                                     |
| 18 | "Eu Também Cheguei! Começa o Treinamento no Planeta Bills!" Transliteração: "Ora mo kitazo! Birususei de shugyō kaishi da!" (em japonês: オラも来たぞ！ビルス星で修行開始だ！)                                                      | Eu Também Já Estou Aquiǃ Começa o Treino no Planeta do Billsǃ Eu Também Cheguei! Começa o Treinamento no Planeta de Bills!                      | 8 de novembro de 2015 20 de novembro de 2016 30 de agosto de 2017   |
| Goku e Whis chegam ao planeta de Bills, onde Vegeta é encarregado com tarefas domésticas. Goku é surpreendido ao saber que Vegeta tem obtido treinamentos consideravelmente mais fortes sob Whis. Goku quer começar seu treinamento imediatamente. Antes que ele tenha permissão para treinar, Whis ordena que ele ajude Vegeta com as tarefas, incluindo a mudança dos lençóis de Bills sem acordá-lo. Goku e Vegeta prontamente fazem suas tarefas e começam seu treinamento com Whis. A rotina de treinamento de Whis rapidamente usa Goku. Ele cai no sono. Vegeta, que está disposto a superar Goku a qualquer custo, continua treinando. No dia seguinte, Whis decide fazer uma luta com seus aprendizes a fim de avaliar sua velocidade. Os dois provam não serem pários para Whis. Goku e Vegeta são muito lentos para conseguir um único golpe em Whis. Em algum lugar no espaço, os membros sobreviventes do exército de Freeza são liderados por Sorbet. Eles continuam com seu esforço de ressuscitar seu líder. Não muito longe, seres misteriosos de um diferente universo nomeados Champa e Vados continuam sua procura por Bills. | | |                                                                     |
| 19 | "Novamente o Desespero! O Renascimento de Freeza, o Imperador do Mal!" Transliteração: "Zetsubō futatabi! Aku no teiō furīza no fukkatsu!" (em japonês: 絶望ふたたび！悪の帝王・フリーザの復活！)                                   | O Regresso do Desesperoǃ A Ressurreição de Freezer, o Imperador do Mal! O Desespero Volta! O Renascimento de Freeza, o Imperador do Mal!        | 15 de novembro de 2015 26 de novembro de 2016 31 de agosto de 2017  |
| Goku e Vegeta continuam seu treinamento sob Whis no planeta de Bills. Enquanto isso, Sorbet e seu assistente Tagoma partem de seu navio e dirigem-se para a Terra a fim de encontrar as Dragon Balls, qual intencionam ressuscitar seu líder Freeza. Eles correm para a Turma de Pilaf, que tinha coletado todas as sete Dragon Balls logo antes de sua chegada. Sorbet força Pilaf a convocar Shenlong. Em primeiro lugar, Shenlong recusa a reviver Freeza porque ele vê isso como inútil, dado seu estado atual, onde Freeza foi cortado em pedaços exatamente como estava quando Trunks do Futuro o matou. Tagoma sugere usar sua tecnologia de cura avançada para tornar Freeza intacto novamente. Sorbet tem Freeza ressuscitado Freeza. Sorbet e Tagoma coletam todas as peças da Freeza e retornam ao seu navio. Freeza é completamente renovado pouco depois. | | |                                                                     |
| 20 | "A Advertência de Jaco! O Exército de Mil Homens de Freeza Se Aproxima." Transliteração: "Jako kara no keikoku! Semari kuru furīza to sen nin no heishitachi." (em japonês: ジャコからの警告！迫り来るフリーザと１０００人の兵士達) | O Aviso de Jakoǃ O Freezer e os Seus Mil Soldados Vão Atacar! O Aviso de Jaco! Freeza e Suas Tropas de Mil Homens Se Aproximam!                 | 22 de novembro de 2015 27 de novembro de 2016 1 de setembro de 2017 |
| Freeza, que mesmo sendo muito forte poderoso nunca havia treinado em toda sua vida, decide passar quatro meses treinando para ficar forte o suficiente para se vingar de Goku. Goku e Vegeta continuaram a treinar no planeta Bills no mesmo período. Jaco, o Patrulheiro Galáctico, vai à Terra avisar sobre a ressurreição e o desejo de vingança de Freeza. Quando Freeza chega a Terra, Gohan, Piccolo, Kuririn, Tenshinhan e Mestre Kame se reúnem para enfrentar os 1000 soldados. Tenshinhan não leva Chaos, Gohan diz que Bulma pediu para que Goten e Trunks não ficassem sabendo, Kuririn pediu à Número 18 para ficar e proteger a Marron, Majin Boo não acorda de seu sono pesado e Yamcha já não participa de lutas a algum tempo. Logo Jaco chega e por incentivo de Bulma, fica para lutar também. | | |                                                                     |
| 21 | "O Começo da Vingança! O Exército Maligno de Freeza Ataca Gohan!" Transliteração: "Fukushū no hajimari! Furīza gun no akuiga satoshi Gohan o utsu!" (em japonês: 復讐のはじまり！フリーザ軍の悪意が悟飯を撃つ！)                    | Começa a Vingançaǃ O Exército de Freezer Vira a Sua Maldade Para o Son Gohan! O Início da Vingança! O Exército do Mal Ataca Gohan!              | 29 de novembro de 2015 3 de dezembro de 2016 4 de setembro de 2017  |
| Freeza e seu exército chegam na Terra, onde Gohan, Piccolo, Krillin, Mestre Kame, Tien e Jaco têm se reunido para detê-los até Goku e Vegeta retornarem. Freeza diz que ele tem esperado muito tempo para ter sua vingança e que ele deseja encarar Goku. Vendo como Goku não está presente para ajudar, Freeza ordena seu exército para atacar os terráqueos. Seu exército demonstra não ser pário para os lutadores, mesmo para Krillin, que tinha desistido de lutar. Decepcionado com o seu fraco exército, Freeza ordena a Sorbet que envie seu soldado de elite, Shisami, para tirar Gohan. De repente, Tagoma dispara um feixe em Shisami e Gohan, que mata o primeiro e prejudica gravemente o último. Sorbet é surpreendido pelo novo poder de Tagoma, qual ele tinha conseguido através do treinamento com Freeza. Freeza promete a Tagoma o comando de seu exército se ele tirar os terráqueos. Ele aceita e se prepara para lutar contra os terráqueos. Enquanto isso, Goku e Vegeta são inconscientes do que está acontecendo na Terra. Eles continuam seu treinamento sob Whis no planeta de Bills. | | |                                                                     |
| 22 | "Troca! A Ressurreição Inesperada! O Seu Nome é Ginyu!!" Transliteração: "Chēnji! Masaka no fukkatsu! Sono na wa ginyū!!" (em japonês: チェーンジ！まさかの復活！その名はギ二ュー！！)                                              | A Trocaǃ O Inesperado Regresso do Capitão das Forças Especiais! Troca de Corpo! Uma Volta Inesperada! Seu Nome é Guinyu!                        | 6 de dezembro de 2015 4 de dezembro de 2016 5 de setembro de 2017   |
| Na saga Freeza de Dragon Ball Z, Ginyu acidentalmente trocou de corpo com uma rã de Namekusei, e como rãs não falam, não podia mais trocar de corpo já que não podia pronunciar a palavra "troca". Com o pedido feito ao Porunga, o shenlong de Namekusei, para teletransportar todos os que estavam em Namekusei exceto Goku e Freeza para Terra, Ginyu foi junto com os namekuseijins para Terra e passou a viver nos jardins da sede da Corporação Cápsula. Quando Ginyu viu as tropas de Freeza, se aproximou de Tagoma e escreveu a palavra "troca" na terra de modo que Tagoma lesse em voz alta e ativasse a técnica de troca de corpo. Gohan, após comer uma das sementes dos deuses, enfrentou Ginyu ciente de sua força e o venceu. Freeza, descontente com o que viu, derrotou Gohan e tentou o matar com um golpe final, no qual Piccolo pulou na frente para levar o golpe em seu lugar, fazendo referência à saga dos saiyajins onde Piccolo havia feito a mesma coisa para salvar seu discípulo do ataque de Nappa. | | |                                                                     |
| 23 | "A Terra e Gohan Estão em Apuros! Venha Depressa, Son Goku!" Transliteração: "Chikyū ga! Gohan ga! Zettaizetsumei! Hayaku kite kure Son Gokū!!" (em japonês: 地球が！悟飯が！絶体絶命！早く来てくれ孫悟空！！)                      | A Terra e o Son Gohan Estão em Apurosǃ Chega Depressa, Son Goku! A Terra e Gohan Estão em Grande Perigo! Volte Depressa, Son Goku!              | 13 de dezembro de 2015 10 de dezembro de 2016 6 de setembro de 2017 |
| Piccolo pega o ataque de Freeza para salvar Gohan e morre no processo. No planeta de Bills, Bills deseja mais pizza. Whis recebe um convite de Bulma para uma sobremesa de morango. Como Whis telepaticamente contacta ela, ela revela o ressurgimento de Freeza e a morte de Piccolo para ele. Inicialmente chocado ao perceber que Freeza é revivido, Goku e Vegeta estão preparados para lutar contra Freeza. Como Whis diz que levaria algum tempo para alcançar a Terra, Goku recorre à transmissão instantânea sob conselho de Bills. Goku percebe que a transmissão instantânea é impossível devido à grande distância entre a Terra e o planeta de Bills. No entanto, Goku tenta procurar energia de alguém na Terra. Na Terra, Gohan se fortalece até seu limite máximo. Isso ajuda Goku a identificar uma fonte de energia para executar a transmissão instantânea. Goku e Vegeta chegam na Terra no primeiro momento para salvar Gohan. Vegeta executa Ginyu. Como Goku e Freeza se encontram depois de um longo tempo, Freeza transforma-se em sua forma final em um ajuste para demonstrar seu novo poder. Isso resulta na morte de todos os seus homens, exceto por Sorbet, que está a uma distância considerável. Perplexo com o novo poder de Freeza, Goku se prepara para se envolver em uma batalha. | | |                                                                     |
| 24 | "O Combate Mortal! Freeza VS Son Goku: Esse É o Resultado do Meu Treinamento!" Transliteração: "Gekitotsu! Furīza tai Son Gokū kore ga ora no shugyō no seika da!" (em japonês: 激突！フリーザＶＳ孫悟空これがオラの修行の成果だ！) | O Combate entre Freezer e Son Goku! Este é o Resultado do Meu Treino! Combate Mortal! Freeza Versus Son Goku! Este é o Resultado do Meu Treino! | 20 de dezembro de 2015 11 de dezembro de 2016 7 de setembro de 2017 |
| A batalha entre Goku e Freeza começa. Eles lutam no mesmo terreno, e nenhum deles é capaz de infligir danos significativos ao outro. Freeza recorre ao ataque a Krillin e Bulma. Quando Goku tenta salvá-los, ele é pego de surpresa quando Freeza pousa vários golpes nele. Vegeta cresce impaciente devido à divisão constante por ambos os lutadores. Ele acusa Goku em frustração e pede-lhe para dar tudo o que ele tem. Goku leva em conta o pedido de Vegeta e convence Freeza a fortalecer para o seu máximo. Quando Freeza grita para Goku para mostrar todo o seu poder, Goku transforma-se em um Super Saiyajin Blue. | | |                                                                     |
| 25 | "Uma Batalha Completa! A Vingança do Freeza Dourado" Transliteração: "Zenkai batoru! Fukushū no Gōruden Furīza" (em japonês: 全開バトル！復讐のゴールデンフリーザ)                                                                  | Um Combate Pela Vida! A Vingança do Freezer Dourado É Tudo ou Nada! A Vingança do Freeza Dourado!                                               | 27 de dezembro de 2015 17 de dezembro de 2016 8 de setembro de 2017 |
| Após testar rapidamente a nova transformação de Goku, Freeza transforma-se em Golden Freeza. Ambos estão impressionados pelo progresso do outro. Eles se envolvem em uma batalha feroz. Enquanto isso, Whis informa Bulma de sua chegada à Terra em uns poucos minutos. Em seu caminho para a Terra, Bills e Whis encontram o Deus da Destruição do Universo Seis, Champa e sua assistente, Vados. Após ter uma curta conversa com Champa e Vados, Bills e Whis finalmente chegaram no campo de batalha. Enquanto comendo a deliciosa sobremesa de Bulma, Bills e Whis reconhecem que Freeza tem realmente se tornado significativamente mais forte. Eles também percebem que Goku parece ter um tempo difícil em se manter com Golden Freeza. Ainda não é usado na sua forma mais nova, Goku luta para se manter com a velocidade e a proeza de Golden Freeza. | | |                                                                     |
| 26 | "Em Meio à Crise Vi a Chance de Vencer! Goku Inicia o Contra-Ataque!" Transliteração: "Dai pinchi ni shōki ga mieta! Hangeki kaishida Son Gokū!" (em japonês: 大ピンチに勝機が見えた！反撃開始だ孫悟空！)                           | Há uma Forma de Vencer Este Combate Duro! Son Goku Dá Início ao Contra-Ataque! Um Vislumbre de Esperança! É Hora de Revidar, Son Goku!          | 10 de janeiro de 2016 18 de dezembro de 2016 11 de setembro de 2017 |
| Freeza e Goku continuam a sua prolongada batalha com Freeza, dando mais golpes a Goku. Enquanto nada é páreo para o poder bruto de Freeza, Goku consegue suportar e esquivar os ataques de Freeza. Goku e Vegeta percebem que Freeza está perdendo gradualmente a resistência e que seu nível de poder está caindo. O próprio Freeza falha em perceber isso. Vegeta exorta Goku a terminar rapidamente com Freeza antes que ele tenha uma chance de se recuperar, ou ele vai se esforçar e fazer isso sozinho. Após Goku e Freeza trocarem algumas brincadeiras sarcásticas, eles se fortalecem novamente e continuam sua luta. Freeza ainda tem a vantagem, mas Goku sabe que ele apenas precisa continuar um pouco mais antes que a fraqueza de Freeza pareça novamente. Após um Freeza totalmente recarregado desencadear uma barragem de ataques, ele rapidamente fica cansado e começa a ficar sem fôlego. Seus ataques já não mais ferem Goku. Freeza finalmente percebe sua fraqueza. Goku explica que Freeza correu para a Terra imediatamente após conseguir a forma Dourada sem dar a si mesmo tempo suficiente para dominá-la. Freeza dá algumas palavras inaudíveis a seu subordinado, Sorbet, e agoniza sobre sua chance fracassada de vingança. Goku diz a Freeza para deixar a Terra, enquanto ele ainda pode. Para surpresa de todos, um raio laser atravessa o peito de Goku disparado da arma de raio de Sorbet. Freeza pisa na ferida do peito de Goku e se diverte com sua estratégia de backup para que Goku deixe sua guarda para baixo. Como Goku grita de dor, Freeza zomba dele por estar com excesso de confiança. De acordo com Freeza, o excesso de confiança de Goku o impede de ser o lutador mais forte. Antes que Freeza possa liberar seu tiro de matança em Goku, Vegeta dispara em Freeza e anuncia que é a sua vez para lutar.                                                                                  | | |                                                                     |
| 27 | "A Terra Explode? O Kamehameha Decisivo" Transliteração: "Chikyū bakuhatsu!? Ketchaku no kamehameha" (em japonês: 地球爆発！？決着のかめはめ波)                                                                                     | Será Que a Terra Vai Ser Destruída? O Kamehameha Decisivo! A Terra Explodiu?! O Kame Hame Ha Decisivo!                                          | 17 de janeiro de 2016 7 de janeiro de 2017 12 de setembro de 2017   |
| Goku está criticamente ferido, mas Vegeta intervém antes que Freeza possa dar um golpe de morte. Quando Krillin tenta entregar Goku um Feijão Senzu, Freeza tenta explodi-lo. Vegeta redireciona a explosão para Sorbet, qual o mata. Depois, Vegeta demonstra sua nova capacidade de se transformar em um Super Saiyajin Blue. Freeza tenta atacar Vegeta, mas ele falha em fazer isso. Freeza rapidamente encontra a si mesmo completamente superado por Vegeta. Enfurecido e humilhado, Freeza se recusa a aceitar a derrota. Enquanto Vegeta fortalece seu ataque final, Freeza em sua vez explode a Terra. Whis protege Goku e os outros. Como Goku lamenta sua oportunidade perdida de derrotar a Freeza, Whis oferece para voltar o tempo por alguns minutos, o que permitirá que Goku tenha outra chance. O momento é reiniciado no final da batalha de Vegeta e Freeza. Isso permite a Goku tempo suficiente para carregar um ataque Kamehameha e matar Freeza. Mais tarde, o grupo se reúne na Capsule Corporation. Piccolo é revivido com as Dragon Balls de Namekusei. Gohan diz a Piccolo que ele pretende retomar seu treinamento para que ele possa proteger seus entes queridos. Piccolo tem o prazer de ouvir isso. | | |                                                                     |

| N.º | Título original | Título(s) lusófonos | Exibição original                                                    |
| --- | --- | --- | -------------------------------------------------------------------- |
| 28 | "O Deus da Destruição do Sexto Universo, Seu Nome é Champa" Transliteração: "Dairoku uchū no hakaishin sono na wa Shanpa" (em japonês: 第６宇宙の破壊神その名はシャンパ)                                                                                      | O Deus da Destruição do Universo 6! E o Seu Nome é Champa! O Deus da Destruição do Universo Seis! Seu Nome é Champa!                                                           | 24 de janeiro de 2016 8 de janeiro de 2017 13 de setembro de 2017    |
| Vegeta e Goku estão treinando com roupas extremamente pesadas, quais de acordo com o mangá é a punição por terem utilizado durante o treinamento a transformação renomeada por Whis de Super Saiyajin Blue. Champa chega ao planeta Bills para realizar uma disputa, qual é feita através de culinária ao invés de lutas senão os dois destruiriam ambos os universos. Champa trouxe do sexto universo ovos cozidos do pássaro dondon, já Bills ofereceu copos de lámen instantâneo, daqueles que Vegeta usou para convencer Whis em treiná-lo. Champa perdeu a competição e ficou curioso em saber em qual planeta o lámen é feito, no caso a Terra. Champa manda Vados procurar pela Terra do sexto universo mas a mesma se encontra desabitada devido a Guerras. Champa decide realizar um torneio entre cinco guerreiros de cada universo e se vencer eles permutariam as Terras, mas ao ser questionado por Bills sobre o que ele ganharia e também como poderia ser feito a troca, Champa revela seu segredo de que estava em busca das Super Esferas do Dragão e pode pedir pela permuta assim que encontra-se a sétima esfera que falta, e no caso de seu time perder, daria as seis esferas que possui. Goku e Vegeta dizem que a Bulma possui tecnologia para encontrar a sétima esfera. | | |                                                                      |
| 29 | "O Torneio de Artes Marciais Foi Decidido! O Líder É um Cara Mais Forte que Goku" Transliteração: "Kakutō shiai kaisai kettei! Shushō wa Gokū yori mo tsuyoi yatsu" (em japonês: 格闘試合開催決定！主将は悟空よりも強いヤツ)                                  | Aí Vem Mais um Torneio de Artes Marciais! O Capitão de Equipa é Mais Poderoso do Que o Son Goku! Um Novo Torneio de Artes Marciais! O Capitão do Time é Mais Forte Que o Goku! | 31 de janeiro de 2016 14 de janeiro de 2017 14 de setembro de 2017   |
| Champa decide hospedar o torneio em um planeta sem nome desocupado localizado entre o Universo Seis e Universo Sete. Goku sugere que as regras sejam semelhantes às dos torneios Tenkaichi Budokai realizados na Terra. Vegeta recomenda que uma análise escrita seja implementada em ordem para evitar que os seres insensíveis que faltam conhecimento dos regulamentos participem. O torneio está programado para começar vários dias após o encontro entre Bills e Champa. Na Terra, Whis solicita que Bulma use seu Radar do Dragão para obter a Super Dragon Ball final. Contrariamente a isso, Bulma acredita que seria mais fácil simplesmente convocar o Shenlong para localizá-las. Shenlong revela que o rastreamento das Super Dragon Balls está além do seu poder. Enquanto isso, Vados seleciona uma porção do planeta sem nome e transforma isso na arena do torneio. Após julgar os alunos de Whis, Champa percebe que também deve recrutar um Saiyajin para sua equipe. Bills explica que Goku é meramente o segundo oponente mais forte que já enfrentou. Ele procede a decolar para informar Monaka, o guerreiro mais forte que já lutou, do torneio. Na manhã seguinte, Bulma termina a construção do Super Dragon Radar. Ela pretende coletar as Super Dragon Balls do Universo Sete antes que Bills possa usá-las para desejar uma aniquilação total de todo o mundo. | | |                                                                      |
| 30 | "Escolhendo os Participantes Para o "Torneio de Artes Marciais", Quem Serão os Últimos Dois?!" Transliteração: "Kakutō shiai" e no o sarai nokori futari no menbā wa dareda?" (em japonês: 『格闘試合』へのおさらい残り二人のメンバーは誰だ！？)              | O Teste Para o Torneio de Artes Marciais! Quem Serão os Dois Elementos Escolhidos?! Treino Antes do Torneio. Quem Serão os Dois Últimos Participantes?!                        | 7 de fevereiro de 2016 15 de janeiro de 2017 15 de setembro de 2017  |
| Goku e Vegeta se encontram com Krillin, que vai com eles para recrutar Majin Buu como o quarto combatente da equipe do Universo Sete. Embora Majin Buu esteja relutante devido ao seu ódio contra Bills, ele concorda quando Goku promete para ele um desejo das Super Dragon Balls, quais ele planeja dar ao Mr. Satan. Goten e Trunks tentam se juntar, mas eles são negados por Vegeta porque seu uso da fusão é ilegal. O grupo encontra Piccolo treinando com Gohan. Eles recrutam Piccolo como o quinto e último membro. Gohan considera juntar-se ao time, mas ele não pode participar devido a uma reunião de negócios no dia do torneio. Bills e os outros pensam de volta nos eventos recentes. Bills e Whis contemplam as intenções por trás dos planos de Champa. Uma série de flashbacks recapitulando a série é mostrada até a morte de Freeza. | | |                                                                      |
| 31 | "Ao Encontro de Zunô Sama Para Perguntar Sobre a Existência das Super Esferas do Dragão!" Transliteração: "Zunō Sama no moto e! Sūpā Doragon Bōru ari ka o kikidase!" (em japonês: 様のもとへ！超ドラゴンボールありかを聞き出せ！)                            | Vamos Ver o Mestre Zuno! Vamos Descobrir a Localização das Super Bolas de Cristal! À Procura do Senhor Zuno! Vamos Descobrir Onde Estão as Super Esferas do Dragão!            | 14 de fevereiro de 2016 21 de janeiro de 2017 18 de setembro de 2017 |
| Bulma e Jaco vão até ao planeta de Zunô Sama, um ser oniciente, para perguntar-lhe tudo que ele sabe sobre as Super Esferas do Dragão. Jaco comenta ter conhecido Bulma na época infantil enquanto Tights na fase adolescente. Eles encontram Gekkoumen, criminoso procurado pela Patrulha Galáctica e Jaco o detém, sendo que era ele que teria uma audiência com Zunô. Depois eles conseguem uma audiência com Zunô e ele responde que as Super Esferas do Dragão são esferas criadas no ano 41 pelo deus dragão Zarama, possui diâmetro de 37196,2204 quilômetros, perfeitamente esféricas, num total de sete nos dois universos juntos, de cor amarela com estrelas vermelhas de cinco pontas numeradas de um a sete perfeitamente visíveis não importa ângulo em que se olha para as esferas, teve seu design patenteado no ano 42 pelo deus Zarama, e ao reunir todas deve-se recitar o encantamento para que o deus dragão apareça e realize o pedido, e após isto as sete esfera serão novamente espalhadas pelo sexto e sétimo universos. | | |                                                                      |
| 32 | "Começa o Torneio! Todos Rumo ao "Planeta Sem Nome"!" Transliteração: "Shiai kaishi da! Minnade "namae no nai hoshi" e!" (em japonês: 試合開始だ！みんなで「名前の無い星」へ！)                                                                               | Começa o Torneio! Toda a Gente Para o "Planeta Sem Nome"! Começa o Torneio! Todos Para o "Planeta Sem Nome"                                                                    | 21 de fevereiro de 2016 22 de janeiro de 2017 19 de setembro de 2017 |
| Na Terra, todos se reúnem para a viagem ao torneio. Goku e Vegeta chegam depois de ter treinado na Câmara Hiperbólica do Tempo por três anos. Depois de parar no planeta de Bills para levá-lo e Monaka, todo mundo vai para o torneio. O grupo atende a sua competição que é algo incomum. Isso inclui um Saiyajin com uma história radicalmente diferente, bem como um lutador que se parece com Freeza. Após o teste escrito, a equipe do Universo Sete é deixada um membro da equipe porque o Majin Buu fica adormecido. Majin Buu é considerado impróprio e desqualificado. Bills decide que Monaka vai durar. Após uma rodada de pedra-papel-tesoura, é decidido que Goku vai lutar primeiro, seguido por Piccolo, e depois Vegeta. Goku e seu concorrente chamado Botamo, que é uma criatura gigante como um urso, entram no ringue do torneio. | | |                                                                      |
| 33 | "O Surpreendente Sexto Universo! Este é o Super Saiyajin Son Goku!" Transliteração: "Odoroke dairoku uchū yo! Kore ga Sūpā Saiyajin Son Gokū da!" (em japonês: 驚け第６宇宙よ！これが超サイヤ人・孫悟空だ！)                                                  | Surpresa, Universo 6! Eu Sou o Deus Super Guerreiro Son Goku! Cuidado, Universo Seis! Este é o Super Saiyajin Son Goku!                                                        | 28 de fevereiro de 2016 28 de janeiro de 2017 20 de setembro de 2017 |
| A luta entre Goku e Botamo começa. Goku demora um pouco para aquecer devido a ter consumido demais durante a viagem. Embora Goku pareça mais rápido e bem treinado do que Botamo, nenhum dos golpes que ele desfere parece ter um efeito. Botamo parece estar satisfeito em simplesmente aceitar a punição. Instado por Vegeta a pensar antes de agir, Goku arrasa Botamo ao lado do ringue e joga ele fora. Isso resulta em uma vitória para o Universo Sete. A próxima partida começa quase que imediatamente. O parecido com Freeza nomeado Frost é o próximo oponente de Goku. Em contraste direto com Freeza, Frost é um herói amável e amado no Universo Seis, que olha para frente esperando um desafio. Goku surpreende a Frost com o conhecimento de suas transformações. Frost assume uma forma que reflete a terceira forma de Freeza. Goku menciona sua capacidade de se transformar também. Ele se transforma em Super Saiyajin. Frost responde transformando-se em sua forma final. Frost parece muito superado por Goku mesmo em sua transformação final. De repente, ocorre um efeito estranho sobre o Goku que o enfraquece severamente e permite a Frost uma chance de atacar. Frost bate Goku fora do ringue, o que impressiona todos do Universo Sete. | | |                                                                      |
| 34 | "Piccolo VS Frost! O Makankosappo Decisivo!" Transliteração: "Pikkoro tai Furosuto! Makankōsappō ni subete o kakero!" (em japonês: ピッコロＶＳフロスト！魔貫光殺砲にすべてをかけろ！)                                                                        | Satã Contra Frost! Aposta Tudo o Que Tem no Raio Mortífero! Piccolo vs. Frost! Coloque Toda a Força no Makankôsappô!                                                           | 6 de março de 2016 29 de janeiro de 2017 21 de setembro de 2017      |
| Frost bate Goku batendo-o fora do ringue. Piccolo caminha até Frost para encará-lo em seguida. Piccolo carrega seu ataque de assinatura ao mesmo tempo evadindo os ataques de Frost. Para comprar-se tempo para cobrar seu ataque, Piccolo cria clones de si mesmo para distrair Frost. Frost rapidamente dispõe de chamarizes e cargas em Piccolo. Depois de um ataque fechado, Frost derrota Piccolo com uma explosão de poder. Antes que o árbitro pudesse decidir a favor de Frost, Jaco faz sinal de que Frost estava trapaceando o tempo todo. O árbitro examina Frost e descobre que ele estava usando uma ferramenta proibida. Champa está inicialmente indignado ao descobrir que Frost havia trapaceado. Champa decide perdoar e ajudar ele em seu universo, se Frost continua a jogar de acordo com as regras. Frost revela que ele criou os ataques aos planetas que ele salvou. O árbitro declara Piccolo o vencedor até Vegeta entrar e diz que deseja enfrentar Frost. | | |                                                                      |
| 35 | "Transforme Sua Coragem em Força! A Batalha de Vegeta Com Poder Total!" Transliteração: "Ikari o chikara ni kaero! Bejīta no zenkai batoru" (em japonês: 怒りを力に変えろ！ベジータの全開バトル)                                                              | A Raiva Transformada em Força! Vegeta em Modo de Combate Total! O Ódio Se Torna Força! Vegeta Vai Para o Tudo ou Nada!                                                         | 20 de março de 2016 4 de fevereiro de 2017 22 de setembro de 2017    |
| Frost rapidamente anuncia sua intenção de derrotar totalmente Vegeta em combate com a apresentação de mais uma arma. Ambas as partes concordam que a partida não deve ser regulada pelas regras padrão do torneio, a fim de evitar a desqualificação e permitir que os combatentes lutem a toda a força. Vegeta ataca impiedosamente a Frost e envia ele para sair da barreira. Ele então declara que ele não matou Frost porque ele não ia se inclinar para o nível do último. Bills descobre que Goku também foi afetado pela arma de Frost, e ele procede a convencer o árbitro para permitir que Goku volte à competição. Goku protesta na ordem de turno porque ele quer desesperadamente ver Monaka em combate. Bills explica que Monaka, como seu trunfo, deve lutar por último. Isso faz uma observação silenciosa de Whis sobre as "cores verdadeiras" de Monaka. Vados gera uma nova barreira ao redor do ringue quando o árbitro anuncia uma nova regra, onde qualquer contato que um indivíduo faz com a barreira desqualifica-os automaticamente. Enquanto isso, Frost tenta roubar os ganhos do torneio e escapar no cubo de transporte de Champa. Frost está atordoado por Hit, um humanoide roxo, no processo. Hit então leva o inconsciente Frost de volta à arena. A próxima partida começa. Vegeta enfrenta o robô Magetta. O público começa a discutir sobre a elegibilidade da Magetta devido ao fato de que Magetta pode cuspir lava. Magetta é declarado elegível porque a lava é apenas sua saliva. Os fumos vulcânicos de Magetta engolfam a barreira e fazem com que Vegeta transpire rapidamente e respire intensamente do calor extremo. | | |                                                                      |
| 36 | "Uma Grande e Inesperada Batalha! A Explosão de Fúria de Vegeta!" Transliteração: "Masaka no dai kusen! Bejīta ikari no dai bakuhatsu!" (em japonês: まさかの大苦戦！ベジータ怒りの大爆発！)                                                                  | A Luta Complica-se! A Grande Explosão de Fúria de Vegeta! Uma Inesperada Luta Complicada! A Explosão de Raiva de Vegeta!                                                       | 27 de março de 2016 5 de fevereiro de 2017 25 de setembro de 2017    |
| Vegeta continua sua batalha com Magetta. Ele está lutando contra o aumento das temperaturas na arena fechada. Vegeta tenta vencer rapidamente, mas Magetta resiste e contrasta seus ataques. Magetta segue isso com um soco que envia Vegeta voando em direção ao chão. Após quase ser desqualificado por ir através da saída dos limites, Vegeta se fortalece em raiva e destrói a barreira da arena. Ele explode Magetta e força ele para o extremo do palco. Entretanto, Vegeta é incapaz de derrubar Magetta fora do palco. No entanto, após Vegeta insultar Magetta, ele perde sua vontade para lutar. Magetta é nocauteado para fora do ringue. | | |                                                                      |
| 37 | "Não Esqueça a Honra dos Saiyajins! Vegeta VS o Saiyajin do Sexto Universo" Transliteração: "Saiyajin no hokori o wasureru na! Bejīta tai dairoku uchū no saiyajin" (em japonês: サイヤ人の誇りを忘れるな！ベジータＶＳ第６宇宙のサイヤ人)                    | Não Esqueças o Teu Orgulho de Guerreiro! Vegeta Contra o Guerreiro do Universo 6! Não Se Esqueça do Orgulho dos Saiyajins! Vegeta vs. o Saiyajin do Universo Seis!             | 3 de abril de 2016 11 de fevereiro de 2017 26 de setembro de 2017    |
| Vegeta enfrenta Cabba, um Saiyajin magro e curto do Universo Seis, na rodada seguinte. Ao contrário de seus homólogos do Universo Sete, Saiyajins do Universo Seis são heróicos e gentis. Eles são conhecidos como protetores galáticos benevolentes. Vegeta e Cabba são inicialmente igualmente correspondentes. Depois que Vegeta empurra Cabba para se fortalecer, Cabba admite que não pode fazê-lo. Cabba pede a Vegeta que lhe ensine a transformar. Isso parece irritar Vegeta. Vegeta transforma-se em Super Saiyajin e começa a vencer impiedosamente Cabba. Vegeta ameaça Cabba. Ele diz que o matará e destruirá seu planeta se ele perder. Um Cabba enfurecido de repente transforma e continua a ofensiva. Vegeta revela que, uma vez que a transformação de Super Saiyajin é destrancada através da raiva interna, suas ações foram destinadas a provocar essa transformação. Vegeta rapidamente se energiza ainda mais e bate Cabba com um único soco. Após a luta, Cabba agradece a Vegeta por ter contado sobre o seu potencial inexplorado. Vegeta o empurra e diz-lhe para não esquecer o orgulho de Saiyajin e apontar para superar todos os outros Saiyajins. Cabba reconhece o conselho de Vegeta e sai do palco. Com o Universo Seis agora até seu último lutador, Champa ainda não está preocupado, pois está certo de que seu homem principal Hit pode apontar o placar. | | |                                                                      |
| 38 | "O Guerreiro Mais Poderoso do Sexto Universo! O Assassino Hit Aparece!!" Transliteração: "Dairoku uchū saikyō no senshi! Koroshiya Hitto kenzan!!" (em japonês: 第６宇宙最強の戦士！殺し屋ヒット見参！！)                                                     | O Guerreiro Mais Forte do Universo 6! É Hit, o Assassino! O Mais Forte Lutador do Universo Seis! O Assassino Hit!                                                              | 10 de abril de 2016 12 de fevereiro de 2017 27 de setembro de 2017   |
| Vegeta e Hit começam sua batalha. Para a surpresa de Vegeta, ele é incapaz de soltar um único golpe em Hit devido à sua velocidade superior. Eventualmente, Vegeta é atingido por um forte golpe e colapsa. Hit é declarado vencedor da partida. De repente, revela-se que Hit usou uma técnica de "time-skipping", onde ele consegue viajar no tempo e ser a única pessoa capaz de se mover por uma fração de segundo. Goku chega à batalha. Inicialmente, Hit supera Goku, o que o leva a pedir a Goku que se renda. Goku se recusa e diz que usou o tempo para descobrir como funciona a técnica de Hit. Goku prevê os movimentos de Hit e evade seus ataques. Hit afirma que a previsão de Goku era apenas um acaso e que ele não poderá usá-lo novamente. Entretanto, Goku é, mais uma vez, capaz de prever os ataques de Hit e se defender. Goku propõe que ambos lutem a todo o poder. Hit coincide e se retira. Pouco depois, ambos começam a se preparar para a próxima luta. | | |                                                                      |
| 39 | "O Contra-Ataque Para o "Salto no Tempo" Aprimorado?! Está a Caminho? A Nova Técnica de Goku!" Transliteração: "Seichōshita "toki tobashi" no hangeki!? Deru ka!? Gokū no aratana waza!" (em japonês: 成長した“時とばし”の反撃！？出るか！？悟空の新たな技！) | Contra-Ataque Com Aumento do "Salto no Tempo"! Irá Son Goku Usar a Nova Técnica?! O Contra-Ataque do "Salto Temporal Antecipado"?! A Nova Técnica de Goku!                     | 17 de abril de 2016 18 de fevereiro de 2017 28 de setembro de 2017   |
| Goku e Hit ambos se fortalecem antes da partida. Goku finalmente conseguiu contrariar os ataques de manipulação do tempo de Hit, o que desagrada Hit. Hit tenta aumentar ainda mais, mas Goku o impede. Logo depois, Hit consegue contrariar os golpes de Goku, enquanto ele simultaneamente cresce ainda mais forte. Mal dano, Goku atinge o chão. Champa diz a Hit para acabar com Goku, mas Hit se recusa a obedecer sua ordem. Goku consegue voltar a se levantar, e os dois retomam sua luta. Goku logo volta para um canto e recorre à sua técnica Kaiō-ken, o que aumenta sua força e velocidade. Tendo se fortalecido, Goku começa a bater e explodir Hit, que consegue evadir a maior parte dos ataques com facilidade. | | |                                                                      |
| 40 | "Conclusão! O Vencedor Será Bills ou Champa?" Transliteração: "Tsuini ketchaku! Shōsha wa birusu? Soretomo shanpa?" (em japonês: ついに決着！勝者はビルス？それともシャンパ？)                                                                                | O Torneio Chega ao Fim! Quem Será o Vencedor? O Bills ou o Champa? O Desfecho! Quem Venceu: Bills ou Champa?                                                                   | 24 de abril de 2016 19 de fevereiro de 2017 29 de setembro de 2017   |
| Goku e Hit lutaram contra um impasse indeciso. Nenhum dos lados pode ganhar terreno contra o outro. Goku solicita que as regras da luta sejam revogadas para que Hit possa usar suas técnicas de assassinato livremente. Champa e Bills argumentam sobre esta decisão. Durante seu argumento, Goku sai da arena, perdendo a partida como resultado. Goku argumenta que ele teria sido incapaz de continuar devido à pressão sobre seu corpo provocada por sua técnica Kaiō-ken. Pouco depois, Monaka enfrenta Hit, que lança a luta como reembolso por Goku, permitindo que ele superasse seus limites. Com Hit derrotado, o time do Universo Sete sai como vencedor do torneio. Assim como as festividades estão prestes a concluir, Zenō, um misterioso "Rei dos Universos", aparece no centro da arena. | | |                                                                      |
| 41 | "Saia, Dragão dos Deuses, e Realize Nosso Desejo Chonmage!" Transliteração: "Ide yo kami no ryū soshite negai o kanaete chonmage!" (em japonês: 出でよ神の龍そして願いを叶えてちょんまげ！)                                                                   | Aparece, Dragão Sagrado, e Concede-me o Meu Desejo, Depressinha! Apareça, Dragão dos Deuses! E Conceda o Meu Humilde Desejo, Por Favorzinho!                                   | 1 de maio de 2016 25 de fevereiro de 2017 2 de outubro de 2017       |
| Zenō anuncia que ele organizará um torneio de artes marciais para os doze universos. Goku aproxima-se desrespeitosamente e fala com Zenō, muito para a diversão de Zenō e com o desconforto de todos. Champa repreende seu time por perder e ordena que treinem para o próximo torneio. Champa e sua equipe partem pouco depois. Bills pede aos terráqueos que encontrem as Super Dragon Balls. O Android 18 percebe que todas as Super Dragon Balls são agrupadas no radar, e Monaka deduz que o planeta com o qual eles estão lutando é realmente a sétima Super Dragon Ball. Bills, Goku e os outros partem para a localização das sete Super Dragon Balls. Uma vez que eles estão lá, Whis convoca Super Shenron (スーパーシェンロン, Chāo Shénlóng), que é uma versão mais poderosa de Shenlong. Desconhecido para qualquer outra pessoa, Bills secretamente deseja ter a Terra do Universo Seis restaurada de volta ao normal. Vados informa Champa o que Bills desejou. Whis deixa Bills e Monaka no planeta de Bills e parte para a Terra. Monaka é revelado para ser um entregador do correio comum que é um lutador aspirante. Bills recompensa Monaka com dinheiro por sua ajuda motivando Goku e Vegeta. Goku, Vegeta e os outros da Terra voltam para casa, muito para o deleite de Goku. | | |                                                                      |
| 42 | "Problema na Celebração da Vitória! Confronto Finalmente?! Monaka vs. Son Goku!" Transliteração: "Haran no shukushō! Tsuini taiketsu!? Monaka tai Son Gokū" (em japonês: 波乱の祝勝！遂に対決！？モナカＶＳ孫悟空)                                            | Uma Tempestuosa Festa da Vitória! Vamos Assistir Finalmente ao Combate entre Monaka e Son Goku?! A Caótica Festa de Comemoração! O Confronto Entre Monaka e Son Goku!          | 8 de maio de 2016 26 de fevereiro de 2017 3 de outubro de 2017       |
| Com o torneio concluído, a Bulma decide realizar uma festa de celebração na Capsule Corporation. Ela também decide convidar Monaka que ela considera ser o verdadeiro vencedor do torneio. Bills e Whis se opõem à ideia de Bulma enquanto acreditam que Goku gostaria de lutar contra Monaka se ele fosse lá. Em última análise, Monaka participa. Bills decide contar a todos, além de Goku, o segredo de Monaka. Monaka não é tão poderoso quanto todos acreditam que ele é. Goten e Trunks sugerem que Bills se disfarce como Monaka e lute com Goku no lugar de Monaka. Bills concorda com o plano e se disfarça. Pu'ar também muda sua forma em Bills para agir como um chamariz. Goku e um disfarçado Bills começam seu jogo logo após. Após um breve choque, Whis interrompe a batalha. Todos continuam com as festividades. | | |                                                                      |
| 43 | "O "Ki" de Goku Está Fora de Controle?! Cuidar da Pan é um Monte de Problemas!" Transliteração: "Gokū no "ki" ga seigyo funō!? Pan no osewa de shikuhakku" (em japonês: 悟空の「気」が制御不能！？パンのお世話で四苦八苦)                                     | A Energia do Son Goku Descontrola-se! Tomar Conta da Pan Não é Nada Fácil! O Ki de Goku Está Fora de Controle? Cuidar da Pan Não é Brinquedo!                                  | 15 de maio de 2016 4 de março de 2017 4 de outubro de 2017           |
| Goku parece ter problemas para controlar seu poder e Chi Chi pede para poder ver o Kaio-sama. Goku tenta o teletransporte, mas acaba parando onde está Bulma, Kuririn, em uma parte da Torre Karin e também acaba vendo Arale (personagem de outro mangá de Toryiama, Dr. Slump), uma antiga amiga de infância de Goku. Depois de chegar no planeta Kaio, Kaio-sama deduz que isso aconteceu depois que Goku usou o Kaio-ken aumentado dez vezes como Deus Super Saiyajin Blue e pede um tempo para que Goku descanse. Goku chega em casa, mas como tem problemas para controlar seu ki, acaba a destruindo. Goku passa a viver na casa do Gohan. Piccolo instrui a Goku de como cuidar da Pan. Pan foge de casa e acaba parando onde está Pilaf, que o faz passar maus bocados. Pan depois volta pra casa, onde lá os outros a procuram preocupados. Gohan recebe uma recomendação de estudo, mas Gohan recusa pelo fato de estar longe da Pan. Pan aprende a chamar Goku de vovô. | | |                                                                      |
| 44 | "O Selo do Planeta Pot-au-Feu Foi Liberado. O Segredo do "Hidro Super Homem"!" Transliteração: "Potofusei no fūin tokihanata reta "chōjinsui" no himitsu!" (em japonês: ポトフ星の封印解き放たれた“超人水”の秘密！)                                           | O Selo do Planeta Pot-au-feu! O Segredo da "Água Com Poder Sobre-Humano"! O Selo do Planeta Potôfu! O Segredo da "Água Sobre-Humana"!                                          | 22 de maio de 2016 5 de março de 2017 5 de outubro de 2017           |
| Bulma faz um pedido de um produto interplanetário, e Monaka, que trabalha em uma empresa de transporte espacial, foi entregar seu pedido. Trunks e Goten entram no baú do caminhão espacial de Monaka para bisbilhotar seu conteúdo e acidentalmente ficam presos e acabam viajando com para seu próximo destino, um planeta chamado Pot-au-Feu, em referência a um prato francês. O planeta Pot-au-Feu mantém selado uma força secreta chamada em japonês de "Chōjinsui", um nome escrito com três caracteres ideográficos quais respectivamente carregam a ideia de "super", "pessoa/humano" e "água". Um vilão espacial invade o planeta para roubar tal "força secreta" por acreditar que se trata de uma espécie de água que aumenta os poderes daqueles que dela beberem. No entanto o Chōjinsui na verdade é um ser vivo que possui forma física líquida e pode se solidifica após absorver os poderes de outros seres vivos. Este ser hídrico absorveu os poderes do vilão e de seus comparsas e passou a perseguir Trunks e Goten. Vegeta chegou ao planeta para resgatar as crianças, e ao observar a situação resolve entrar no combate e também tem seus poderes absorvidos. No planeta Kaio, Goku se recupera do descontrole do ki e treina seus poderes. | | |                                                                      |
| 45 | "Vegeta Desaparece?! A Ameaça do Vegeta Duplicado!" Transliteração: "Bejīta ga kieru!? Fukusei bejīta no kyōi!" (em japonês: ベジータが消える！？複製ベジータの脅威！)                                                                                        | O Vegeta Vai Desaparecer?! A Ameaça da Cópia do Vegeta! Reviravolta Total! A Ameaça do Falso Vegeta!                                                                           | 29 de maio de 2016 11 de março de 2017 6 de outubro de 2017          |
| O guardião do selo de Pot-au-Feu explica que o "Hidro Super Homem" foi um experimento de seu planeta para criar uma arma de proteção capaz de absorver os poderes dos invasores, bem como absorver sua memória e até sua forma de pensar, criando assim cópias perfeitas dos inimigos que passariam a proteger o planeta ao invés de atacá-lo, enquanto que os originais desapareciam após terem seus poderes absorvidos num intervalo de três a cinco minutos. Com o tempo, após absorver vários inimigos malignos, o Hidro Super Homem herdou as características malignas destes seres e passou a viver apenas para absorver poderes para si, até mesmo dos habitantes de Pot-au-Feu, até que o último sobrevivente conseguiu selá-lo e tornar-se seu guardião. Para salvar Vegeta, Trunks e Goten se fundiram para salvar Vegeta, lutando contra a cópia de Vegeta para que possa selá-lo novamente após derrotá-lo. A emissão de ki de Gotenks como Super Saiyajin 3 chamou a atenção do senhor Kaio que estava com Goku, qual ao perceber que estava ocorrendo uma luta entre "Vegeta" e Gotenks. Então, Goku teletransporta-se até ao lugar da luta, mas parece não estar a par da situação e Vegeta explica que aquele é seu clone e se derrotá-lo, Vegeta recuperará seu poder, caso contrário, seu corpo não apenas ficaria translúcido, como também desapareceria. Ambos Goku e cópia Vegeta parecem ficar com grande entusiasmo. Chōjinsui, que ainda não absorvera Vegeta por completo, ordena que sua cópia absorva também a Goku, mas o cópia Vegeta não se deixa ser controlado e ataca Chōjinsui vilão. Começa a verdadeira batalha entre Goku e cópia Vegeta, mas Goku parece não estar lutando pra valer. | | |                                                                      |
| 46 | "Goku Contra o Vegeta Duplicado! Quem Vencerá?!" Transliteração: "Gokū tai fukusei bejīta! Katsu no wa dotchi da!?" (em japonês: 悟空ＶＳ複製ベジータ！勝つのはどっちだ！？)                                                                                  | Son Goku Contra a Cópia do Vegeta! Qual Deles Irá Ganhar?! Goku vs. o Falso Vegeta! Quem Vai Vencer?!                                                                          | 5 de junho de 2016 12 de março de 2017 9 de outubro de 2017          |
| Goku e o Vegeta clonado começam a batalha. Cada lado possui o seu próprio. Vegeta diz a Goku que ele não pode vencê-lo com ataques como esse. O Vegeta clonado coloca Goku para um canto. Goku se teletransporta atrás de seu oponente e coloca um golpe sobre ele, o que brevemente transforma a batalha em seu favor. Vegeta começa a ficar frustrado pelo fato de seu clone não esquivar certos ataques e começa a torcer pelo clone quando ele bate em Goku. Trunks lembra a Vegeta que se eles não derrotarem o clone, Vegeta morreria. Vegeta tenta atacar o próprio clone, mas ele não faz nenhum dano. Frustrado, Vegeta critica seu clone e Goku. Goku começa a se perguntar de qual lado Vegeta está. Ele e o Vegeta clonado rapidamente se fortalecem, e os dois continuam a luta. Jaco aponta que Vegeta é ainda mais transparente do que antes. Potaji diz a Vegeta que use Komeson para ganhar tempo. Trunks pergunta se pode haver outra maneira de salvar Vegeta no caso de seu plano falhar. Potaji sugere que o Komeson deve ser destruído para enfraquecer os clones que criou. Trunks, Goten, Potaji e Jaco voam para recuperar a arma. Enquanto isso, Goku consegue lutar contra Vegeta clonado. Vegeta está frustrado por ser Goku quem está lutando contra o clone e não com ele. A luta causa uma onda de choque destrutiva. Komeson aproveita isso e rapidamente ataca Trunks. Vegeta sente que Trunks está com problemas e tenta alcançá-lo. Monaka acidentalmente pisa o núcleo de Komeson atrás dele, o que o danifica junto com seus clones. Potaji observa que, embora o núcleo tenha sido destruído, o tempo acabou e Vegeta está desaparecendo. Percebendo que esta é sua última chance, Goku destrói o Vegeta clonado. Como resultado, o corpo de Vegeta se regenera e Potaji reúne Komeson. Goku agradece a Monaka por sua ajuda e diz que ele teria sido espancado pelo Vegeta clonado se não fosse por ele. Com o Planeta Potofu salvo e a ameaça destruída, Goku e os outros retornam à Terra. Enquanto isso, em uma linha de tempo alternativa aniquilada, Trunks do Futuro procura destruir uma nova ameaça que tem aterrorizado seu mundo. | | |                                                                      |

### Saga Trunks do "Futuro" (2016–2017)
| N.º | Título original | Título(s) lusófonos | Exibição original                                                    |
| --- | --- | --- | -------------------------------------------------------------------- |
| 47 | "Um SOS do Futuro! Um Novo Inimigo Sombrio Aparece!!" Transliteração: "Mirai kara no esu ō esu! Kuroki aratana teki arawaru!" (em japonês: 未来からのＳＯＳ！黒き新たな敵現る！！)                                                       | Um S.O.S. Vindo do Futuro! Surge um Novo Inimigo das Trevas! Um Pedido de Socorro do Futuro! Um Novo Inimigo Surge das Sombras!                                          | 12 de junho de 2016 18 de março de 2017 10 de outubro de 2017        |
| Em uma linha de tempo alternativa, Trunks do Futuro está se escondendo de um misterioso inimigo que tem estado aterrorizando a Terra do Futuro. Ele encontra-se com sua mãe em seu esconderijo, Bulma do Futuro, que está aliviada por ele ter sobrevivido. Ela é revelada para ter estado trabalhando na máquina do tempo para sua viagem para encontrar ajuda. Assim como eles estão prestes a sair, uma explosão destrói o equipamento da Bulma do Futuro. Vendo como eles estão em perigo, Bulma do Futuro pede que Trunks do Futuro se retira sem ela. Pouco depois, um inimigo misterioso derruba o esconderijo. A Bulma do Futuro é morta pela queda de detritos seguindo a explosão, mas Trunks do Futuro consegue escapar. De volta à atual linha do tempo, Goku está mostrando sua nova fazenda para Chi-Chi e Goten. Piccolo chega logo após o pedido de Goku. Goku diz que quer usar seu trabalho como uma forma de treinar. Enquanto Goku e Piccolo estão tendo uma competição de colheita, no planeta de Bills, Vegeta está treinando com Whis. Goku percebe isso e se teletransporta para eles. Bills pergunta se Goku trouxe para ele um presente, e Goku lhe dá uma bola de alface que ele agarrou durante sua competição com Piccolo. Bills gosta da alface, mas ele a considera inadequada. Enquanto isso, na linha de tempo alternativa, o Trunks do Futuro encontra-se com Mai do Futuro. Trunks do Futuro diz a ela que sua mãe tem sacrificado a si mesma para ele poder escapar e retornar ao passado e salvar seu mundo. De volta ao planeta de Bills, Goku, Vegeta, Bills e Whis discutem Zenō, que é o "Rei dos Universos". Bills diz que Zenō é o ser mais poderoso que existe. Whis diz que Zenō também é capaz de apagar todos os universos, já que tem sido originalmente mais do que existem atualmente. Na linha de tempo alternativa, Trunks do Futuro e Mai do Futuro estão comendo e descansando. Eles discutem sobre voltar 17 anos no passado, onde os amigos do Trunks do Futuro estariam. Eles fazem seu caminho para a Capsule Corporation. Eles tropeçam em um vórtice no céu do qual chega o inimigo misterioso do qual os dois fugiram. Trunks do Futuro diz a Mai do Futuro para seguir em frente enquanto ele desenha sua espada. Ele tenta enfrentar o inimigo, mas sem sucesso. Para salvar Trunks do Futuro e dar-lhe a chance de escapar, Mai do Futuro atua como chamariz. A Mai do Futuro é atingida pela explosão do inimigo e aparentemente morta no local. Trunks do Futuro está enfurecido e olha para o inimigo, que revela ser um Goku parecido nomeado Goku Black. | | |                                                                      |
| 48 | "A Esperança!! Mais Uma Vez, Desperte no Presente Trunks" Transliteração: "Kibō!! Futatabi ima de mezame yo Torankusu" (em japonês: ＨＯＰＥ！！再び現在で目覚めよトランクス)                                                            | Uma Nova Esperança! Acorda no Presente, Trunks! Uma Nova Esperança! Desperte no Presente, Trunks!                                                                        | 19 de junho de 2016 19 de março de 2017 11 de outubro de 2017        |
| Goku Black se burla do Trunks do Futuro, como ele não pôde salvar qualquer um de sua família ou amigos. Trunks do Futuro se fortalece para Super Saiyajin para lutar contra Goku Black, mas ele é superado. Ele distrai Goku Black com um ataque de energia e rapidamente embarca na Capsula do Tempo e escapa 17 anos para o passado. Goku Black está frustrado por ele não poder encontrar Trunks na futura linha do tempo. Enquanto isso, na linha de tempo presente, Trunks está estudando em sala de aula, juntamente com a Turma de Pilaf. Durante um tempo de recesso, Trunks se sente estranho e olha para o céu para observar a Capsula do Tempo chegando com Futuro Trunks dentro. Ele imediatamente chama sua mãe Bulma. Bulma contata Vegeta e Goku que estão treinando no planeta de Bills. Bulma pede a Trunks para se fortalecer a fim de que Goku possa estar apto a teletransportar a si mesmo e Vegeta para sua localização. Whis e Bills também chegam para ver Futuro Trunks. Vegeta pede a Goku para obter alguns feijões Senzu. Goku vai para o lugar de Korin para obter alguns feijões Senzu. Trunks do Futuro recupera a consciência graças ao feijão Senzu. Ao detectar Goku, Trunks do Futuro lembra os ataques de Goku Black e imediatamente recarga contra Goku, o que choca a todos. | | |                                                                      |
| 49 | "Uma Mensagem do Futuro: A Invasão do Goku Black!" Transliteração: "Mirai kara no messēji Gokū Burakku shūrai!" (em japonês: 未来からのメッセージゴクウブラック襲来！)                                                                   | Uma Mensagem do Futuro: A Chegada do Son Goku Negro! Uma Mensagem do Futuro. O Ataque de Goku Black!                                                                     | 26 de junho de 2016 25 de março de 2017 12 de outubro de 2017        |
| Bulma diz a Trunks que quem está ali presente é o Son Goku verdadeiro e Trunks acalma-se. O grupo de Pilaf fica confuso em relação aos dois Trunks, mas Bulma explica que o outro Trunks veio do futuro. Whis fala que a viagem temporal é considerado um crime grave, mas Trunks do futuro pede para que ele e Bills o perdoem. Chi-chi avisa Kuririn e Piccolo que Trunks do Futuro chegou e eles vão para a Corporação Cápsula. Son Goten quer ir também, mas sua mãe não deixa. Son Goku Black tenta ir atrás de Trunks. Son Goku mede a força de Trunks como Super Saiyajin 2, mas Trunks não consegue competir com o Super Saiyajin 3 de Goku. Trunks diz que na sua linha temporal, enfrentou Babidi e Daburá, auxiliado pelo Kaioshin, que consegue detê-los. Mas depois aparece um ser vestido de negro, com a aparência de Goku, que sozinho conseguiu devastar a sua Terra, e como não o consegue derrotar, veio até ao presente em busca de ajuda. Bulma descobre um caderno de anotações com todos os dados para a reconstrução e reposição da máquina do tempo e um disco ótico. De repente, Son Goku Black aparece no presente, para terror de Trunks. | | |                                                                      |
| 50 | "Goku VS Black! Foi Fechada a Estrada Para o Futuro" Transliteração: "Gokū tai Burakku! Tozasareta mirai e no michi" (em japonês: 悟空ＶＳブラック！閉ざされた未来への道)                                                                | Son Goku Contra o Guerreiro Negro! O Caminho Para um Futuro Desconhecido! Goku vs. Black! O Caminho Para o Futuro Foi Selado!                                            | 3 de julho de 2016 26 de março de 2017 13 de outubro de 2017         |
| Goku Black chega no passado. Trunks do Futuro decide lutar contra Goku Black, mas Vegeta o pára. Curioso para saber o quanto poderoso Goku Black realmente é, Goku decide lutar com ele. Nenhum deles parece estar particularmente interessado em sua luta. Goku decide transformar-se em Super Saiyajin. Goku Black prova não ser pário para Goku fortalecido. Trunks do Futuro pergunta-se por que Goku não simplesmente destrói o oponente. Goku Black tenta fortalecer, mas antes que ele seja capaz, Goku o frustra. Enquanto Goku e Goku Black lutam, o portal do tempo começa a desaparecer. Ele também começa a arrastar Goku Black para si mesmo. Goku Black percebe isso. Ele destrói a Máquina do Tempo assim que ele foi arrastado para dentro, o que impede que outros retornem ao futuro. Com Goku Black de repente partido, Goku se pergunta se o inimigo poderia ter desaparecido. Whis explica que Goku Black usou um método de viagem do tempo que o Supremo Kai conhecia. Bulma decide procurar a outra Máquina do Tempo que Cell costumava viajar no tempo. Assim como Goku Black reaparece na futura linha do tempo, Mai recupera a consciência. | | |                                                                      |
| 51 | "Os Sentimentos Que Transcendem o Tempo. Trunks e Mai" Transliteração: "Toki o koeta omoi. Torankusu to Mai" (em japonês: 時をこえた想い トランクスとマイ)                                                                               | Sentimentos Que Atravessam os Tempos: Trunks e Mai Os Sentimentos Que Atravessam o Tempo! Trunks e Mai!                                                                  | 10 de julho de 2016 1 de abril de 2017 16 de outubro de 2017         |
| Bulma encontra a Máquina do Tempo que Cell costumava percorrer o passado e rapidamente reúne a equipe para repará-la. Enquanto Trunks do Futuro está à espera de Bulma terminar os reparos, Goku vai para o planeta do Rei Kaiô para treinar. Trunks do Futuro e Mai discutem suas contrapartes das linhas de tempo alternativas. Trunks do Futuro explica a Mai que Mai do Futuro foi uma líder do movimento de resistência da Terra que morreu lutando para proteger o planeta. Ele também menciona o objetivo final de Goku Black, que é livrar o mundo dos seres humanos que são vistos como seres inferiores. Determinado a encontrar Goku Black, Bills e Whis procuraram a assinatura de energia do vilão. Enquanto isso, Goku Black está surpreso por ter crescido mais forte lutando com Goku. Ele procura combatê-lo novamente para se tornar ainda mais forte. | | |                                                                      |
| 52 | "Reunião entre Mestre e Pupilo: Son Gohan e Mirai Trunks" Transliteração: "Shitei saikai. Son Gohan to "Mirai" Torankusu" (em japonês: 師弟再会 孫悟飯と“未来”トランクス)                                                                | O Encontro Entre Mestre e Discípulo: Son Gohan e Trunks do Futuro Mestre e Discípulo! Son Gohan e o Trunks do Futuro Se Reencontram!                                     | 17 de julho de 2016 2 de abril de 2017 17 de outubro de 2017         |
| Bulma e seu time ainda estão reparando a Máquina do Tempo. Piccolo e Krillin estão reparando os danos na sequência da luta de Goku com Goku Black. Piccolo menciona que Gohan tem mudado desde que ele não é o pupilo que ele tinha treinado anos atrás. Ele está insatisfeito com o fato de que Gohan decidiu abandonar seu treinamento para se tornar um erudito. Trunks do Futuro é surpreendido pelo ponto de vista de Piccolo. Piccolo e Krillin sugerem que o Futuro Trunks deve encontrar Gohan de sua linha do tempo. Trunks do Futuro encontra Gohan na casa do último, e os dois discutem seu futuro compartilhado. Gohan apresenta Trunks do Futuro para sua família. Pouco depois, Trunks do Futuro sai para a Capsule Corporation. Enquanto isso, Goku, Bills e Whis viajam para um universo alternativo, onde detectaram a energia de Goku Black. | | |                                                                      |
| 53 | "A Verdadeira Identidade de Black é Revelada! Vamos Ver o Kaioshin do Décimo Universo!" Transliteração: "Burakku no shōtai o abake! Iza dai jū uchū no kaiōshin kai e!" (em japonês: ブラックの正体を暴け！いざ第１０宇宙の界王神界へ！) | A Identidade de Black é Revelada! Vamos ao Mundo dos Senhores Kaiohs! A Verdadeira Identidade do Son Goku Negro! Para o Universo 10, o Mundo dos Deuses!                 | 31 de julho de 2016 18 de outubro de 2017 3 de fevereiro de 2018     |
| Goku, Bills e Whis chegam ao Universo Dez. Eles conhecem os seres de Supremo Kai chamados Zamasu, um aprendiz de Supremo Kai e Gowasu, o mestre de Zamasu. Gowasu mostra ser um coração gentil do Supremo Kai que ama toda a criação, enquanto Zamasu despreza os mortais, especificamente os humanos. Goku está animado com a ideia de lutar contra um Supremo Kai. Ele pede a Zamasu que o acompanhe. Zamasu se opõe a lutar contra Goku, mas ele é convidado a lutar pelo seu mestre. Zamasu está desconcertado ao saber que ele não é igual para Goku. Bills e Whis percebem que a energia que eles detectaram é realmente a de Zamasu. Goku, Bills e Whis voltam para a Terra do Universo Sete. Enquanto isso na Terra, Krillin apresenta Futuro Trunks para sua esposa, Android 18, e sua filha, Marron. | | |                                                                      |
| 54 | "O Herdeiro do Sangue Saiyajin. A Decisão de Trunks" Transliteração: "Saiyajin no chi o hikumono. Torankusu no ketsui" (em japonês: サイヤ人の血をひく者 トランクスの決意)                                                               | Aquele Que Herdou o Sangue Saiyajin! A Decisão de Trunks! O Descendente dos Guerreiros do Espaço! A Determinação de Trunksǃ                                              | 7 de agosto de 2016 19 de outubro de 2017 3 de fevereiro de 2018     |
| Trunks vai em um lago para fazer um treino de visualização com o Goku Black, mas Trunks não conseguia ver uma solução clara para derrotá-lo. Bills, Whis e Goku voltam do décimo universo e fazem uma aterrissagem forçada. Eles depois contam que Zamasu e Goku Black são diferentes, pelo fato de um ter um ki perverso e outro não e que Zamasu era apenas só um aprendiz. Vegeta chama Trunks do Futuro para treiná-lo. Gowasu conta um pouco a Zamasu de um planeta onde vivem apenas trogloditas e mostra sua versão de como seria com o anel temporal e que seu equilíbrio não deveria ser afetado. Trunks do Futuro pede a Vegeta para lutar com todo seu poder e Vegeta se transforma em Deus Super Saiyajin Blue e dá uma vantagem a Trunks do Futuro de apenas acertar um golpe. Trunks do Futuro eleva seu poder a ponto de fazer com que seu corpo tenha muita massa muscular, mas era só uma distração para acertar Vegeta, mas era necessário mais que isso para superar Vegeta. Goku leva Bulma para ver o treinamento de Vegeta e Trunks do Futuro. Trunks do Futuro vendo aquilo, se sentiu incapaz de superar o Goku Black e que os únicos que poderia superá-lo seria Goku e Vegeta e Vegeta o lembra de que não se deixaria vencer e se tentasse ficar mais forte para superá-lo. Trunks do Futuro acerta Vegeta como prometido. Vegeta depois vai embora e Trunks do Futuro depois o agradece por tentar levantar sua moral. Zenō se comunica com Bills e Whis e diz que quer ver o Goku. | | |                                                                      |
| 55 | "Quero Me Encontrar Com Son Goku Né. O Chamado do Senhor Zen'ō" Transliteração: "Son Gokū ni aitai no ne. Zen'ō sama kara no yobidashi!" (em japonês: 孫悟空に会いたいのね 全王様からのよびだし！)                                       | Eu Quero Ver o Son Goku, Né? O Grande Zen-ô Está Chamando! Eu Quero Falar Com o Son Goku! A Intimação de Zen-Oh!                                                         | 21 de agosto de 2016 20 de outubro de 2017 10 de fevereiro de 2018   |
| Whis e Bills estão preocupados com o pedido de Zenō-sama para conhecer Goku e o que isso poderia significar para o seu universo. Eles não querem que Goku conheça o Zenō-sama por medo de que ele se encontre tão grosseiro e ofensivo. Whis e Bills, relutantemente, decidem atender o pedido do Zenō-sama. Eles dizem a Goku que fique quieto sobre seus planos em relação ao Goku Black e ao viajar no tempo. No Universo Dez sob o Planeta Babari, Zamasu mata um dos nativos depois de tentar atacá-los. Gowasu repreende seu aluno e diz que tal comportamento vai contra seu ensinamento de manter o equilíbrio entre o bem e o mal. Zamasu desencadeia essa mentalidade e argumenta que a única maneira de manter o equilíbrio é erradicar os mortais. Como Zamasu permanece no vento, as pétalas de rosa começam a girar ao redor dele, o que dá uma alusão à energia vermelha distintiva de Goku Black. Goku e os outros chegam ao santuário de Zenō-sama. Zenō-sama diz que tudo o que ele queria era um amigo para brincar quando ele sentir tendo diversão. Goku promete que encontrará mais amigos para ele brincar. Antes de Goku sair, Zenō-sama dá-lhe um botão e diz para pressioná-lo se Goku sempre quiser convocá-lo. Pouco depois, Goku e os outros saem para a Terra, onde a Máquina do Tempo foi reparada. Goku, Vegeta e Trunks do Futuro chegam à linha de tempo alternativa do Trunks do Futuro. Assim que chegam, Goku é atacado pelas forças de resistência da Terra que confundiram ele por Goku Black. | | |                                                                      |
| 56 | "A Revanche de Goku Black! O Super Saiyajin Rosé Aparece" Transliteração: "Saisen Gokū Burakku! Sūpā Saiyajin Roze tōjō" (em japonês: 再戦ゴクウブラック！超サイヤ人ロゼ登場)                                                            | A Revanche Contra o Goku Black! Surge o Super Saiyajin Rosé! A Desforra Contra o Son Goku Negro! Apresentamos o Super Guerreiro Rosa!                                    | 28 de agosto de 2016 23 de outubro de 2017 10 de fevereiro de 2018   |
| Trunks do Futuro rapidamente pacifica os combatentes da resistência. Ele explica que ele retornou com Goku e Vegeta para derrotar Goku Black. Os lutadores revelam que Mai do Futuro os deixou com um plano de ação caso Goku Black apareça. Trunks do Futuro, Goku e Vegeta saem e encontram Mai do Futuro em seu esconderijo. Mai do Futuro explica que depois que ela conseguiu escapar, ela tropeçou em um grupo de membros da resistência que a levou para dentro. Entretanto, seu refúgio logo foi atacado e destruído por Goku Black. Goku vê Futuro Yajirobe, que Trunks do Futuro acreditava estar morto nas fileiras da resistência. Futuro Yajirobe revela que sua vida foi salva por um feijão Senzu, que Korin lhe havia dado. Vegeta afirma que ele planeja tomar Goku Black sozinho desta vez. Goku sugere que eles joguem um jogo de Pedra-papel-tesoura para decidir quem começa a lutar primeiro. Vegeta aceita a proposta e ganha. Enquanto isso, Goku Black está vagando pelas ruínas desoladas da Terra. Trunks do Futuro, Goku e Vegeta de repente aparecem perto dele. Vegeta energiza e engaja Goku Black, que parece estar completamente desinteressado. Goku Black transforma-se em um Super Saiyajin de cabelo rosa e luta com Vegeta. Ele assume a forma Super Saiyajin Rose seguindo o padrão de nomeação de Goku. Goku Black diz a Vegeta que sua luta só o deixou mais forte. Vegeta e Goku Black trocam alguns golpes. Vegeta o afasta. Vegeta fortalece para atacar de novo. Goku Black usa seu ki para formar uma lâmina de energia na mão e esfaqueia Vegeta no peito, que fere ele criticamente. Goku rapidamente fortalece e descarrega em Goku Black. À medida que os dois lutam, Trunks do Futuro pensa que eles são uniformemente correspondentes, mas Vegeta percebe que Goku Black tem uma vantagem sobre Goku também. Assim que Goku Black começa a atacar seu ataque, Zamasu aparece e pára a luta. Ele exorta Goku Black a permitir que ele mate Goku exatamente como concordaram. | | |                                                                      |
| 57 | "A Descensão de Zamasu, o Deus Que Possui um Corpo Imortal" Transliteração: "Fujimi no karada o motsu kami Zamasu kōrin" (em japonês: 不死身の体を持つ神ザマス降臨)                                                                      | A Divindade de Corpo Imortal! Zamasu Chega à Terra! O Deus Com o Corpo Invulnerável! A Ascensão de Zamasu!                                                               | 4 de setembro de 2016 24 de outubro de 2017 17 de fevereiro de 2018  |
| O Kaiô do décimo universo, Zamasu, desce à Terra e se junta a Black para matar os saiyajins e a toda humanidade, para que assim só exista a natureza no planeta. Goku é facilmente vencido pela força de Black e Trunks tem dificuldades para lidar com Zamasu porque ele é imortal. Zamasu depois recebe o Kamehameha de Black e sai ileso, mas Goku e Trunks são abatidos pela força de Black. Como estes estavam para serem mortos por Black e Zamasu, Vegeta os protege com seu Final Flash, mas debilitado devido ao ter seu corpo perfurado por Black. Depois Vegeta é salvo pela força de resistência liderada por Mai, e Goku e Trunks salvos por Yajirobe. A mesma os enviou de volta para o presente na máquina do tempo de Trunks. Zamasu do presente vê pelo Kamitube (神ちゅーぶ, kamichūbu) parte da luta entre Goku e Hit no torneio, e se interessa em saber sobre o que são os planetas com estrelas satélites ao planeta do evento, e o Kaioshin Gowasu explica que se trata das Super Esferas do Dragão, que pode realizar qualquer pedido. Zamasu vai ao sétimo universo, ao planeta do onisciente Zunō, para esclarecer suas dúvidas, onde demonstra muita agressividade. | | |                                                                      |
| 58 | "Zamasu e Black. O Mistério Sobre os Dois Se Aprofunda" Transliteração: "Zamasu to Burakku. Fukamaru futari no nazo" (em japonês: ザマスとブラック 深まる二人の謎)                                                                       | Zamasu e Black! O Mistério Aumenta! Zamasu e Son Goku Negro! O Mistério Adensa-se!                                                                                       | 11 de setembro de 2016 25 de outubro de 2017 17 de fevereiro de 2018 |
| Querendo saber mais sobre as Super Dragon Balls, Zamasu visita o planeta de Zunō-sama. Sob coação, Zunō-sama explica exatamente como funcionam as Super Dragon Balls e onde elas estão. Na Capsule Corporation, Bulma nutre Goku, Vegeta e Futuro Trunks de volta à saúde. Bills e Whis chegam com o Supremo Kaiô. Depois de ouvir o que aconteceu na linha de tempo alternativa, Whis postula uma teoria sobre o que exatamente Zamasu está planejando. Ele acredita que, depois de perder para Goku, Zamasu ficou obcecado com Goku e seu incrível poder. Zamasu precisava de um aliado tão poderoso quanto Goku para alcançar seu objetivo de destruir mortais. Goku Black, portanto, deveria ser uma cópia do Goku e criado usando as Super Dragon Balls. Whis também adiciona sua teoria anterior sobre como Goku Black é capaz de viajar no tempo usando o método do Supremo Kai. Ele acredita que Zamasu da sua linha de tempo é aquele que vai matar Gowasu e dar a Goku Black o dispositivo de viagem do tempo conhecido como o Anel do Tempo. Supremo Kai leva Goku, Bills e Whis para Universo Dez para advertir Gowasu, enquanto Vegeta fica para trás. Eles chegam ao Reino do Supremo Kai, onde eles conhecem Gowasu. Gowasu explica que Zamasu deixou o que chamou de missão importante. Goku tenta avisar Gowasu do que Zamasu fez no futuro, mas Bills imediatamente o silencia. Eles se perguntam se Gowasu percebeu algo errado com seu aprendiz. Gowasu menciona as dúvidas que Zamasu teve sobre o papel do Supremo Kai e sua relação com os mortais, mas não deve ser motivo de preocupação. Assim que Gowasu termina, Zamasu chega. | | |                                                                      |
| 59 | "Proteja o Kaioshin Gowasu, Destrua Zamasu!" Transliteração: "Kaiōshin Gowasu o mamore Zamasu o hakai seyo!" (em japonês: 界王神ゴワスを守れザマスを破壊せよ！)                                                                          | Proteja o Supremo Senhor Kaioh Gowasu! Acabe Com Zamasu! Proteger o Deus Supremo Gowasu e Destruir o Zamasu!                                                             | 25 de setembro de 2016 26 de outubro de 2017 24 de fevereiro de 2018 |
| Bills e Whis veio para ver Zamasu, mas este dá muitas suspeitas a Whis e Bills e se retiram com Goku e Kaioshin para observá-lo. Depois de tanto observar, eles comprovam que Zamasu queria assassinar Gowasu e retrocede no tempo e com uma luva, tapa a mão que iria ser usada para assassinar Gowasu. Eles depois aparecem e desmascaram Zamasu e diz que ele ia roubar o anel do tempo para ir atrás das Super Esferas do Dragão para desejar um corpo imortal e um outro Goku perverso. Goku deduz que no futuro eles enfrentaram o Zamasu imortal e um Goku de índole perversa e Zamasu começa seu ataque, mas é parado por Bills e destruído. No futuro de Trunks, Black e Zamasu não demonstram ter pressa para eliminar os humanos restantes e relaxam-se repousando nas regiões da Terra onde a natureza florestal não foi muito afetada pela civilização humana. Zamasu questiona a Black porque não desejou um corpo imortal e Black responde que está satisfeito por ser forte e que deseja ficar ainda mais forte. Trunks do futuro se encontra abatido pela derrota que sofreu, mas este acaba sendo animado pelo pequeno Trunks. Goku, Whis e Bills acabam de voltar do décimo universo para falar das novas. Mesmo tendo acabado com Zamasu, Trunks afirma que o Zamasu e Black ainda continuam a existir no futuro. Goku afirma para ter esperança de que algo de bom possa a existir no futuro. | | |                                                                      |
| 60 | "De Volta Para o Futuro. A Verdadeira Identidade de Goku Black Sendo Revelada!!" Transliteração: "Futatabi mirai e akasareru Gokū Burakku no shōtai!!" (em japonês: 再び未来へ 明かされるゴクウブラックの正体！！)                       | De Volta Para o Futuro! A Identidade de Goku Black é Revelada!! Vamos Regressar ao Futuro! A Verdadeira Identidade do Son Goku Negro!                                    | 2 de outubro de 2016 27 de outubro de 2017 24 de fevereiro de 2018   |
| Trunks explica ao pequeno Trunks sobre a diferença que existe na linha temporal em que ele elimina os androides assassinos 17 e 18 e da 18 que tem seus dias de paz com Kuririn, ou seja, qualquer alteração feita no presente, não afetaria no futuro. Para comprovar a teoria de Trunks, Trunks, Goku e Vegeta voltam ao futuro para se certificar de que Bills disse sobre acreditar que o futuro foi alterado com a destruição de Zamasu. Bulma presenteia a Trunks com uma outra jaqueta, a que ele veio ao presente e vai com eles para o futuro. Constataram que o futuro mantinha-se inalterado, Bulma leva cápsulas com mantimentos para os sobreviventes e ajuda Mai que se encontrava ferida. Black e Zamasu sentem o ki dos Saiyajins e vão para a luta. Os saiyajins percebem a aproximação dos inimigos e também saem para a batalha. Goku revela a eles a que já sabem que eles usaram as Super Esferas do Dragão, e a teoria de que Zamasu pediu um corpo imortal e uma cópia de Goku. Black então corrige parte da teoria afirmando que ambos são o Zamasu, mas de diferentes linhas do tempo, e que ele pediu ao dragão das esferas para trocar de corpo com Goku, e então matou Goku, eliminando assim seu corpo original revelando ser o Zamasu Goku. | | |                                                                      |
| 61 | "A Ambição de Zamasu. É Declarado o Temível "Plano 0 Humanos"" Transliteração: "Zamasu no yabō katarareru kyōfu no "ningen zero keikaku"" (em japonês: ザマスの野望 語られる恐怖の『人間０計画』)                                        | A Ambição de Zamasu! O Terrível "Plano Zero Humanos" é Revelado!! A Ambição de Zamasu! A História do Terrível "Plano Mortal Zero"!                                       | 9 de outubro de 2016 30 de outubro de 2017 3 de março de 2018        |
| Zamasu e Black explicam em detalhe quem são eles, dizem ter matado todos os outros deuses daquela linha do tempo, e revelam o "Plano Zero Humanos", onde planeja eliminar todas as criaturas racionais de todos os universos em nome da paz e justiça, e também para prosperar a beleza da natureza. Também é revelado a forma como Black aumenta sua força durante a batalha, trata-se da habilidade dos saiyajins de aumentar sua força a cada vez que se recupera de um ferimento mortal, habilidade descrita por Vegeta ainda na saga Freeza de Dragon Ball Z, mas não foi revelado como Black se cura durante a batalha. Black aumenta mais sua força ao ser atacado por Goku após provocá-lo dizendo como o eliminou junto com sua esposa e seu filho Goten numa linha temporal alternativa. Trunks libera sua fúria após ser acusado por Zamasu de cometer crimes ao viajar no tempo e ser culpado por ter sido o estopim para que ocorresse a execução do plano zero humanos. | | |                                                                      |
| 62 | "Eu Protegerei o Mundo! Explode o Super Poder da Fúria de Trunks!!" Transliteração: "Sekai wa ore ga mamoru! Torankusu ikari no sūpā pawā sakuretsu!!" (em japonês: 世界はオレが守る！トランクス怒りの超パワー炸裂！！)                  | Eu Vou Proteger o Mundo! A Fúria do Trunks Faz Explodir um Superpoder! Eu Vou Defender o Mundo! A Explosão do Superpoder de Trunks em Fúria!                             | 16 de outubro de 2016 31 de outubro de 2017 4 de março de 2018       |
| Enquanto a nova forma do Trunks do Futuro é suficiente para combinar com Goku Black, Trunks do Futuro ainda não conseguiu lidar com o golpe da morte. Trunks do Futuro diz a Vegeta que leve Goku de volta ao passado, enquanto ele enfrenta seus oponentes. Goku Black tenta impedir que eles escapem, mas ele não consegue fazê-lo. Goku, Vegeta e Bulma chegam no presente. Vegeta explica o que aconteceu na linha de tempo do Futuro Trunks e na origem de Goku Black para Bills e Whis. Acreditando que eles fizeram sua parte, Bills e Whis saem. Enquanto isso, Chi-Chi e Gohan se encontram com Krillin para perguntar se ele sabe onde Goku foi. Krillin hesita e esquiva a questão. Eles partem para a casa de Bulma para lhe fazer a mesma pergunta. Uma vez lá, eles encontram Goku em ataduras. Com todos presentes, Piccolo pensa em um novo plano. Ele propõe usar a Onda de Contenção do Mal, que é uma técnica antiga usada para selar demônios em frascos. Perguntando o que é a Onda de Contenção do Mal, Goku rapidamente se teletransporta para Kame House. Goku passa a noite no treinamento do Mestre Roshi para dominar a Onda de Contenção do Mal, enquanto Vegeta treina na Câmara de Tempo Hiperbólica. | | |                                                                      |
| 63 | "Não Contamine as Células Saiyajin! A Batalha Heroica de Vegeta Começa!!" Transliteração: "Saiyajin no saibō o kegasuna! Bejīta no sōzetsu batoru kaien!!" (em japonês: サイヤ人の細胞を汚すな！ベジータの壮絶バトル開演！！)            | Não Subestime as Células dos Super Saiyajins! Começa a Heroica Batalha de Vegeta! Não Desonrem as Células de um Guerreiro do Espaço! O Combate Heroico de Vegeta Começa! | 23 de outubro de 2016 1 de novembro de 2017 10 de março de 2018      |
| Antes que Goku Black e Zamasu possam matá-lo, Trunks do Futuro é salvo pela resistência. Futuro Yajirobe informa Trunks do Futuro que Mai encontrou o esconderijo de Goku Black. Trunks do Futuro sai para o esconderijo. Mai tenta atirar em Goku Black, mas ela sente falta de seu tiro. Assim como Goku Black e Zamasu tentam retaliar, Trunks do Futuro intervém no tempo. Trunks do Futuro combate os dois novamente sem sucesso. Goku e Vegeta chegam a tempo de salvá-lo. Goku Black destrói a Máquina do Tempo, mas Bulma consegue salvar o que restou incendiado pelo fogo. Gowasu e Supremo Kai chegam do passado para impedir Zamasu de ir para uma farra de matança. Goku Black e Futuro Zamasu explicam que mataram todos os Supremos Kais na futura linha do tempo; durante a conversa, revela-se que Whis e aqueles como ele são realmente anjos. Goku Black tenta matar Gowasu, mas Goku e Vegeta o impedem. Goku luta contra o Futuro Zamasu, enquanto Vegeta luta com Goku Black. Bulma começa a reparar a Máquina do Tempo e pede a Trunks do Futuro para preparar o selo, que Goku trouxe para selar Zamasu. Vegeta obtém a vantagem sobre Goku Black devido ao seu treinamento mais recente, que ele interpreta como um ponto de inflexão em seu poder latente que ele possui como o Príncipe dos Saiyajins. | | |                                                                      |
| 64 | "Adorai! Louvai! Ao Explosivo Nascimento da Fusão de Zamasu!!" Transliteração: "Agame yo! Tatae yo! Gattai Zamasu bakutan!!" (em japonês: 崇めよ！讃えよ！合体ザマス爆誕！！)                                                            | Adorem-no! Venerem-no! A Poderosa Fusão de Zamasu!! Venerem-no! Louvem-no! A Fusão de Zamasu, Um Momento Explosivo!                                                      | 30 de outubro de 2016 2 de novembro de 2017 11 de março de 2018      |
| Black percebe a capacidade dos saiyajins de aumentar a força através da raiva, e aumenta sua própria força liberando seus sentimentos reprimidos e cria uma espécie de foice. Com um só movimento, foi capaz de criar uma fenda dimensional. Ao aumentar sua força, Black adquire uma nova habilidade de criar clones múltiplos para segurar Goku e Vegeta enquanto que o Zamasu do futuro vai ao encontro de Trunks e sua mãe, para que assim Vegeta e Goku liberem mais a raiva para lutar e, eventualmente, fazer Black ficar ainda mais forte durante a luta. Mai visualiza pelo binóculos que Zamasu estava a caminho e informa Trunks e Bulma. Trunks, termina de reparar o jarro para ser empregado no Mafuba, mas se vê pressionado a enfrentar Zamasu e aprende o Mafuba através de um vídeo tutorial feito por Piccolo no telefone celular de Bulma, aplicando o Mafuba em Zamasu, prendendo-o então no vaso. Bulma foi tentar distrair Zamasu, mas nada pode fazer. Trunks aplica o Mafuba e prende Zamasu no vaso. Porém, o vaso não pode ser selado, pois Goku esqueceu o selo na casa do Kame, e Zamasu consegue se libertar. O outro Zamasu, chamado de Black, percebe anormalidades no ki de Zamasu do futuro, e se teletransporta para lá, e ao ser notificado de tal ataque perigoso e desconhecido que ele sofreu, decide encerrar o processo de fortificação, e prosseguir para a próxima etapa da execução de seu plano, a fusão através dos brincos potara. | | |                                                                      |
| 65 | "O Juízo Final? O Poder Supremo do Deus Absoluto" Transliteração: "Saigo no shinpan ka!? Zettaishin no kyūkyoku no pawā" (em japonês: 最後の審判か！？絶対神の究極の力)                                                                  | É o Juízo Final? O Poder Máximo do Deus Supremo! Será o Julgamento Final? O Supremo Poder do Deus Absoluto!                                                              | 6 de novembro de 2016 3 de novembro de 2017 17 de março de 2018      |
| Fusion Zamasu explica que ele possui a imortalidade do Futuro Zamasu, bem como a habilidade de Saiyajin de Goku Black para se fortalecer de cada luta. Ele mostra seu poder e devasta a Terra no processo. Enquanto isso, Trunks do Futuro decide juntar-se à luta, enquanto Mai e Bulma estão trabalhando na Máquina do Tempo. Goku e Vegeta lutam com Fusion Zamasu, mas são facilmente vencidos. Trunks do Futuro junta-se à luta, mas também é dominado. Fusion Zamasu começa a atacar uma enorme explosão de ki conhecida como Ira Sagrada para destruir o planeta. Trunks do Futuro usa um ataque de Galick Gun da última vez para mantê-lo fora. Vegeta junta-se ao choque com sua própria Galick Gun. Surpreendentemente, seu ataque combinado supera o ataque de Fusion Zamasu e salva a Terra. Entretanto, Fusion Zamasu sobrevive indemne. Vegeta mal salva Trunks do Futuro de um ataque mortal por Fusion Zamasu. Vegeta é nocauteado pela explosão. Fusion Zamasu carrega um segundo ataque, mas Goku reúne a luta e o contesta com seu ataque de Kamehameha. | | |                                                                      |
| 66 | "A batalha Decisiva! O Poder Milagroso dos Guerreiros Que Não Desistem!" Transliteração: "Kessen! Akiramenai senshitachi no kiseki no pawā!" (em japonês: 決戦！あきらめない戦士たちの奇跡の力！)                                        | A Batalha Decisiva! O Poder Milagroso dos Guerreiros Que Nunca Desistem! O Confronto! O Poder Milagroso dos Guerreiros Que Nunca Desistem!                               | 13 de novembro de 2016 6 de novembro de 2017 18 de março de 2018     |
| Goku coloca todo seu poder em seu Kamehameha, que é capaz de atravessar o ataque de Fusion Zamasu e impedir que ele destrua a Terra. Na sequência da explosão, Goku está exausto, e Fusion Zamasu está ferido. Quando Fusion Zamasu agarra-o, Goku domina ele usando sua técnica Kaio-ken, e toca Fusion Zamasu de volta temporariamente. Entretanto, o uso de Goku do Kaio-ken drena toda sua energia e ele colapsa. Fusion Zamasu recupera a consciência e se energiza, mas ele ainda não cura adequadamente. Vegeta se pergunta por que Fusion Zamasu não cura. Gowasu explica que Fusion Zamasu deve ser mortal desde que Goku Black bem como também era. Goku decide que a única maneira de ganhar é que ele e Vegeta se fundam usando os Brincos Potarra do Supremo Kai. Vegeta inicialmente se recusa até que Gowasu explica que uma fusão de Potarra que não envolve um Kai só dura uma hora. Goku e Vegeta se fundem para se tornar Vegito. Vegito fortalece até Super Saiyajin Blue e começa a combater Fusion Zamasu. Vegito ganha rapidamente a vantagem, mas Fusion Zamasu cresce ainda mais forte. Gowasu explica que a mutação de Zamasu é resultado de sua raiva se manifestar em forma física. Enquanto isso, Bulma e Mai terminam a reparação da Máquina do Tempo. Mai dá a Trunks do Futuro sua espada quebrada, o que o inspira a continuar lutando. Trunks do Futuro usa seu poder para restaurar a espada. Vegito e Fusion Zamasu continuam lutando. Vegito está ganhando até que sua fusão se rompa abruptamente. Fusion Zamasu começa a socar Goku e Vegeta até que Trunks do Futuro chegue para ajudar. Trunks do Futuro inconscientemente começa a reunir energia de todos os seres vivos na Terra. Com este novo poder, Trunks do Futuro corre sua espada através de Fusion Zamasu e corta-o pela metade. | | |                                                                      |
| 67 | "Com Uma Nova Esperança no Peito, Adeus Trunks" Transliteração: "Aratana kibō!! o mune ni saraba Torankusu" (em japonês: 新たなＨＯＰＥ！！を胸にさらばトランクス)                                                                       | Uma Nova Esperança Em Nossos Corações! Adeus, Trunks! Uma Nova Esperança! Adeus, Trunks! Ficarás Nos Nossos Corações!                                                    | 20 de novembro de 2016 7 de novembro de 2017 24 de março de 2018     |
| Fusion Zamasu expressa sua descrença de que um mortal poderia derrotá-lo e depois se desintegra. Entretanto, como todos trocam parabéns, a essência de Fusion Zamasu retorna e começa a se espalhar por todo o planeta. Gowasu explica que Zamasu eliminou sua forma física e está tentando unir fisicamente seu espírito e energia com todo o universo. Zamasu começa a chover destruição na Terra e aniquila tudo e todos no planeta exceto Goku e os outros. O poder de Zamasu é mesmo sentido na atual linha do tempo, onde Bills e Whis o sentem. Goku procura outro feijão Senzu no bolso, mas, em vez disso, ele encontra o botão que Zenō-sama lhe deu na linha de tempo atual. Goku pressiona o botão e Futuro Zenō-sama aparece. Depois que Goku explica a situação, Futuro Zenō-sama decide apagar a futura linha do tempo devido à corrupção que Zamasu causou. Gowasu e Supremo Kai se deslocam, enquanto Goku e os outros escapam usando a Máquina do Tempo. Futuro Zenō-sama apaga toda a linha do tempo e Fusion Zamasu. Depois que os outros retornam ao presente, Goku e Futuro Trunks retornam ao que resta da futura linha do tempo. Eles recuperam Futuro Zenō-sama e trazêm-lo de volta ao presente com eles. Goku e Whis trazem Futuro Zenō-sama para conhecer o atual Zenō-sama, que cumpre a promessa de Goku de oferecer ao presente Zenō-sama um amigo com quem brincar. Whis também conhece outro anjo, o Grande Sacerdote, que é revelado como seu pai, e convida-o a visitar o Universo Sete. Depois disso, Whis desenvolve uma solução para Trunks do Futuro e Mai do Futuro. Whis explica que eles podem retornar à futura linha de tempo antes de Zamasu se tornar uma ameaça, o que criaria uma nova e segura versão da futura linha do tempo, com o preço de haver duas duplas de Trunks do Futuro e Mai do Futuro vivendo na nova linha de tempo. Trunks do Futuro e Mai do Futuro aceitam a solução de Whis e usam a máquina do tempo para viajar para seu novo futuro. | | |                                                                      |
| 68 | "Saia, Shenlong! Quem Receberá a Realização de Seu Desejo?" Transliteração: "Ide yo Shenron! Kanaeru negai wa dare no mono!?" (em japonês: いでよ神龍！叶える願いは誰のもの！？)                                                         | Aparece, Dragão Sagrado! Que Desejo Vais Realizar? Apareça, Shen Long! Qual Desejo Será Atendido?!                                                                       | 27 de novembro de 2016 25 de março de 2018 1 de outubro de 2018      |
| Bulma está tentando secretamente construir uma nova Máquina do Tempo, mas ela até agora não teve êxito. Goku decide coletar as Esferas do Dragão e usá-las para reviver o Rei Kai. Entretanto, Bulma quer usá-las para adquirir um mineral raro que ela precisa para a Máquina do Tempo, que só pode ser encontrado no núcleo da Terra. Querendo saborear mais alimentos da Terra, Bills e Whis retornam à Terra. Bulma leva-os a um restaurante de frutos do mar e tenta evitar que eles saibam sobre a Máquina do Tempo, já que antes a proibiram de fazer outra Máquina do Tempo. Goku reúne as Esferas do Dragão e convoca Shenlong. Antes que Goku possa fazer o seu desejo, vários outros mostram que desejam fazer seus respectivos desejos. Enquanto os outros estão lutando pelos desejos, Gohan chega com Pan, que está doente e sofre de uma febre severa. Goku e os outros imediatamente permitem que Gohan use um dos dois desejos para curar Pan. Depois que Gohan e Pan saíram, os outros retomam a luta pelo desejo restante. Bulma consegue conversar com todos os outros fazendo votos, resolvendo seus próprios problemas. Goku ainda insiste em obter o seu desejo concedido. Bulma concorda, mas ela convence Goku para ir ao núcleo da Terra e recuperar o mineral raro que ela precisa, em troca de deixá-lo usar o desejo. Bills e Whis terminam de comer e saem do restaurante. Eles vêem Shenlong e vão prontamente para a cena, e eles encontram Goku no núcleo da Terra. Tendo deduzido que a Bulma está tentando fazer outra Máquina do Tempo, Bills destrói o mineral e a Máquina do Tempo. Assim como Goku está prestes a fazer o seu desejo, as Dragon Balls desativam e espalham-se pela Terra. Goku promete reviver o Rei Kai assim que as Esferas do Dragão reativarem. | | |                                                                      |
| 69 | "Goku vs Arale! Uma Batalha Insana Vai Acabar Com a Terra?" Transliteração: "Gokū tai Arare! Hachamecha batoru de chikyū ga owaru!?" (em japonês: 悟空ＶＳアラレ！ハチャメチャバトルで地球が終わる！？)                                  | Son Goku Contra Arale! Será Que um Combate Ridículo Vai Ditar o Fim da Terra? Goku vs. Arale! Uma Batalha Idiota Vai Destruir a Terra?!                                  | 4 de dezembro de 2016 7 de abril de 2018 2 de outubro de 2018        |
| Vegeta, Bulma e Trunks participam de uma competição de ciências em que Bulma está participando, qual é hospedado pelo Mr. Satan, enquanto Goku é contratado para trabalhar como segurança para o evento. Dr. Senbei Norimaki de Penguin Village, que tinha criado um dispositivo que pode criar qualquer item que seu usuário possa pensar do nada, ganha o prêmio. O nêmesis do Dr. Norimaki, o Dr. Mashirito, aparece como um fantasma e revela que ele usou um produto químico chamado Playtine-X para obter controle sobre a poderosa filha robô de Norimaki, Arale Norimaki. Vegeta tenta parar Arale, mas sua força irresistível e a aparente capacidade de desafiar as leis da física são demais para ele. Ela o manda voar na distância. Goku transforma-se em Super Saiyajin Blue e começa a lutar contra Arale. Eles inicialmente parecem ser uniformemente correspondentes, mas torna-se evidente que sua batalha poderia facilmente destruir a Terra. Dr. Norimaki é capaz de usar sua nova invenção para distrair Arale temporariamente. Enquanto isso, Bulma usa a invenção para conjurar uma massa de comida deliciosa, que imediatamente atrai Bills, que estava tirando uma soneca. Dr. Mashirito confronta Bills, que imediatamente o oblitera. Bills também supera facilmente Arale. Assim como Bills está prestes a destruí-la, a comida que ele comeu causa dor de barriga severa, o que o leva a apressar-se para casa com Whis imediatamente. Pouco depois, Dr. Norimaki e Arale saem e voltam para casa. Goku e Arale concordam em lutar de novo no futuro. | | |                                                                      |
| 70 | "O Desafio de Champa! Desta Vez a Competição Será no Basebol!!" Transliteração: "Shanpa kara no chōsenjō! Kondo wa yakyū de shōbu da!!" (em japonês: シャンパからの挑戦状！今度は野球で勝負だ！！)                                       | Champa Lança um Desafio! Desta Vez Vamos Lutar Com Basebol! O Desafio de Champa! A Luta Agora é no Campo de Beisebol!                                                    | 11 de dezembro de 2016 8 de abril de 2018 3 de outubro de 2018       |
| Champa entra em contato com Bills e desafia ele para um jogo de baseball como um caminho de reconciliar Universos Seis e Sete. O jogo de basebol é organizado para ser realizado na Terra do Universo Sete. Champa explica a Vados que ele pretende usar o jogo como uma oportunidade para roubar comida da Terra. O jogo começa com Goku inicialmente mal sucedido como o lançador do time de Bills devido à sua falta de experiência. Yamcha, que tem uma vasta experiência jogando basebol, dá um passo à frente e dá uma vantagem à equipe do Universo Sete. Entretanto, ele é ferido várias vezes ao longo do jogo por Vegeta, que está jogando na equipe do Universo Seis com Champa. Champa e Bills acabam lutando, o que quase destrói o planeta. Whis e Vados intervêm e chamam o jogo. Vados revela que Yamcha, apesar de seus ferimentos, chegou a casa e marcou uma corrida antes do jogo ser cancelado, ganhando assim o jogo pelo Universo Sete. Champa e sua equipe retornam ao Universo Seis. Champa parece ter esquecido seu objetivo de roubar a comida da Terra do Universo Sete, já que ele já ficou obcecado com o treinamento para se preparar para uma revanche. | | |                                                                      |
| 71 | "Goku Morre! Encomenda de Assassinato Com Desempenho Absoluto" Transliteração: "Gokū shisu! Zettai shikkō no ansatsu irai" (em japonês: 悟空死す！絶対執行の暗殺依頼)                                                                    | A Morte de Son Goku! A Missão de Assassinato Que Vai Mesmo Acontecer! A Morte de Goku! A Missão Assassina!                                                               | 18 de dezembro de 2016 14 de abril de 2018 4 de outubro de 2018      |
| Goku aparentemente estava ciente de que Hit fora contratado para assassiná-lo e procura sentir sua presença para não ser pego desprevenido. Vegeta está treinando com Whis, mas suspeita de que Goku não está lá porque está recebendo algum treinamento especial e tenta conseguir informações do Whis, que evita comentar sobre o treinamento de Goku. Hit chega a Terra, e Goku ao sentir sua presença vai ao seu encontro. A luta começa e Goku não consegue acertar Hit, pois seus golpes passavam através dele, e então tenta acertá-lo com uma rajada de ki, mas Hit se antecipa e faz um ataque de soco a distância que para o coração de Goku. A rajada de ki que Goku lançaria contra Hit, Goku lança para o alto antes de cair no chão. Hit vai embora e o corpo de Goku é encontrado por Piccolo, Gohan e Goten. | | |                                                                      |
| 72 | "Haverá um Contra-Ataque? A Técnica de Assassinato Invisível!" Transliteração: "Hangeki naru ka!? Mienai Koroshi no waza!!" (em japonês: 反撃なるか！？見えない殺しの技！！)                                                             | Será a Hora do Contra-Ataque? A Arte de Matar Invisível! O Contra-Ataque?! O Golpe Mortal Invisível!                                                                     | 25 de dezembro de 2016 15 de abril de 2018 5 de outubro de 2018      |
| Piccolo tenta reviver Goku sem sucesso, mas Goku dispara uma explosão de energia no ar pouco antes de ser morto, revivendo-o. Goku descobre que a técnica de assassinato de Hit é uma explosão de energia invisível. Goku choca Hit por ser a primeira pessoa a esquivar esta técnica, mas ele ainda não consegue pousar um golpe em Hit e continua em desvantagem. Enquanto isso, Champa e Vados vêem a luta. Eles são posteriormente acompanhados por Vegeta, Bills e Whis. Vados explica como Hit pode usar sua técnica secreta, o que o torna aparentemente intocável. No meio da batalha, Goku dispara seu ataque de Kamehameha, o que prova ser poderoso o suficiente para nocautear Hit e ele mesmo. No final, Goku revela a Vegeta, Champa e Bills que ele contratou Hit, porque queria lutar contra ele com força total, e que Whis e Vados bem como também estavam envolvidos em seu plano. | | |                                                                      |
| 73 | "O Infortúnio de Gohan! Uma Versão Cinematográfica Inesperada do Grande Saiyaman!?" Transliteração: "Gohan no sainan! Gurēto Saiyaman masaka no eiga ka!?" (em japonês: 悟飯の災難！グレートサイヤマンまさかの映画化！？)                | A Infelicidade de Son Gohan! Vão Realmente Gravar um Filme Sobre o Grande Guerreiro Intergaláctico? O Dilema de Gohan! O Filme do Grande Saiyaman?!                      | 8 de janeiro de 2017 21 de abril de 2018 8 de outubro de 2018        |
| Mr. Satan revela a Videl e Gohan que ele está protagonizando um novo filme de super-heróis: "Great Saiyaman vs. Mister Satan"! Enquanto Videl, Gohan e Pan examinam o cenário, a liderança no filme — um ator famoso, mas auto absorvido, chamado Barry Kahn — fica apaixonado por Videl e tenta atrapalhá-la. Videl rejeita Barry na frente de toda a equipe do filme, o que o irrita. Buscando vingança sobre Videl por sua humilhação, Barry convence Gohan a assumir o controle como o principal dublê do filme, a fim de envergonhar e potencialmente mutilar. Como Gohan é o verdadeiro grande Saiyaman, ele usa seus poderes para assumir o papel com facilidade. Gohan mais tarde, usa o terno novamente para lutar contra um par de ladrões de banco. Quando a equipe do filme acusa Gohan de usar o terno e parar o assalto ao banco, Bulma o descarta. Entretanto, a identidade de Gohan é revelada acidentalmente ao Cocoa, que é uma estrela no filme. Cocoa chantageia Blackhorn para ir em torno da cidade. Enquanto isso, Jaco persegue um ser conhecido como Watagashi, que é um criminoso parasita extraterrestre que possui seus hospedeiros. Suspeitando que "O Grande Saiyaman" possa ser o anfitrião de Watagashi, Jaco ataca Gohan com um canhão vaporizador. | | |                                                                      |
| 74 | "Pelo Bem de Seus Amados! O Indomável Grande Saiyaman!!" Transliteração: "Aisuru mono no tame ni! Fukutsu no Gurēto Saiyaman!!" (em japonês: 愛するもののために！不屈のグレートサイヤマン！！)                                           | Por Quem Ele Ama! O Invencível Guerreiro Intergaláctico!! Pelo Bem dos Que Eu Amo! O Invencível Grande Saiyaman!                                                         | 15 de janeiro de 2017 22 de abril de 2018 9 de outubro de 2018       |
| Gohan consegue esquivar a explosão do canhão de Jaco e descobre a habilidade de Watagashi de possuir seus hospedeiros. Cocoa traz Gohan de volta ao seu apartamento para ensaiar, mas esconde o fato de que ela foi forçada por Barry a deixar tirar fotos do par para os tabloides. Ela tem uma mudança secreta de coração e não deixa que as fotos sejam tomadas em seu quarto. Quando o casal vai ao telhado na manhã seguinte, Barry recebe as fotos de Gohan recebendo um beijo de Cocoa e revelando-se como o Grande Saiyaman. Barry imediatamente leva as fotos para Videl na tentativa de expor Gohan como um traidor. Como ele tenta paquerar Videl novamente, ela vê o ato de Barry e recusa seus avanços. Watagashi encontra e possui Barry transformando-o em um poderoso monstro no processo. O possuído Barry despacha Gohan e sequestra Pan. Ele procura um confronto final com Gohan. Barry prova formidável. Gohan está quase morto na luta. Videl e Pan expressam fé completa no desejo de Gohan de protegê-los e pedir ajuda. Gohan transforma-se em "Super Grande Saiyaman" e derruba Barry, que o separa de Watagashi no processo. O filme se torna um sucesso. Cocoa escreve a Barry para manter o segredo de Gohan com o conhecimento de que Barry era o monstro que atacava a cidade. Agora, vendo-o como menos ameaçador, Jaco deixa Watagashi escapar. | | |                                                                      |
| 75 | "Goku e Kuririn. Ao Nostálgico Local de Treinamento." Transliteração: "Gokū to Kuririn natsukashi no shugyō no ba e" (em japonês: 悟空とクリリン懐かしの修行の場へ)                                                                      | Son Goku e Krillin. De Volta aos Treinos de Antigamente. Goku e Kuririn! De Volta ao Treinamento!                                                                        | 22 de janeiro de 2017 28 de abril de 2018 10 de outubro de 2018      |
| Goku procura um parceiro de luta para treinar, mas ele lamenta ser incapaz de encontrar um oponente adequado. Sob sugestão de Goten, Goku vai pedir a Krillin, que ainda está trabalhando como um oficial de polícia. Krillin é pastoreado por uma bala durante um tiroteio com um par de assaltantes, mas eles são facilmente desarmados por Goku. Krillin declina a oferta de Goku para lutar. Ele sabe que ele não seria um desafio para Goku e que ele desistiu das artes marciais para o bem. Krillin é castigado pela Android 18, que diz que o homem forte que ela se apaixonou nunca poderia ser prejudicado por uma bala. Suas palavras levam Krillin a reconsiderar a oferta de Goku e finalmente a aceita. Os dois saem para o Mestre Roshi para treinar como faziam quando eram crianças. Krillin prova que não é páreo para Goku, mesmo que Goku esteja vestindo uma roupa pesada como desvantagem. Sentindo a própria dúvida de Krillin e acreditando que uma abordagem diferente é necessária, Mestre Roshi envia seus alunos para uma corrida para uma ilha fortemente florestada para recuperar uma erva rara. Como recompensa, Mestre Roshi oferece para ensinar ao vencedor uma técnica secreta que pode aumentar imensamente a força do usuário. Na ilha, Goku e Krillin conhecem Baba Uranai. Eles falam sobre o desafio do Mestre Roshi. Interessado em ver o que acontecerá, Baba decide observar a corrida usando sua bola de cristal. Goku e Krillin se aventuraram na floresta em busca da erva. Ao entrar, uma névoa pesada entra, onde emergem inimigos familiares. | | |                                                                      |
| 76 | "Derrote Estes Formidáveis Inimigos! O Espírito de Luta de Kuririn Voltou!" Transliteração: "Kyōteki o uchiyabure! Kuririn no tōshi futatabi!" (em japonês: 恐敵を打ち破れ！クリリンの闘志ふたたび！)                                    | Derrotar Inimigos Terríveis! O Espírito Combativo de Krillin Regressa! Derrote os Inimigos! A Volta do Espírito de Luta de Kuririn!                                      | 29 de janeiro de 2017 29 de abril de 2018 11 de outubro de 2018      |
| Android 18 chega na casa de Mestre Roshi e procura por Krillin. Mestre Roshi e Baba Uranai explicam que Krillin e Goku entraram na "Floresta do Terror", que é um lugar onde eles devem enfrentar ilusões de inimigos que eles haviam lutado antes. Mestre Roshi pretendia este exercício como uma forma de ajudar Krillin a superar sua falta de confiança. Na floresta, Krillin está aterrorizado com o que vê. Entre o grupo de ilusões estão o Tambourine, Freeza, Dabura e Majin Buu, onde todos eles mataram ou feriram seriamente Krillin. Superado com medo, Krillin tenta abandonar a corrida e voar para fora da floresta. As árvores se movem para bloquear a entrada, que deixa Goku e Krillin encalhados. As ilusões atacam e separam Goku e Krillin. Krillin encontra-se cercado pelas ilusões, mas seus ataques só os fortalecem. Depois de cortar uma por metade, ele descobre que eles são alimentados por sua própria energia. Ele ajuda o treinamento do Mestre Roshi e se acalma, o que enfraquece as ilusões. Como um desafio final, Baba Uranai convoca uma ilusão de Super Shenlong, que imediatamente envolve Goku. Krillin rapidamente chega e o libera. Os dois usam uma explosão combinada de Kamehameha para destruir a ilusão. As ilusões se transformam em ervas raras que o Mestre Roshi queria. Goku e Krillin retornam à casa do Mestre Roshi com sacos cheios de ervas. Mestre Roshi admite que na verdade não existe uma técnica secreta. Krillin, que recuperou sua confiança, discorda. Goku e Krillin logo se vão. Krillin volta para casa, onde a Android 18 raspa a cabeça. Isso indica a decisão de Krillin de retomar seu treinamento em artes marciais mais uma vez. | | |                                                                      |

### Saga Sobrevivência do Universo (2017–2018)
| N.º | Título original | Título(s) lusófonos | Exibição original                                                    |
| --- | --- | --- | -------------------------------------------------------------------- |
| 77 | "Vamos Fazer Isso, Zen-Oh Sama! O Torneio de Artes Marciais de Todos os Universos!!" Transliteração: "Yarou ze Zenō-sama! Uchū ichi Budō-kai!!" (em japonês: やろうぜ全王様! 宇宙一武道会!!)                                                                            | Vamos a Isso, Zen-Oh! O Torneio de Artes Marciais Entre Todos os Universos!! Vamos Lá, Senhor Zen-ô! O Torneio de Artes Marciais Entre Todos os Universos!!                                      | 5 de fevereiro de 2017 5 de maio de 2018 12 de outubro de 2018       |
| O Zenō-sama do Presente e Zenō-sama do Futuro estão jogando um jogo juntos em seu reino, mas ambos tinham ficado entediados com sua rotina monótona. Enquanto isso, Goku dirige-se para um mercado de um fazendeiro local para vender seus produtos e tirar Chi-Chi de suas costas sobre ganhar dinheiro. No caminho de casa, ele é emboscado por alguns ladrões. Goku derrota eles, mas ele está ferido no processo. Decidindo que ele tem ficado enferrujado, Goku e Goten decidem treinar com Whis. Eles dirigem-se para o edifício da Capsule Corporation, onde Bulma revela que ela está grávida com seu segundo filho de Vegeta. Goten permanece atrás para treinar com Trunks. Vegeta recusa-se a acompanhar Goku para que ele pudesse estar com Bulma quando ela dar à luz. Goku dirige-se para o planeta de Bills sozinho. Enquanto treinando com Whis, Goku lembra a intenção de Zenō-sama para realizar um torneio multiverso de artes marciais. Despreocupados das advertências de Bills e Whis, Goku usa o botão de Zenō-sama para dirigir-se ao seu reino e convencer ambos Zenō-samas para realizar o torneio. Quando ele retorna ao planeta de Bills, Bills responde com raiva Goku e explica que a natureza ingênua e inocente do Zenō-sama combinada com seu poder extremo faz dele um perigo para o multiverso. Bills ameaça matar Goku se ele sair da linha novamente. Goku, Bills e Whis dirigem para o Sagrado Mundo dos Kais, onde o Grande Sacerdote chega. Ele diz ao grupo para reunir os seus dez mais poderosos guerreiros para competir no "Torneio do Poder". | | |                                                                      |
| 78 | "Os Deuses de Todos os Universos Também Estão em Choque!? "Torneio do Poder", os Perdedores Serão Apagados" Transliteração: "Zen uchū no kami-sama mo don hiki!? Maketara shōmetsu "Chikara no taikai"" (em japonês: 全宇宙の神様もドン引き!? 負けたら消滅「力の大会」) | Os Deuses de Cada Universo em Choque!? O "Torneio do Poder", um Torneio Onde a Derrota Significa Destruição Todos os Deuses do Universo em Choque?! Quem Perder Será Apagado no Torneio do Poder | 12 de fevereiro de 2017 6 de maio de 2018 15 de outubro de 2018      |
| O Grande Sacerdote explica os detalhes do "Torneio do Poder" e afirma que isso será realizado no "Mundo do Vazio". Isso é um lugar de "infinito nada", onde os competidores podem lutar sem limites. O campeão do torneio receberá um desejo pelas Super Esferas do Dragão, enquanto os perdedores e seus respectivos universos irão ser completamente apagados da existência. Todo mundo está horrorizado por essa áspera penalidade. Goku sugere pedir a Zenō-sama para ignorar isso, mas Whis aconselha contra isso. Whis conta a Goku que Zenō-sama tem feito já sua mente e tentar mudar isso pode ser perigoso. Bills demanda que Goku tome responsabilidade por pedir ao Zenō-sama para realizar o torneio em primeiro lugar. Goku declara que ele irá derrotar qualquer oponente que ele enfrente. O Grande Sacerdote também revela que os Universos 7 e 9 irão ter um menor torneio de exposição para benefício do Zenō-sama do Futuro. Cada universo é para nomear três lutadores. Goku começa a recrutar companheiros de equipe. Após Vegeta recusar, Goku recruta Gohan e Majin Buu, que é acompanhado pelo Mr. Satan para representar o Universo 7. Goku também explica a potencial penalidade para Gohan. Gohan diz a Goku para manter as apostas em segredo para prevenir o pânico em massa. De volta ao palácio de Zenō-sama, todos os deuses dos 12 universos se reúnem. O Grande Sacerdote explica o propósito da Partida de Exibição Zen. Ele alude para a possibilidade de Zenō-sama apagar os lutadores que ele julga impróprios para o torneio. Na primeira rodada, Majin Buu deve lutar contra Basil, um lutador humanoide canino do Universo 9. | | |                                                                      |
| 79 | "Do Nono Universo, Basil do Pontapé VS do Sétimo Universo, Majin Boo!!" Transliteração: "Dai kyu uchū keri no Bajiru basasu Dai nana uchū Majinbū!!" (em japonês: 第9宇宙蹴りのバジルVS第7宇宙魔人ブウ!!)                                                               | Basil, o Mestre do Pontapé do Universo 9 Contra Bubu do Universo 7!! Basil, o Chutador do Universo Nove vs. Majin Boo, do Universo Sete!!                                                        | 19 de fevereiro de 2017 12 de maio de 2018 16 de outubro de 2018     |
| Basil rapidamente ganha a mão superior e supera Majin Buu, que não está tomando a luta seriamente e pensa nisso como um jogo. Goku diz a Basil para mostrar seu poder completo para obter a atenção de Majin Buu, qual leva a Basil a usar seu último ataque. Como Roh, o Supremo Kai do Universo 9, reivindica vitória, Majin Buu emerge com um buraco em seu estômago, mas ele não está imóvel. Basil e Roh estão chocados ao ver isso. Mr. Satan é ferido durante o ataque. Ele diz a Majin Buu para vencer Basil antes de cair inconsciente. Isso enraivece Majin Buu até o ponto, onde ele facilmente bate Basil e nocauteia ele fora do ringue. Entretanto, desde que nem Zenō-sama está satisfeito com a luta, Basil é permitido para voltar ao ringue. Roh dá a Basil uma droga que faz dele de longe mais poderoso. Embora Bills demande que Basil seja desqualificado por trapaça óbvia, Zenō-sama é entretido por isso e permite a luta continuar. O Grande Sacerdote anuncia que as regras irão ser improvisadas como o torneio vai avançando. Basil supera Majin Buu e, aparentemente, bate ele, qual causa Roh para prematuramente regojizar-se sobre a superioridade do Universo 9. Entretanto, Majin Buu emerge indemne e lança um ataque de poder total em Basil. Isso afasta ele fora e remata o Universo 7 a vitória. Como o time do Universo 9 lamenta a perda de Basil, o segundo irmão mais velho de Basil, Lavender, diz que se ele pode matar seu oponente, qual Bergamo dá para ele permissão para fazer, ele pode ganhar sua partida. Gohan se voluntaria para lutar contra Lavender. | | |                                                                      |
| 80 | "Desperte Seu Espírito de Luta Adormecido! A Luta de Son Gohan!!" Transliteração: "Nemutta tōshi o yobisamase! Son Gohan no tatakai!!" (em japonês: 眠った闘志を呼び覚ませ! 孫悟飯の闘い!!)                                                                             | Acorda o Teu Espírito de Guerreiro Adormecido! O Combate de Son Gohan!! Desperte o Seu Espírito de Luta! A Batalha de Son Gohan!!                                                                | 26 de fevereiro de 2017 13 de maio de 2018 17 de outubro de 2018     |
| Como sua batalha começa, Lavender cospe uma névoa venenosa nos olhos de Gohan e cega ele. Shin oferece a Gohan um feijão Senzu para curar o veneno, mas Gohan recusa e diz que ele quer lutar com sua força sozinho. Incapaz para ver, Gohan usa seus outros sentidos para rastrear Lavender e marca vários golpes. Lavender contraria por levitar, qual elimina o som de seus passos. Gohan responde por fortalecer para Super Saiyajin e saltando seu próprio ki fora do corpo de Lavender, qual usa isso como um tipo de radar ativo. Fortalecendo também causa com que o veneno se espalhe rapidamente através do corpo de Gohan. Lavander monta um retorno. Em desespero, Gohan agarra seguramente em Lavender e lança um ataque kamikaze. Ele conduz ambos de seus corpos para o ringue em alta velocidade. Lavander é nocauteado, mas Gohan está tão enfraquecido pelo veneno que ele não pode continuar. Com ambos os lutadores para baixo, a partida é declarada um empate. Após Goku alimentar Gohan com um feijão Senzu, o Grande Sacerdote anuncia para aqueles em participação que todos os universos que perderem o Torneio de Poder serão apagados com seus respectivos deuses bem como. Entretanto, Universos 1, 5, 8, e 12 irão ser isentos de apagamento, assim como os Anjos de todos os universos, porque seus habitantes são particularmente fortes. Zeno-sama tinha longamente acreditado que havia muitos universos. Ele estava planejando apagar a maioria deles de qualquer maneira, mas o torneio proporcionará a um dos universos mais fracos a chance para ser poupado. Com o anúncio concluído, o ringue é reparado em preparação para a partida de exibição final onde Goku vai lutar contra Bergamo, irmão mais velho de Basil, que também é um canino humanoide. | | |                                                                      |
| 81 | "Bergamo, o Esmagador VS Son Goku! Qual Deles Tem o Poder Ilimitado!?" Transliteração: "Tsubushi no Berugamo VS Son Gokū! Aotenjō no tsuyosa wa dotchida! ?" (em japonês: 潰しのベルガモVS孫悟空! 青天井の強さはどっちだ!?)                                             | Bergamo, o Esmagador Contra Son Goku! Quem Tem Poder Ilimitado!? Bergamo, o Esmagador Contra Goku! Quem Possui o Poder Ilimitado?!                                                               | 5 de março de 2017 19 de maio de 2018 18 de outubro de 2018          |
| Antes de sua batalha começar, Bergamo denuncia Goku diante dos deuses reunidos. Bergamo pleiteia com Zenō-sama para rescindir a regra de que os universos que perderem o Torneio do Poder sejam apagados. Zenō-sama concorda sob a condição que Bergamo vença Goku em uma batalha total. Grande Sacerdote afirma que se Goku voltar atrás para cancelar o apagamento, Zenō-sama irá imediatamente apagar todos os universos. Ambos Goku e Bergamo concordam para os termos. Quando a luta começa, Bergamo convida Goku para acertar ele e deixa si mesmo exposto. Goku obriga e ataca Bergamo várias vezes, mas Bergamo absorve a energia dos ataques de Goku. Ele cresce mais forte e fisicamente maior. Goku continua a atacar, qual causa Bergamo crescer tão grande que o ringue começa a curvar-se sob seu peso. Goku transforma-se para Super Saiyajin Blue, qual choca os deuses e rapidamente agrava Bergamo com um Kaioken fortalecido com Kamehameha. Bergamo afirma que todo universo participando no Torneio do Poder irá buscar vingança sob Goku por fazer eles encararem o apagamento, mas Goku aprecia a ideia de tal desafio. A Partida de Exibição Zen vem para um fechamento e o Torneio do Poder irá logo em breve começar. O universo com a maioria dos lutadores restantes ou o último lutador em pé irá ser declarado o vencedor. De repente, um misterioso lutador do Universo 11 chamado Toppo aparece e desafia Goku para uma batalha. Goku, que está insatisfeito após sua curta luta com Bergamo, concorda em lutar contra Toppo. | | |                                                                      |
| 82 | "Son Goku Não Pode Ser Perdoado! Toppo, o Guerreiro da Justiça Se Intromete!!" Transliteração: "Son Gokū yurusumaji! Seigi no senshi Toppo ran'nyū!!!" (em japonês: 孫悟空許すまじ! 正義の戦士トッポ乱入!!)                                                             | O Son Goku Tem de Pagar! Toppo, o Justiceiro Entra Em Ação!! Nunca o Perdoarei, Son Goku! A Intervenção de Toppo, o Guerreiro da Justiça!!                                                       | 19 de março de 2017 20 de maio de 2018 19 de outubro de 2018         |
| Após obter a benção de Zenō-sama para prosseguir, Goku e Toppo começam sua batalha. Toppo rapidamente ganha a mão superior e desloca o ombro de Goku. Goku responde por atacando com uma onda de golpes, mas Toppo consegue agarrar Goku em um poderoso abraço de urso. Ele começa a espremer a vida fora de Goku, qual força Goku para transformar em Super Saiyajin Blue para escapar. Goku ganha a mão superior nesta forma e danifica a Toppo com um Kamehameha. Assim como os dois fortalecem ainda mais, o Grande Sacerdote põe fim para luta. Como Toppo sai, ele revela para Goku que o Universo 11 tem um guerreiro ainda mais forte do que ele nomeado Jiren. O Grande Sacerdote começa a criar uma arena de artes marciais adequada ao Torneio do Poder. No Mundo Sagrado dos Kais, Bills e Goku entram em uma discussão sobre a constante atitude descontraída e negligente de Goku, qual Whis rompe. O grupo concorda em convocar na Capsule Corporation para discutir sua futura estratégia. | | |                                                                      |
| 83 | "Façamos o Time de Representantes do Universo Sete! Quem São os Dez Mais Fortes!?" Transliteração: "Dai-7 uchū daihyō chīmu o kessei seyo! Saikyō no 10-ri wa dareda?" (em japonês: 第7宇宙代表チームを結成せよ! 最強の10人は誰だ!?)                                    | A Formação da Equipa do Universo 7! Quem São os Dez Mais Fortes!? Qual Será o Time do Universo Sete! Quem São os Dez Mais Fortes?                                                                | 26 de março de 2017 26 de maio de 2018 22 de outubro de 2018         |
| Goku e os outros chegam na Capsule Corporation. Eles discutem quem deve estar no time. Goku imediatamente sugere Monaka, mas Bills diz para ele que Monaka está doente e não pode participar. Goku e Gohan concordam com Vegeta, Piccolo, Krillin, Mestre Roshi, No. 18, e No. 17, quais trariam o número total de lutadores para nove. Trunks e Goten são descartados fora devido para sua inexperiência. Eles continuam a perguntar a Vegeta, que tinha estado pensando em um nome para seu segundo filho. Vegeta recusa a participar. Ele diz que ele não vai lutar, enquanto Bulma está grávida. Whis usa sua capacidade de enrolar o tempo para nascer o bebê mais cedo do que o esperado a fim de obter Vegeta para concordar com a luta. Todos celebram o nascimento do bebê. Trunks está um pouco desapontado de que ele tenha uma irmã porque ele queria treinar com um irmão mais novo. Como logo o bebê é entregue para Vegeta, ele desenvolve uma ligação para ela. Bulma nomeia o bebê Bulla mesmo embora Vegeta esperava dar para ela o nome Saiyajin Eschalot. Entretanto, Vegeta rapidamente aceita o nome da Bulla. Goku sai para recrutar membros e direciona para a casa de Krillin. | | |                                                                      |
| 84 | "O Recrutador Son Goku Chama Kuririn e No. 18" Transliteração: "Sukautoman Son Gokū – Kuririn to 18-gō o izanau" (em japonês: スカウトマン孫悟空 クリリンと18号を誘う)                                                                                                  | Son Goku, o Recrutador, Convida o Krillin e a 18 Son Goku Recruta Kuririn e a Androide No. 18!                                                                                                   | 2 de abril de 2017 27 de maio de 2018 23 de outubro de 2018          |
| Goku e Gohan chegam na casa de Krillin e perguntam para ele e a No. 18 para se juntarem ao Torneio do Poder. No. 18 convence Krillin para participar a fim para colocar seu novo treinamento em artes marciais para usar. No. 18 está relutante para juntar a si mesma. Ela rapidamente suspeita de Goku e Gohan de esconder alguma coisa deles, mas Goku convence ela de que o segredo é uma recompensa de 10 milhões de Zeni, qual convence ela para participar. Gohan decide testar Krillin em uma partida de disputa na costa. Após Gohan dominar ele em combate mão a mão, Krillin derrota rapidamente Gohan por ceifando ele com seu novo movimento nomeado Solar Flare x 100 e derrubando ele para o mar. Goku está entusiasmado pelo novo poder de Krillin. Ele o desafia para uma partida de disputa bem como. Eles se realocam para um prédio de propriedade do Mr. Satan, onde as estratégias de Krillin compensam o vazio no poder, forçando Goku para ir Super Saiyajin. Goku então transforma para sua forma Super Saiyajin Blue, e ele e Krillin têm um choque Kamehameha. Como Goku aumenta seu poder e começa a dominar Krillin, No. 18 intervém e bloqueia o Kamehameha de Goku, assim como Krillin colapsa de exaustão. Ela justifica a si mesma por notar que o Torneio do Poder irá ser uma batalha real e que Goku não pode esperar lutar um a um todo o tempo. Goku concede a partida e percebe que ele irá ter que ajustar suas táticas a fim de ganhar o Torneio do Poder. No. 18 revela que No. 17 está atualmente trabalhando em uma reserva de vida selvagem, mas ela não sabe onde. Goku decide pedir a Dende para encontrar No. 17. | | |                                                                      |
| 85 | "Cada Universo Começa a Fazer Suas Especulações" Transliteração: "Ugokidasu uchū – sorezore no omowaku" (em japonês: 動き出す宇宙 – それぞれの思惑) | Os Universos Começam a Movimentar-se! Os Verdadeiros Interesses Pessoaisǃ Os Universos Começam a Agir! A Motivação de Cada Um!                                                                   | 9 de abril de 2017 2 de junho de 2018 24 de outubro de 2018          |
| Gohan sai para recrutar Piccolo, enquanto Goku se prepara para direcionar para o Mirante. Ele encontra Majin Buu e Mr. Satan treinando. Goku descobre que Buu tem perdido peso e tem ficado muito mais fino em aparência. Os dois lutam juntos. Buu derrota Goku por agredir ele com explosões de ki e derrubando ele fora do palco da luta. Enquanto isso, Khai, o Supremo Kai do Universo 11, reúne todos dos Supremos Kais envolvidos no torneio, exceto pelo do Universo 7, que é ostracizado devido ao envolvimento de Goku com a criação do torneio. Khai pede a seus colegas Supremos Kais que solicitem que Zenō-sama cancele o apagamento dos universos, mas eles estão todos com muito medo de sua ira para fazer isso. Champa reúne todos os Deuses da Destruição envolvidos no torneio exceto Bills após descobrir sobre o encontro do Supremo Kai e eles discutem Goku. Toppo recruta seus colegas Pride Troopers Kahseral e Dyspo. Champa recruta Cabba e demanda ele encontrar Saiyajins mais poderosos. Goku encontra Dende e Mr. Popo no Mirante e sabe a localização do No. 17. Gohan prepara para treinar com Piccolo. | | |                                                                      |
| 86 | "Punhos Que Se Cruzam Pela Primeira Vez! Androide 17 VS Son Goku!!" Transliteração: "Hajimete majiwaru kobushi! Jinzōningen Jūnana-gō VS Son Gokū!!" (em japonês: 初めて交わる拳! 人造人間17号VS孫悟空!!)                                                               | Encontro de Punhos Pela Primeira Vez! Androide 17 Contra Son Goku!! Trocando Golpes Pela Primeira Vez! Androide No. 17 vs. Son Goku!!                                                            | 16 de abril de 2017 3 de junho de 2018 25 de outubro de 2018         |
| No seu caminho para a ilha onde No. 17 está trabalhando, Dende explica que desde a conclusão dos Jogos Cell, No. 17 tem começado uma família e ficou de longe muito mais forte. Dende também revela que Kid Buu tem reencarnado como um jovem terráqueo com massivo potencial de luta e pede a Goku para treinar ele quando ele estiver velho o suficiente. Eles alcançam a ilha como Goku chega apenas em tempo para testemunhar No. 17 derrotar um grupo de caçadores furtivos armados. Como eles apresentam a si mesmos um para o outro, um grande exército de caçadores chega. Goku e No. 17 se juntam para subjugar todos eles. Posteriormente, No. 17 explica que os caçadores furtivos estão atrás do último Minotaurus a fim de roubar seus raros e valiosos chifres. Os dois decidem ter uma partida de disputa. No. 17 combina uniformemente com Super Saiyajin Goku, qual causa ele se transformar em Super Saiyajin Blue. Goku lança um Kamehameha no No. 17, que facilmente desvia isso com um escudo de energia. Os dois vão dedo a dedo até o No. 17 terminar a partida a fim de evitar a captura da ilha no fogo cruzado. Goku e No. 17 reconhecem que eles estavam ambos detidos na luta. Depois, Goku tenta convencer ele para se juntar ao Torneio do Poder, mas No. 17 não está interessado. Ele permanece indiferente mesmo quando Goku revela que os universos perdedores irão ser apagados. Enquanto isso, caçadores alienígenas chegam na Terra e eles colocam suas vistas no Minotaurus. | | |                                                                      |
| 87 | "Cace a Equipe de Caçadores! A Luta Conjunta de Goku e No. 17!!" Transliteração: "Mitsuryō-dan o kare! Gokū to Jūnana-gō no kyōtō!!" (em japonês: 密漁団を狩れ! 悟空と１７号の共闘!!)                                                                                   | Caça aos Caçadores Furtivos! Son Goku e 17 Juntam Forças!! Atrás dos Caçadores! Goku e Número Dezessete Se Unem!!                                                                                | 9 de junho de 2018 26 de outubro de 2018                             |
| Goku atrai No. 17 com um desejo nas Super Esferas do Dragão. Como ele começa a considerar a oferta de Goku, os caçadores alienígenas chegam e sequestram todos os animais da ilha. Goku usa sua Transmissão Instantânea para teleportar a si mesmo e No. 17 a bordo de seu navio antes que eles possam escapar. Após derrotar alguns dos caçadores furtivos, No. 17 partiu para derrotar o líder, enquanto Goku permanece para trás para combater o resto dos caçadores furtivos. No. 17 confronta e derrota facilmente o líder. Goku alcança apenas como o líder tira fora um interruptor e ameaça a autodestruir a si mesmo se ele não for liberado imediatamente. No. 17 esmaga ele fora de uma janela, qual abre ambos deles para o espaço profundo. Goku consegue usar sua Transmissão Instantânea para teleportar todos os três deles para o mundo de King Kai. Dende contacta Goku e informa ele que a ameaça do líder era um blefe. Depois, Goku e No. 17 retornam os animais para suas casas de direito. Jaco chega para prender os caçadores alienígenas. No. 17 decide deixar sua ilha nas mãos de Goten e Trunks e aceita a oferta de Goku para lutar no Torneio do Poder. Ele espera usar as Super Esferas do Dragão para desejar por um barco caro e viajar o mundo com sua família. | | |                                                                      |
| 88 | "Gohan e Piccolo, o Confronto Professor-Aluno Em um Treinamento ao Limite!" Transliteração: "Gohan to Pikkoro Shitei gekitotsu no Genkai shugyō!" (em japonês: 悟飯とピッコロ 師弟激突の限界修業！)                                                                     | Son Gohan e Satã, Aluno e Mestre Num Treino Super-Rápido! Gohan e Piccolo! Treino Além dos Limites!                                                                                              | 30 de abril de 2017 10 de junho de 2018 29 de outubro de 2018        |
| Gohan e Piccolo se envolvem em treinamento intenso. Piccolo explica que Goku já tem informado ele sobre o potencial apagamento do universo e que ele está indo participar no Torneio do Poder. Ele aponta fora que a vontade de Gohan para proteger seus entes amados é fazer ele imprudente. Gohan transforma em um Super Saiyajin, e os dois continuam a lutar. Enquanto isso, Cabba dirige para a residência de seu capitão retirado e mentor, Renso. Cabba pede para ele para juntar ao time do Universo 6 para o Torneio do Poder, mas Renso recusa devido para uma lesão em sua perna. Renso sugere sua irmã, Caulifla, em vez disso, que ele afirma ser ainda mais forte do que ele. De volta no Universo 7, Piccolo remove suas roupas ponderadas para ir com tudo fora e rapidamente derrota Gohan. Piccolo explica que Gohan tem uma tendência para se tornar arrogante quando ele tem a vantagem na batalha. Após ser encorajado por Piccolo, Gohan consegue alcançar o nível de poder que ele teve contra Super Buu. Os dois lutam novamente, e Gohan corta com sucesso o braço de Piccolo. Entretanto, Piccolo explode ele nas costas com o braço cortado e derrota Gohan, qual prova o ponto de Piccolo sobre o excesso de confiança de Gohan. Naquela noite, Piccolo promete empurrar Gohan para novos níveis de poder. Eles ambos concordam para trabalhar em movimentos combinados. | | |                                                                      |
| 89 | "Apareceu uma Misteriosa Moça Bonita! O Mistério do Dojo Estilo Tenshin!?" Transliteração: "Arawareta nazo no bijo! Tien shin-ryū Dōjō no kai!?" (em japonês: 現れた謎の美女! 天津流道場の怪!?)                                                                         | O Aparecimento de uma Beldade Desconhecida! Qual é o Mistério do Dojo do Tenshinhan!? Uma Beldade Misteriosa! O Mistério do Dojo do Estilo Tenshin?!                                             | 7 de maio de 2017 16 de junho de 2018 30 de outubro de 2018          |
| Goku dirige-se para a ilha do Mestre Roshi, onde Oolong informa ele que Tien e Chiaotzu começaram um dojo de artes marciais e que Roshi tem encabeçado para atuar como um instrutor especial. Goku decide fazer Tien o décimo membro do time, e se dirige para recrutar ele e Roshi. No dojo de Tien, uma mulher nomeada Yurin com um rancor contra Tien chega e solicita se juntar ao dojo. Embora Tien negue ela porque sua motivação de beleza não era adequada para seu dojo, Roshi arrasta Yurin fora para olhar ela. Goku chega e pede a Tien para juntar ao Torneio do Poder, mas, mesmo após Goku subornar ele com 10 milhões de Zeni, Tien recusa. Yurin escapa dos avanços de Roshi e usa feitiçaria para conduzir os estudantes de Tien em uma fúria por toda a cidade. Goku, Tien, Chiaotzu e Roshi chegam na aldeia, onde Yurin confronta eles. Yurin explica que ela é uma anterior colega de classe de Tien durante seu tempo na Crane School e que ela jurou vingança sob dele após ele deixar a escola e recusado a lutar contra ela. Enquanto isso, Cabba balança Caulifla para juntar ao time do Universo 6 por prometendo ensinar ela como se tornar um Super Saiyajin. De volta na Terra, enquanto Goku, Chiaotzu, e Tien curam os estudantes de sua lavagem cerebral, Roshi batalha contra Yurin. Ele abaixa sua guarda após vislumbrar um relapso da calcinha de Yurin, qual permite ela fazer a lavagem cerebral nele. O lavado cerebralmente Roshi rapidamente derrota Tien, mas Goku intervém. Enquanto Chiaotzu temporariamente desativa Yurin, Goku subjuga Roshi com um Kamehameha e cura ele da lavagem cerebral. Tien ordena Yurin para desculpar para todos que ela machucou e oferece para ela um lugar em seu dojo. Tien decide juntar-se ao Torneio de Poder porque ele acredita que o 10 milhões de Zeni que Goku prometeu irão reparar a aldeia. Após ouvir sobre os 10 milhões de Zeni, Mestre Roshi rapidamente concorda em se juntar também. | | |                                                                      |
| 90 | "Foque em Atravessar a Barreira! Goku vs Gohan" Transliteração: "Koerubeki kabe o misuete! Gokū bāsasu Gohan" (em japonês: 超えるべき壁を見据えて! 悟空VS悟飯) | O Obstáculo Que Tem de Ser Ultrapassado! Son Goku Contra Son Gohan A Barreira a Ser Superada! Goku vs. Gohan!                                                                                    | 14 de maio de 2017 17 de junho de 2018 31 de outubro de 2018         |
| Como Gohan termina de treinar com Piccolo, eles vão encontrar Goku, Mestre Roshi e Tien. Ao pedido de Gohan, Goku e Tien tem uma luta contra Gohan e Piccolo para praticar para o torneio. Embora Tien veja isso como uma partida prática e quer evitar ferir qualquer um, Gohan e Goku tomam a luta seriamente. Como Gohan luta tanto com seu pai e Tien, Piccolo gasta o tempo carregando uma forte técnica, qual finalmente destrói o estágio de luta de montanhas quando isso é lançado. Tien chama a partida com o argumento de que o palco da luta está agora destruído. Embora Goku concorde, Gohan requisita ter uma luta um a um contra seu pai. Goku aceita, e Gohan se fortalece enquanto Goku vai para Super Saiyajin 2. Embora Goku tenha a mão superior por muito da luta, Gohan vira o jogo e começa a dominar Goku. Gohan pede a Goku para usar seu total poder. Goku responde por tornando-se um Super Saiyajin Blue e usando sua técnica Kaio-Ken, então derrota Gohan com um único golpe. Impressionado com a melhoria de seu filho, Goku atribui a Gohan como líder do seu time Universo 7. Enquanto isso, Rumsshi recruta um poderoso lutador nomeado Murichim e seus companheiros para representar o Universo 10 no torneio. | | |                                                                      |
| 91 | "Qual Universo Prevalecerá!? Os Mais Poderosos Guerreiros Se Reúnem!!" Transliteração: "Kachinokoru no wa dono Uchū da!? Zokuzoku to tsudou Saikyō no senshi-tachi!!" (em japonês: 勝ち残るのはどの宇宙だ!? 続々と集う最強の戦士たち!!)                                 | Que Universo Irá Sobreviver!? Os Guerreiros Mais Fortes Estão a Preparar-se!! Qual Universo Irá Sobreviver?! Os Guerreiros Mais Fortes Se Reúnem!!                                               | 21 de maio de 2017 23 de junho de 2018 1 de novembro de 2018         |
| Os Zenō-samas estão sofrendo do extremo tédio novamente. Eles decidem observar o progresso dos universos em montar seus guerreiros mais fortes. No Universo 7, Vegeta prepara para entrar na Câmara de Tempo Hiperbólica para algum treinamento intenso. Goku disputa com Whis na câmara de gravitação de Vegeta. Mestre Roshi e Puar treinam para remover a fraqueza de Roshi para técnicas de sedução, qual falha miseravelmente. No Universo 9, palavras têm espalhado do potencial apagamento de seu universo. A população tem descendido para anarquia. Os três irmãos caninos têm sido incapazes de encontrar qualquer outros lutadores. No Universo 6, Hit rastreia o desprovido Frost e força ele para se juntar ao Torneio do Poder, enquanto ele alivia-lhe de suas agulhas venenosas no processo. No universo 11, o camarada de Toppo, Kahseral está atrasado de se juntar quando ele ajuda um gato preso em uma árvore. No Universo 2, uma garota mágica nomeada Brianne de Chateau transforma em sua alter ego nomeada Ribrianne e audita por um lugar no torneio. No Universo 10, Murichim e seus camaradas gravam um vídeo de dança para melhorar o espírito de time. De volta ao Universo 7, Mr. Satan chama e inesperadamente revela que Majin Buu tem caído em um profundo sono e não pode se juntar ao torneio, o que horroriza a todos. | | |                                                                      |
| 92 | "Objetivo de Ação de Urgência! Não Estamos Mais Com Dez Participantes!!" Transliteração: "Kinkyū jitai hassei! Sorowanai jū nin no menbā!!" (em japonês: 緊急事態発生! そろわない10人のメンバー!!)                                                                      | Surge Uma Emergência! A Equipa Está Incompleta!! O Plano de Emergência! O Time de Dez Membros Está Incompleto!!                                                                                  | 28 de maio de 2017 24 de junho de 2018 2 de novembro de 2018         |
| Goku corre para a casa de Mr. Satan, onde ele prova ser incapaz de acordar Majin Buu da sua hibernação. Enquanto isso, todos os guerreiros restantes do Universo 7, exceto Mestre Roshi e No. 17, se reúnem na Capsule Corporation. Após Krillin trazer o prêmio de 10 milhões de Zeni que Goku tinha subornado ele, Piccolo e Gohan revelam para Krillin, No. 18, e Tien que o prêmio de 10 milhões de Zeni era uma mentira e que o universo irá ser apagado se eles perderem. Quando Goku retorna, Krillin repreende ele e ameaça retirar-se do time junto com o No. 18. Após Goku falhar em convencer eles de outro modo, Bills rapidamente ameaça Krillin para permanecer, enquanto Bulma concorda em pagar a recompensa prometida. No Universo 6, Cabba leva Caulifla para uma desértica terra para ensinar ela como se tornar um Super Saiyajin. Como a protegida de Caulifla, Kale, observa eles, Cabba ineficazmente tenta provocar Caulifla a fim de fazer ela transformar. Quando isso falha, ele ensina ela para focar sua energia em uma área em suas costas. Caulifla com sucesso transforma em um Super Saiyajin. Caulifla testa seu novo poder e concorda em se juntar ao time do Universo 6 pelo Torneio do Poder. Ela acena Kale sob tentar a transformação ela mesma. No Universo 11, Kahseral chega na sede do Pride Trooper, onde ele e Toppo concordam em deixar o universo nas mãos dos formandos para que eles possam participar no torneio. No Universo 3, dois ciborgues guerreiros nomeados Nigrisshi e Narirama exibem suas atualizações para o torneio para o Deus da Destruição Mosco (モスコ, Mosuko), Supremo Kai Ea, e Anjo Campari do Universo 3. De volta ao Universo 7, Goku e seus amigos são incapazes de descobrir quem pode substituir Buu. Quando Bills afirma que eles não tem lutadores adequados porque Goku destruiu a Força Freeza, Goku é inspirado para recrutar Freeza, o que choca a todos. | | |                                                                      |
| 93 | "Você Será o Décimo Guerreiro! Goku Visita Freeza!" Transliteração: "Jū ninme no senshi wa omē da! Gokū Furīza no moto e!" (em japonês: 10人目の戦士はおめえだ! 悟空 フリーザのもとへ!!)                                                                                | Eis o Décimo Guerreiro! Son Goku Vai Visitar Freezer!! O Décimo Guerreiro! Goku Vai Ao Encontro de Freeza!!                                                                                      | 4 de junho de 2017 30 de junho de 2018 5 de novembro de 2018         |
| A ideia de Goku é encontrada com muita hesitação de seus camaradas. Ele explica que ele intenciona ter Uranai Baba ressuscitando Freeza por 24 horas para lutar no torneio. Se Freeza trair eles, então nem ele ou Vegeta podem derrotar ele. Os amigos de Goku concordam relutantemente, e ele se dirige para a vida após a morte. O time do Universo 7 é inconsciente que um espião do Universo 4 está observando eles. No Universo 6, Cabba e Caulifla tentam ensinar Kale como se transformar em Super Saiyajin, mas sem sucesso. Kale começa a desesperar por sua própria inutilidade, e isso enfurece ela o suficiente para desencadear sua transformação para um extremamente poderoso Uncontrollable Super Saiyan. Kale imediatamente fica furiosa e ataca Cabba. Caulifla rapidamente deduz que Kale está com ciúmes dela e o relacionamento percebido por Cabba. Ela nega ter qualquer tipo de sentimentos por Cabba. Kale se acalma e colapsa nos braços de Caulifla. Cabba, que está impressionado com o poder de Kale, decide adicionar ela ao time do Universo 6. De volta ao Universo 7, Goku chega na vida após a morte e recebe a permissão do Rei Yemma para visitar Freeza. Ele explica sobre o Torneio do Poder e pede a Freeza que se junte a eles. Freeza concorda em ajudar ele na condição de ele ser devidamente ressuscitado com as Esferas do Dragão da Terra. Quando Goku hesita em concordar, Freeza estimula ele jogando para seu desejo de ver como poderoso Freeza pode ser. Goku aceita seus termos. No Universo 4, Ganos reporta as últimas ações do Universo 7 para o Deus da Destruição Quitela e Supremo Kai Kuru do Universo 4. Quitela imediatamente começa a fazer planos para conter Bills. | | |                                                                      |
| 94 | "A Ressurreição do Imperador do Mal! Os Misteriosos Assassinos Estão Aguardando!?" Transliteração: "Aku no Teiō fukkatsu! Demukaeru Nazo no Shikaku-tachi!?" (em japonês: 悪の帝王復活! 出迎える謎の刺客たち!?)                                                         | O Regresso do Imperador do Mal! Uma Festa de Boas-Vindas de Assassinos Misteriosos!? O Retorno do Imperador do Mal! Uma Recepção Para os Assassinos Misteriosos?!                                | 11 de junho de 2017 1 de julho de 2018 6 de novembro de 2018         |
| Quitela contacta com o Deus da Destruição Sidra do Universo 9 e informa ele que o Universo 7 está planejando usar Freeza para assassinar seus rivais antes do torneio começar e que a única maneira de conter eles é matar eles primeiro. Sidra e Roh concordam em ter Freeza morto. Enquanto isso, Goku retorna para a Capsule Corporation para atualizar todo mundo sobre seu sucesso. Como Mestre Roshi completa seu treinamento na torre de Korin, Krillin e No. 18 se dirigem para a ilha do No. 17 para pegar ele e deixar Goten, Trunks e Marron. Goku vai para a casa do Uranai Baba, onde ela completa o ritual para ressuscitar Freeza. Como Goku e Freeza se preparam para partir, um exército de assassinos chega para reivindicar suas cabeças. Apesar da pressão do tempo, Freeza feriu o líder dos assassinos, transforma-se em sua forma Golden e prepara para a batalha. | | |                                                                      |
| 95 | "O Pior! O Mais Malvado! A Fúria de Freeza!" Transliteração: "Saikyō! Saiaku! Furīza Ōabare!!" (em japonês: 最凶! 最悪! フリーザ大暴れ!!) | O Mais Cruel! O Pior dos Piores! A Fúria Mortal de Freezer!! O Mais Maligno de Todos! A Explosão Furiosa de Freeza!!                                                                             | 18 de junho de 2017 7 de julho de 2018 7 de novembro de 2018         |
| Freeza explica para Goku que ele passou seu encarceramento recente no Inferno passando por intenso treinamento mental para superar os problemas de stamina que atormentaram ele durante suas batalhas anteriores com os Lutadores Z. Ele rapidamente abate a maioria dos assassinos, qual horroriza Goku. O líder dos assassinos, que tem sido diretamente empoderado por Sidra, ataca Freeza com o poder de Sidra, mas Freeza consegue vencer e sequestrar o ataque. Freeza maldosamente usa o ataque sob Goku e atrapalha ele. Freeza tortura e mata os assassinos até eles revelarem que Roh e Sidra contrataram eles. Freeza contacta o Universo 9 e oferece seus serviços como um desertor. Roh e Sidra começam a discutir sobre se devem ou não aceitar ele. Roh teme a natureza psicopata e traidora de Freeza, enquanto Sidra quer seu poder. Sidra está confiante que ele poderia matar ele se ele saísse fora da linha. Seu argumento compra tempo para Bills e Whis chegarem e resgatarem Goku. Freeza corta a conexão. Ele começa a fazer planos para usar o Torneio do Poder para manipular os deuses de acordo com seus próprios fins. Goku e Freeza têm uma breve partida de disputa, qual termina em um empate. Goku, Freeza, Bills e Whis retornam para a Capsule Corporation. O time do Universo 7 prepara para viajar para o Mundo do Vazio para o Torneio do Poder. | | |                                                                      |
| 96 | "Chegou a Hora! O Futuro do Universo Será Escolhido no Reino do Vazio!!" Transliteração: "Toki wa kita! Uchū no Meiun o kake Mu no Kai e!!" (em japonês: 時はきた! 宇宙の命運をかけ無の界へ!!)                                                                          | Chegou o Grande Momento! Para o Mundo do Vazio Com o Destino do Universo em Jogo!! Chegou a Hora! Vamos ao Mundo do Vácuo Para Decidir o Destino do Universo!!                                   | 24 de junho de 2017 8 de julho de 2018 8 de novembro de 2018         |
| No Mundo do Vazio, os Deuses da Destruição Iwne, Arack, e Liquiir dos Universos 1, 5, e 8 têm uma breve partida de exibição para testar a durabilidade do palco de luta do Torneio do Poder. Depois, o Grande Sacerdote obriga todos eles para limpar sua bagunça e consertar o palco. No Universo 7, a estratégia de Gohan e Shin é para ter com que os membros da equipe se juntem para conservar energia e usar a força dos números para vencer qualquer um que ataque eles. Esta sugestão ofende o orgulho Saiyajin de Goku e Vegeta. Whis transporta o time para o Mundo do Vazio. Todos os outros universos chegam. Freeza e Frost favorecem um ao outro e concordam em trabalhar juntos, enquanto Goku escolhe Jiren como um potencial rival devido ao seu poder extremo. Como o Grande Sacerdote apresenta cada time, o Universo 4 aparentemente tem apenas 8 guerreiros em seu time, o que confunde a maioria do Universo 7, exceto por Tien, que diz ao No. 18 que ele pode sentir uma fraca presença. Após um discurso dos Zenō-samas, os 80 guerreiros preparam para a batalha. | | |                                                                      |
| 97 | "Sobreviva! Finalmente Começa o Torneio do Poder!!" Transliteração: "Ikinokore! Tsui ni kaimaku Chikara no Taikai!!" (em japonês: 生き残れ! ついに開幕「力の大会」!!)                                                                                                   | Sobrevivência! O Torneio do Poder Começa Finalmente!! Sobrevivam! Enfim Começa o Torneio do Poder!!                                                                                              | 2 de julho de 2017 14 de julho de 2018 9 de novembro de 2018         |
| O Grande Sacerdote lembra a todos as regras e começa oficialmente o torneio. Um massivo livre-para-todos segue. Goku almeja Toppo, mas ele é interceptado por Ganos. Desconsiderando o plano de Gohan também, No. 17, No. 18, Vegeta e Freeza, todos pulam para a briga. Universo 3 ganha uma vantagem inicial quando Narirama desencadeia um ataque de giro designado para derrubar seus oponentes fora do palco, mas Hit e Basil desativam isso. Lilibeu do Universo 10 ataca a Basil, mas Basil com sucesso bate ela fora do palco. Enquanto isso, os cinco guerreiros do Universo 7 que ficaram juntos são confrontados por uma gangue de guerreiros de universos variados, mas o Universo 7 usa o trabalho em time para defender eles fora. Basil quase derrota Napapa do Universo 10, mas Napapa é capaz de afastar seus ataques longe no último momento. Como Goku está perseguindo Toppo, ele vem cara a cara com Jiren até que Nink do Universo 4 supera Goku por lutar e arrastar ele em direção a borda do palco com a intenção de brincar com ele. Goku transforma em Super Saiyajin Blue e bate Nink fora do palco. Como Goku reverte atrás para sua forma normal para conservar energia, Basil, Lavender, Bergamo e outros dois guerreiros do Universo 9 cercam ele com 47 minutos restantes no torneio. | | |                                                                      |
| 98 | "Ah, Incerteza! Um Universo Em Desespero!!" Transliteração: "Ā mujou! Zetsubō suru Uchū!!" (em japonês: あぁ無常! 絶望する宇宙!!) | Oh, a Incerteza! O Desespero de um Universo!! Incerteza Total! O Desespero de um Universo!! | 9 de julho de 2017 15 de julho de 2018 12 de novembro de 2018        |
| Roh ordena seus guerreiros para atacar Goku para vingar sua derrota na Partida de Exibição Zen. Goku é forçado a evitar a luta ao seu máximo, a fim de conservar stamina para mais tarde no torneio. Ele luta contra o Time Universo 9, onde os irmãos Trio de Dangers conseguem dominar ele graças ao seu trabalho em time. Vegeta percebe a situação de Goku e reforça ele. Roh envia mais de três lutadores. Time Universo 9 é capaz de empurrar Goku e Vegeta até a beira até Vegeta enganar Lavender e Hop para acidentalmente acertarem um ao outro. Goku e Vegeta tomam vantagem da confusão para derrotar cinco dos guerreiros do Universo 9. No. 18 e Freeza cada um derrotam Sorrel e Roselle. Apenas Basil, Lavender e Bergamo permanecem no torneio para o Time Universo 9. Goku e Vegeta empurra eles para a ponta do palco. Os irmãos usam um feixe de combinação como um último esforço, mas Goku e Vegeta se fortalecem para Super Saiyajin Blue e eliminam eles do palco com um Final Kamehameha. Com todos os 10 membros derrotados, o Universo 9 é eliminado do torneio. Como um resultado, os Zenō-samas apagam o Universo 9, Roh, Sidra e todos dos seus lutadores. Isso diverte o anjo Mojito do Universo 9 e horroriza todos os outros. | | |                                                                      |
| 99 | "Mostre a Eles! O Verdadeiro Poder de Kuririn!!" Transliteração: "Misetsukero! Kuririn no sokojikara!!" (em japonês: 見せつけろ! クリリンの底力!!) | Mostra o Que Vales! A Verdadeira Força de Krillin!! Mostre Pra Eles! O Verdadeiro Poder de Kuririn!!                                                                                             | 16 de julho de 2017 22 de julho de 2018 13 de novembro de 2018       |
| Como os outros guerreiros se recuperam do choque do apagamento do Universo 9, No. 17 lembra a No. 18 que eles têm stamina infinita devido aos seus corpos ciborgues e não têm motivos para se segurar atrás. Vegeta tenta lutar contra Hit, mas ele é bloqueado por Botamo, que é imune para os danos. Vegeta consegue escolher Botamo para cima e quase joga ele fora do palco, mas Magetta pára ele no último momento. Enquanto isso, Jium do Universo 10 ataca Gohan e seus amigos. Jium é rapidamente derrotado pelo Mestre Roshi. Shosa do Universo 4 engana No. 18 para abaixar sua guarda por fingir sua própria morte e quase nocauteia ela fora do palco com uma barragem de explosões de ki. Krillin resgata No. 18, e os dois derrotam Shosa com um poderoso ataque de combinação. Eles são desafiados por Majora, que é um lutador cego que usa seu poderoso sentido de olfato para localizar seus inimigos na batalha. Embora Majora prove ser mais forte do que Krillin, Krillin desativa seu nariz, por jogar seu sapato cheiroso para ele e derrubando ele fora do palco. Krillin se orgulha sobre sua vitória, qual permite a Frost para derrubar ele fora com um único golpe. Bills e Shin repreendem Krillin por seu descuido com 43 minutos restantes no torneio. | | |                                                                      |
| 100 | "Fora de Controle! Uma Guerreira Selvagem Desperta!!" Transliteração: "Daibōsō! Mezame araburu Kyōsenshi!!" (em japonês: 大暴走! 目覚め荒ぶる狂戦士!!) | Fora de Controlo! Uma Guerreira do Espaço Tresloucada!! Fora de Controle! Um Guerreiro Selvagem Desperta!!                                                                                       | 23 de julho de 2017 28 de julho de 2018 14 de novembro de 2018       |
| Como o Universo 7 se recupera da derrota de Krillin, Cabba derrota Nigrisshi e Murisam do Universo 10 e confronta Vegeta. Hit sopra fora os membros de Narirama e usa sua habilidade de pular o tempo para esquivar seu último ataque. Ele o puxa para fora do palco. Enquanto isso, Kale é desativado pelo Napapa e Methiop do Universo 10. Eles nocauteiam ela inconsciente e tentam jogá-la fora do palco, mas Caulifla a resgata e derrota Napapa. Os dois confrontam Goku, e Caulifla nocauteia longe Jimeze do Universo 2 e demanda saber como se tornar um Super Saiyajin Blue. Goku recusa, e Caulifla transforma-se em um Ultra Super Saiyajin. Entretanto, seu aumento de massa muscular aflige sua velocidade e permite Goku para contra-atacar. Com a ajuda de Goku, Caulifla consegue se tornar um Super Saiyajin 2, e os dois retomam sua luta. Como Kale observa eles, ela é mais uma vez consumida por seus sentimentos de inutilidade e se transforma em sua forma Super Saiyajin Berserker. Hit usa seu pulo do tempo para salvar Caulifla de ser pego no fogo cruzado. Kale voa em uma fúria invejosa e ataca Goku por alegadamente roubar Caulifla dela. Kale facilmente agrava Goku e força ele a se fortalecer para Super Saiyajin Blue. Ele desencadeia um poderoso Kamehameha, mas Kale se fortalece através disso ilesa. Como Piccolo percebe que ela tem perdido o controle de seu poder, Kale começa a disparar explosões de ki em tudo à vista e derrota Methiop. Quando Vuon do Universo 11 tenta parar ela, Kale derrota ele também. Jiren a deixa inconsciente com uma única explosão de ki. Como Hit e Caulifla se retiram com Kale, Goku desafia Jiren. | | |                                                                      |
| 101 | "Os Iminentes Guerreiros da Justiça! Os Pride Troopers!!" Transliteração: "Semari kuru seigi no senshi! Puraido Torūpāsu!!" (em japonês: 迫りくる正義の戦士！プライド・トルーパス！！)                                                                                  | Chegam os Guerreiros da Justiça! Os Soldados do Orgulho!! Os Guerreiros da Justiça! Eis a Tropa do Orgulho!!                                                                                     | 30 de julho de 2017 29 de julho de 2018 15 de novembro de 2018       |
| Como Goku prepara para lutar contra Jiren, Toppo de repente o embosca com uma barragem de explosões de ki. Toppo e Jiren decidem recuar e conservar seu vigor. Isso deixa Goku para ser tratado por Kahseral e seus colegas Pride Troopers, Tupper, Zoiray, Cocotte, e Kettol. Os cinco declaram sua intenção de derrotar Caulifla e Kale para vingar a derrota de Vuon. Os dois são forçados a formar uma aliança temporária com Goku. Enquanto isso, Mestre Roshi e Tien se unem para derrotar The Preecho do Universo 3. Eles se reorganizam com Gohan, Piccolo, Vegeta e Freeza, onde ele tem derrotado Murichim. Os Pride Troopers empurram Goku, Caulifla e Kale para a beira, mas No. 17 e No. 18 resgata eles. No. 18 e Goku derrotam Tupper, enquanto No. 17 facilmente supera Kahseral. Os remanescentes Pride Troopers reagrupam e focam seu ataque sob os feridos Caulifla e Kale. Cocotte sela eles em uma dimensão separada para garantir que Goku, No. 17 e No. 18 não interfiram. Como os quatro batem Caulifla, o auto-ódio de Kale causa com que ela retorne para a forma Super Saiyajin Berserker, mas ela permanece no controle de si mesma desta vez. Caulifla e Kale usam uma combinação extremamente poderosa de ki para derrotar Kahseral, Zoiray e Kettol. Cocotte sela a si mesma em uma mini-dimensão para evitar a explosão, mas No. 18 simplesmente a joga fora, eliminando Cocotte. Goku permite Caulifla e Kale se retirarem para que ele possa lutar contra eles em sua força completa após eles descansarem. O grupo não sabe que Brianne está observando eles. | | |                                                                      |
| 102 | "O Poder do Amor Explode!? As Guerreiras Bruxas do Universo 2!!" Transliteração: "Ai no chikara ga dai bakuhatsu!? dai ni uchu majo-kko senshi!!" (em japonês: 愛の力が大爆発！？ 第２宇宙の魔女っ子戦士！！)                                                           | Poder do Amor Explosivo!? A Magia das Guerreiras do Universo 2!! O Poder do Amor Explode?! As Guerreiras Mágicas do Universo Dois!!                                                              | 6 de agosto de 2017 4 de agosto de 2018 16 de novembro de 2018       |
| Brianne e suas companheiras Sanka Ku (サ ン カ ク ー Sanka Kū) e Su Roas anunciam-se aos outros lutadores e começam a transformar-se em seus alter-egos de menina mágica. O No. 17 explode com elas antes que elas possam se transformar, mas Brianne, Goku e Toppo o repreendem por suas táticas desonrosas e deixam-no levá-lo a permitir-lhes transformar, muito para o desânimo de Bills. Elas assumem os seus alter-egos Ribrianne, Kakunsa e Rozie e atacam a arena com um ataque poderoso que arruína alguns dos lutadores. A disciplina mental do Universo 7 permite que eles superem seus efeitos. O grupo de Gohan escolhe dividir-se e lutar de forma independente. Vegeta ataca Ribrianne, que conta com um ataque contínuo que derruba Jirasen (ジ ラ セ ン) do Universe 10. Rozie ataca Goku com uma onda de golpes que cresce mais poderoso quanto mais ela continuar, enquanto Kakunsa luta contra o No. 17 com seu estilo de luta animal. O n. ° 17 isola-a de se aprofundar e a atormenta com uma barreira. Ele tenta nocauteá-la do palco, mas seu colega Vikal (ビ カ ル Bikaru) a resgata. O No. 17 decide parar de segurar e rapidamente elimina Vikal. Ele também elimina Kakunsa com uma poderosa explosão de ki. Enfurecida por suas ações, Ribrianne se levanta e se prepara para combater o No. 17. | | |                                                                      |
| 103 | "Seja Impiedoso Gohan! O Duelo Contra o Décimo Universo!" Transliteração: "Gohan yo hijōnare! Dai ju uchu to no kessen!!" (em japonês: 悟飯よ非情なれ！第10宇宙との決戦!!)                                                                                              | Son Gohan é Implacável! O Confronto Com o Universo 10!! Gohan, Não Tenha Piedade! A Batalha Contra o Universo Dez!!                                                                              | 13 de agosto de 2017 5 de agosto de 2018 19 de novembro de 2018      |
| Ribrianne e No. 17 atacam ferozmente um ao outro, enquanto Rozie começa a dominar as defesas de Goku. Ela o rodeia com bolas de ki e tenta explodi-lo, mas No. 17 protege-o com uma barreira. Goku, depois de estudar as técnicas de Rozie, a atingiu com uma poderosa explosão de ki. À medida que ele e o No. 17 encaminham Rozie e Ribrianne, Jimeze chega e as resgata. Em outros lugares, Botamo desafia Gohan. Como Piccolo e Goku observam, ataques de Gohan com uma enxurrada de golpes, que aparentemente não têm efeito. No entanto, os ataques de Gohan começam a levantar Botamo do chão, tornando-o incapaz de se defender. Gohan facilmente o joga para fora da arena. Obuni (オ ブ ニ) do Universo 10 e Rubalt parecem desafiar Gohan e Piccolo. Jimeze derrota o Jilcol do Universo 10 (Jctukoru) e Gowasu aceita a iminência de sua morte, enquanto Rumsshi continua desafiante. Obuni desloca seu ki para longe de seu corpo para se tornar impossível detectar e ferir Gohan. Piccolo usa seu ataque de granadas para nocautear e derrotar Rubalt. Obuni começa a sobreviver a Gohan, então Gohan se transforma na sua forma mística, aguentando e contra-atacando cada um dos socos de Obuni. Gohan luta e derrota Obuni, eliminando o Universo 10. Logo antes do Universo 10 ser aniquilado, Gohan descobre um medalhão contendo uma foto de Obuni e sua esposa e filho; Tanto ele quanto o anjo Cus do Universo 10 (üses Kusu) lamentam a destruição do Universo 10. | | |                                                                      |
| 104 | "Uma Batalha Em Altíssima Velocidade! A Frente Unida de Goku e Hit!!" Transliteração: "Chōzetsu kōsoku batoru boppatsu! Gokū to hitto no kyōdō sensen!!" (em japonês: 超絶光速バトル勃発! 悟空とヒットの共同戦線!!)                                                     | Um Combate Trancendente à Velocidade da Luz! Son Goku e Hit Juntam Forças!! Batalha Em Alta Velocidade! Goku e Hit Unem Forças!!                                                                 | 20 de agosto de 2017 9 de agosto de 2018 20 de novembro de 2018      |
| Dyspo desafia Hit. Ele usa sua velocidade incrível para superar o Salto no Tempo de Hit. Todo mundo rapidamente deduz que a Dyspo está ouvindo o som do corpo de Hit para determinar quando ele está prestes a tentar usar o Salto no Tempo. Hit decide lutar contra ele convencionalmente, e é empurrado para a borda da arena. Antes que Dyspo possa acertar o golpe final, Hit de repente se torna intangível, enviando Dyspo para fora da arena. No entanto, o amigo de Dyspo, Kunshi, o resgata antes de ser eliminado. Os dois lançam um assalto renovado contra Hit e dirigem-no para um canto. Antes que eles possam acabar com ele, Goku interfere e resgata Hit. Goku usa sua forma Deus Super Saiyajin para combater a velocidade de Dyspo enquanto Hit usa sua técnica de assassinato para derrotar Kunshi. Os dois mudam de lugar, e Hit usa um falso Salto no Tempo para jogar Dyspo e feri-lo enquanto Goku agarra Kunshi com sua forma Super Saiyajin Blue. Hit tenta eliminar Dyspo, mas Kunshi o resgata novamente. Kunshi ataca Hit, que se torna intangível e o joga para fora da arena. Dyspo se retira e se reúne com seus aliados, e Toppo abandona todas as noções de justiça e decide se concentrar na sobrevivência. Hit decide não lutar contra Goku como obrigado pela ajuda, e os dois prometem resolver a pontuação se ambos chegarem ao final do torneio. | | |                                                                      |
| 105 | "Uma Desesperada Batalha! O Sacrifício do Mestre Roshi!!" Transliteração: "Funsen! Mutenroshi inochi o Moyasu!!" (em japonês: 奮戦！ 武天老師命を燃やす！！) | Batalha Desesperada! Mestre Kame Sacrifica Sua Vida!! Um Combate Desesperado! O Sacrifício do Tartaruga Genial!!                                                                                 | 27 de agosto de 2017 21 de novembro de 2018 22 de julho de 2019      |
| Mestre Kame silenciosamente observa a batalha de longe. Ele é desafiado por Caway, uma atrativa guerreira do Universo 4, que tenta seduzir ele. Entretanto, sua tentativa em atacá-lo traz ele de volta aos seus sentidos. Kame destrói a arma de energia dela, se fortalece, e dirige ela a pular fora do palco. Kame seguidamente é desafiado por Dercori, uma guerreira empunhando um talismã do Universo 4. Ela usa seus talismãs para confundir Kame com ilusões e prendê-lo em um único lugar. Kame usa a Onda Má de Contenção para selar ela em uma pequena garrafa e jogá-la fora da arena. Quitela e Bills entram em uma discussão sobre a legalidade do movimento, qual é desarmado quando Zenō-sama decide em favor de Kame. Ganos, enfurecido com Kame por eliminar suas amigas, desafia ele e se fortalece para uma forma aviária. Inicialmente, Kame é capaz de usar sua experiência para prever, evadir, e conter os ataques de Ganos. Entretanto, Ganos é capaz de crescer mais poderoso quanto mais a luta se força. Ele se reúne e entrega uma feroz série de golpes a Kame. Kame tenta hipnotizar Ganos para cair no sono, mas ele ataca a si mesmo para acordar. Ganos demanda que Kame aceite seus limites e desista, mas Kame recusa. Ele desencadeia um Poder Máximo Kamehameha que derrota Ganos. Entretanto, o esforço é demais para o corpo de Kame aguentar, e ele colapsa. Goku corre para ele e com sucesso o desfibrila com seu ki. Goku acompanha Kame para a segurança. | | |                                                                      |
| 106 | "Encontre Ele! Jogo de Morte Com um Atacante Invisível!!" Transliteração: "Mikiwamero! Sugata naki atakkā to no shitō!!" (em japonês: 見極めろ！ 姿なきアタッカーとの死闘!!)                                                                                            | Encontre Ele! Luta Mortal Contra Um Adversário Invisível!! Encontrem-no! Uma Luta Desesperada Com um Atacante Invisível!!                                                                        | 3 de setembro de 2017 22 de novembro de 2018 23 de julho de 2019     |
| Goku traz Mestre Roshi para uma parte isolada do palco e deixa ele descansando a seu pedido. Gohan e Piccolo são confrontados pelo Dr. Rota do Universo 6, mas Rota é abatido por um atirador antes que ele possa revelar sua habilidade. Gohan e Piccolo são incapazes de encontrar a localização do atirador furtivo até eles encontrarem uma orbe vermelha no chão. É revelado que o atirador furtivo, Prum do Universo 2, pode ver através destas orbes. Os lasers ricocheteiam fora das orbes para que sua verdadeira localização seja um segredo. Piccolo tenta criar uma cortina de fumaça para borrar a visão, mas Prum ainda pode vê-los através de suas assinaturas de calor. Prum atira Piccolo e destrói ambos de seus braços, forçando ele a regenerá-los dolorosamente. Gohan e Piccolo percebem que as orbes dependem de assinaturas de calor e explodem a área circundante para criar múltiplas assinaturas de calor. Prum responde saindo do seu esconderijo e explodindo toda a área. Gohan e Piccolo são forçados a se esconder. Tien analisa Dr. Rota e deduz que ele foi atingido por um atirador quando Goku e Vegeta chegam. Vegeta repreende Tien, que adverte eles sobre Prum, mas Vegeta arrogantemente o empurra até que ele está quase incapacitado por uma explosão de Prum. Como Goku e Tien observam Prum, eles deduzem que há outro atirador por trás, como Prum está apenas refletindo as explosões. Vegeta e Goku seguem Prum, enquanto Tien vai salvar Gohan e Piccolo. Goku e Vegeta tentam atacar o Prum, mas suas explosões de ki são refletidas em seu corpo. Tien navega através do campo de explosões e confronta o verdadeiro atirador, o companheiro de equipe de Prum, Hermila. Percebendo que Prum pode desviar as explosões de ki e não ataques físicos, Vegeta e Goku lançam pedras gigantes para ele. Tien usa sua Técnica Multi-forma em fim de comprar a si mesmo tempo contra Hermila, mas três de seus clones são derrubados. O quarto e último Tien derrota Hermila. Assim que Tien está prestes a eliminá-lo, Hermila dispara no chão debaixo dos pés de Tien e o afasta do palco. Entretanto, os outros três clones de Tien voltam e arrastam Hermila com eles. Tien e Hermila são eliminados do torneio. Embora Bills elogie Tien por forçar a batalha em um sorteio, Tien está visivelmente chateado por ser derrotado. Como Prum é confrontado com Vegeta, Dr. Rota volta e ataca Prum como vingança por atirar nele. Vegeta então elimina Prum e Dr. Rota do torneio. | | |                                                                      |
| 107 | "A Vingança de "F"! Uma Armadilha Ardilosa?!" Transliteração: "Fukushū no Efu! Shikakerareta Kōkatsu na Wana!?" (em japonês: 復讐の「F」！ しかけられた狡猾な罠！？) | A Vingança de F! Uma Armadilha Engenhosa?! Vingança "F"! Uma Armadilha Bem Montada?! | 17 de setembro de 2017 23 de novembro de 2018 24 de julho de 2019    |
| Frost lembra como Champa prometeu perdoar seus crimes se ele humilhar e derrotar o Universo 7. Em outro lugar, o Maji Kayo do Universo 3 confronta os guerreiros restantes do Universo 11. Ele aprisiona Dyspo com seu corpo líquido, mas Jiren sem esforço derrota ele com um único golpe. Como Mestre Roshi tenta recuperar-se de suas lutas anteriores, Frost vem e ataca ele. Goku vê isso e tenta se apressar em sua ajuda, mas ele é confrontado por Ribrianne. Roshi atinge Frost com uma enxurrada de golpes e tenta usar a Onda de Contenção do Mal, mas a tensão prova ser demais para ele. Ele ataca o ataque. Frost ataca Roshi com explosões de ki e envia um ataque a Vegeta, qual provoca ele. Vegeta interfere antes que Frost possa terminar com Roshi. Magetta chega para reforçar Frost, e os dois batalham com Vegeta. Frost diz a Roshi que use a Onda de Contenção do Mal em Magetta, apesar do risco de matar a si mesmo. Quando Roshi cai por isso, Frost reflete o ataque e sela Vegeta em uma garrafa. Com o último de suas forças, Roshi usa uma pequena explosão de ki para destruir a garrafa e libertar Vegeta. Vegeta imediatamente se transforma no Super Saiyajin Blue e Frost foge. Vegeta bate em Magetta para fora do palco e diz a Roshi que abandone para que ele possa receber atenção médica. Roshi salta do palco e recebe um Feijão Senzu. Bills admite que Roshi tem ganhado seu respeito. | | |                                                                      |
| 108 | "Freeza e Frost! Malícia Conjugada!?" Transliteração: "Furīza to Furosuto! Majiwaru Akui!?" (em japonês: フリーザとフロスト！交わる悪意！？) | Freeza e Frost: Os Vilões Se Uniram?! Freezer e Frost! A União da Maldade!? | 24 de setembro de 2017 10 de dezembro de 2018 25 de julho de 2019    |
| Como Goku luta com Ribrianne, os deuses dos universos superiores especulam sobre quem vencerá o torneio. Enquanto isso, Gohan é confrontado por Jimeze. Jimeze faz uso de sua técnica de Transmissão Instantânea para confundir e danificar Gohan. Como ele se prepara para terminá-lo, Freeza intervém. Quando Freeza não ataca imediatamente Jimeze, os espectadores do Universo 7 especulam que ele pode pretender trair e derrotar Gohan para que ele possa aproveitar o desejo das Super Dragon Balls para si mesmo. Freeza deixa de lado e permite que Jimeze continue sua luta com Gohan. Jimeze volta a Gohan novamente e tenta acabar com ele, mas Freeza destrói seu ataque com uma explosão de ki. Enfurecido, Jimeze ataca Freeza, que rapidamente o tortura e elimina ele. Frost aparece e declara sua intenção de derrotar Gohan, e Freeza admite que os dois pretendem trabalhar juntos a fim para se vingar dos Saiyajins. Freeza luta contra Gohan, que se transforma em sua Forma Mística e contra-ataca. Freeza usa sua forma Golden para nocautear Gohan. Entretanto, em vez de eliminá-lo, ele cruzou duas vezes e elimina a Frost. Gohan admite que ele imediatamente descobriu o plano de Freeza e jogou com ele. Um enraivecido Frost tenta atacar Freeza do espectador, mas Zenō-sama apaga ele. Enquanto isso, Goku continua para combater Ribrianne. | | |                                                                      |
| 109 | "O Inimigo Definitivo Aborda Goku! Agora, Deixe Solta! A Genki Dama Mortal!" Transliteração: "Goku ni Semaru Saikyo no Teki! Ima Koso Hanate! Hisassu no Genki-Dama!!" (em japonês: 悟空に迫る最強の敵！今こそ放て！必殺の元気玉！！)                                   | O Inimigo Mais Forte! Goku, Libere a Genkidama!! O Adversário Mais Forte Persegue o Son Goku! Está na Hora de Libertar a Bola de Energia!!                                                       | 8 de outubro de 2017 11 de dezembro de 2018 26 de julho de 2019      |
| Ribrianne declara sua intenção de usar o desejo de se tornar uma deusa do amor adorada por todos os seres usando as Super Esferas do Dragão. Goku considera usar o desejo para beneficiar sua família ou encontrar um forte oponente. Ribrianne absorve o amor de seus companheiros de equipe e se torna Super Ribrianne. Ela ataca Goku com várias explosões de ki, e ele contorna transformando em Super Saiyajin Blue e derrubando ela longe. Ribrianne aterra perto de Jiren, e Goku vê ele e se prepara para finalmente batalhar contra ele. O Deus da Destruição do Universo 11, Belmod ordena telepaticamente Jiren para derrotar Goku, esperando desmoralizar os outros universos por derrotar o lutador mais forte além do próprio Jiren. Goku se fortalece para Super Saiyajin Blue Kaioken x20, mas mesmo que prove não ser páreo para o poder esmagador de Jiren. Goku começa a alimentar uma Genki-Dama, e todos os seus colegas, exceto Vegeta, emprestam para ele sua energia. Apesar do tempo que isso toma para carregar o ataque, Jiren concorda em esperar por ele para completar isso. Ribrianne tenta atacar Goku por trás, mas é parada por Vegeta. Goku completa a Genki-Dama e joga-a, mas Jiren desvia-a. Os dois se envolvem em uma luta para assumir o controle da Genki-Dama, forçando Goku a usar o Super Saiyajin Blue Kaioken x20 para manter-se. Entretanto, Jiren prevalece e começa a dominar Goku com seu próprio ataque. | | |                                                                      |
| 110 | "Son Goku Desperta! Novo Nível do Desperto!" Transliteração: "Son Gokū kakusei! Mezameshi mono no aratanaru gokui!!" (em japonês: 孫悟空覚醒！目覚めし者の新たなる極意！！)                                                                                             | O Despertar de Son Goku! Uma Nova Transformação!! Son Goku Desperta! A Nova Quintessência dos Despertos!!                                                                                        | 8 de outubro de 2017 11 de dezembro de 2018 29 de julho de 2019      |
| Goku restabelece a si mesmo e empurra a Genki-Dama de volta em direção a Jiren, bloqueando ele em um impasse. Whis percebe que Jiren é ao menos tão poderoso quanto um Deus de Destruição. Como os dois lutam para dominar um ao outro, a Genki-Dama de repente se condensa em uma pequena bola negra, qual absorve Goku e faz com que ele desapareça. O Grande Sacerdote decide que, desde que o próprio ataque de Goku aparentemente vaporizou ele, Jiren não será desqualificado por assassinato. Como os Zenō-samas se preparam para eliminar Goku, ele de repente reaparece, tendo alcançado um novo nível de poder. Ele retoma a luta, e é capaz de ir de frente a frente com Jiren. Whis teoriza que Goku deve ter absorvido a Genki-Dama e desbloqueado uma habilidade chamada Ultra Instinct (身勝手の極意, Migatte no Goku'i'). Goku usa um ataque final e poderoso para tentar eliminar Jiren, mas falha e esgota seu novo poder. Jiren afasta ele, e Hit tenta tomar vantagem da oportunidade e ataca Jiren. Vegeta exige saber o que aconteceu com Goku antes de se preparar para lutar contra Ribrianne, enquanto Freeza enquadra Goku e intenciona um ataque a ele. | | |                                                                      |
| 111 | "A Surreal Batalha Suprema! Hit vs Jiren!!" Transliteração: "I jigen no kyokuchi batoru! Hitto basasu Jiren!!" (em japonês: 異次元の極致バトル! ヒットVSジレン!!) | A Batalha Surreal! Hit vs. Jiren!! O Derradeiro e Extradimensional Combate! Hit Contra Jiren!!                                                                                                   | 15 de outubro de 2017 28 de janeiro de 2019 30 de julho de 2019      |
| Em vez de matar o indefeso Goku, Freeza compartilha com ele alguma de sua energia e paga seu ato de piedade durante sua luta no Planeta Namek. Enquanto isso, Hit usa seus poderes de salto de tempo contra Jiren, mas seus ataques falham para se conectar. Goku conhece a batalha, mas ele é emboscado por Saonel e Pilina, Namekianos do Universo 6, que são confrontados por Gohan e Piccolo. Em outro lugar, Vegeta luta com Ribrianne, e ele está facilmente sobrepassando ela em sua base até Rozie interferir e se retirar com Ribrianne. Ribrianne perde a esperança devido à diferença no poder, mas Rozie a motiva. Enquanto isso, Hit continua atacando Jiren sem sucesso, mas ele é capaz de reagir e bloquear a maioria dos socos de Jiren. Após ser nocauteado de volta, Hit se esgueira atrás de Jiren e pousa um forte golpe em seu coração. Ele nocauteia Jiren até a ponta do ringue depois de uma breve luta. Hit usa seus próprios poderes de pulo do tempo continuamente em Jiren para parar seu movimento. Percebendo que ele não pode segurar Jiren por muito tempo, Hit pede Cabba, Caulifla e Kale para continuar lutando pelo Universo 6. Hit abre toda sua energia em um ataque final para derrotar ele, mas Jiren pára o ataque de Hit apenas com seu brilho. Jiren se liberta e elimina Hit. Como o Torneio do Poder atinge o seu ponto intermediário, Jiren começa a meditar. Ele está certo de que não há outros guerreiros fortes o suficiente para lutar contra ele. Jiren deixa a luta para Toppo e Dyspo. Biarra e Catopesra do Universo 3 tentam atacar ele enquanto meditavam, mas a energia de Jiren é suficiente para empurrá-los de volta. | | |                                                                      |
| 112 | "Um Voto de Saiyajin! A Resolução de Vegeta!!" Transliteração: "Saiya-jin no chikai! Bejīta no kakugo!!" (em japonês: サイヤ人の誓い！ ベジータの覚悟！！) | O Juramento de um Saiyajin! A Determinação de Vegeta!! Palavra de Guerreiro do Espaço! A Resolução de Vegeta!!                                                                                   | 22 de outubro de 2017 29 de janeiro de 2019 31 de julho de 2019      |
| Apesar de sua exaustão e baixa energia, Goku está determinado a continuar lutando. Entretanto, ele é de repente mirado por Koitsukai, Pancea, e Borareta do Universo 3. Gohan e Piccolo querem ajudá-lo, mas eles estão distraídos por sua própria batalha com Saonel e Pilina. Caulifla e Kale estão discutindo a batalha entre Goku e Jiren, quando são confrontados por Monna, uma guerreira do Universo 4. Caulifla enfrenta Monna, mas Cabba aparece e toma seu lugar. Ele instrui Caulifla e Kale para recuar por agora. Cabba transforma em Super Saiyajin e luta contra Monna, mas ele é inicialmente sobrepassado. Monna quase nocauteia Cabba fora do palco, mas Vegeta intervém e o pega antes que ele possa cair. Vegeta e Cabba ambos prometem que, se qualquer um deles ganhar o torneio, o vencedor irá usar as Super Esferas do Dragão para restaurar o universo apagado e seus habitantes do outro. Recentemente inspirado, Cabba luta novamente com Monna, mas ele está perdendo até que ele bate em sua raiva e destrava o Super Saiyajin 2. Com seu novo poder, Cabba facilmente derrota e elimina Monna. Entretanto, Freeza então aparece e combate Cabba, facilmente dominando e eliminando ele também. Freeza revela que ele planeja ganhar o torneio para usar as Super Esferas do Dragão para controlar os deuses. Enquanto isso, Vegeta decide desafiar Jiren, mas ele é interceptado por Toppo. Os dois batalham entre si. Vegeta acaba se encontrando com Goku, que ainda está tendo dificuldades com seus três adversários. Entretanto, Caulifla intervém e bate Koitsukai, Borareta e Pancea longe, antes de se fortalecer para Super Saiyajin 2 e desafiar o próprio Goku. | | |                                                                      |
| 113 | "Com Grande Alegria! A Repetição da Louca Batalha Saiyajin!!" Transliteração: "Kiki to Shite! Sentō-kyō Saiya-jin Batoru Futatabi!!" (em japonês: 嬉々として! 戦闘狂サイヤ人バトル再び!!)                                                                               | Loucos por Batalha! Os Saiyajins se Enfrentam de Novo!! Com Muito Gosto! A Repetição do Combate dos Guerreiros do Espaço!!                                                                       | 29 de outubro de 2017 30 de janeiro de 2019 1 de agosto de 2019      |
| Caulifla demanda que Goku lute contra ela e ensine-a a desbloquear o Super Saiyajin 3 para que ela possa se tornar forte o suficiente para ganhar o torneio. Ela começa a lutar contra Goku, que inicialmente não se fortalece para além da sua forma básica. Entretanto, as habilidades superiores de artes marciais de Goku permitem que ele continue com ela mesmo em sua forma Super Saiyajin 2. Eventualmente, ela é capaz de se adaptar aos seus movimentos, o que obriga Goku a fortalecer o próprio Super Saiyajin 2. Os dois lutaram uniformemente por algum tempo. Goku mais tarde chama Kale para se juntar à batalha. Seu poder e habilidade superiores o capacitam a lutar contra eles de uma só vez, mas eles podem combiná-lo por trabalhar juntos. Eles pousam um massivo ataque combinado contra ele, mas Goku fortalece para o Super Saiyajin 3 e facilmente desvia seus ataques. Entretanto, Goku não tem o vigor para manter essa forma e reverte para Super Saiyajin 2. O desejo de Kale para se tornar mais forte, inadvertidamente, faz com que ela se transforme novamente em sua forma Super Saiyajin Berserker novamente. | | |                                                                      |
| 114 | "Paixão Intimidadora! O Nascimento de uma Nova Super Guerreira!!" Transliteração: "Kiki semaru! Aratana chō sen-shi no bakutan!!" (em japonês: 鬼気せまる! 新たな超戦士の爆誕!!)                                                                                        | Sedenta por Sangue! Nasce uma Nova Superguerreira!! Isto é Incrível! Um Novo Super Guerreiro Entra em Cena!!                                                                                     | 5 de novembro de 2017 31 de janeiro de 2019 2 de agosto de 2019      |
| Vegeta continua sua batalha com Toppo, enquanto Caulifla é capaz de ajudar Kale a recuperar o controle de sua forma de Berserker. Caulifla e Kale batalham com Goku juntos e são capazes de deter ele. Enquanto isso, Freeza é confrontado por Katopesla, um herói mascarado do Universo 3, mas eles são interrompidos pela batalha de Goku com Caulifla e Kale. Freeza quer lutar contra Caulifla e Kale, mas Goku insiste que ele irá lutar contra eles, e Freeza recua; os três Saiyajins então retomam sua batalha. Após tentar sem sucesso usar a Transmissão Instantânea como uma estratégia, Goku se fortalece para sua forma de Deus Super Saiyajin e facilmente supera os dois. Como Goku se prepara para eliminar Caulifla e Kale com um poderoso Kamehameha, é revelado que as meninas têm recebido um par de brincos Potara pelo Supremo Kaioh do Universo 6. Eles usam os brincos e fundem, tornando-se um único ser com imenso poder, que toma o nome de Kefla. | | |                                                                      |
| 115 | "Goku vs Kefla! Super Saiyajin Blue Derrotado?!" Transliteração: "Gokū vāsasu Kefura! Sūpāsaiya-jin Burū Yabureru!?" (em japonês: 悟空VSケフラ! 超サイヤ人ブルー敗れる!?)                                                                                               | Goku vs. Kefla! O Super Saiyajin Blue foi Derrotado?! Son Goku Contra Kefla! O Super Guerreiro Azul é Derrotado!?                                                                                | 12 de novembro de 2017 1 de fevereiro de 2019 5 de agosto de 2019    |
| Como Vegeta continua a lutar contra Toppo, Gohan e Piccolo estão engajados com Saonel e Pirina. No. 18 é atacada por Katopesla, mas ela é salva pelo No. 17. Enquanto isso, Goku continua sua luta com Kefla. Os Zenōs aprovam o uso de Kefla dos brincos Potara, então os outros universos consideram dar o Potara para seus guerreiros bem como. Pell, o Supremo Kaioh do Universo 2, dá seu Potara para Rabanra e Zarbuto, mas os brincos são destruídos por Kefla se carregando através deles para continuar lutando contra Goku. A batalha torna-se intensa, com Kefla ganhando a mão superior. Goku se fortalece para Super Saiyajin Blue, mas Kefla contra-ataca por se fortalecer para Super Saiyajin. Entretanto, Goku então usa o Kaioken e recupera a vantagem. Ele parece estar ganhando, mas Kefla pousa um ataque furtivo que afasta ele fora do Super Saiyajin Blue. Ela se prepara para eliminar ele, mas Goku inesperadamente desperta o Ultra Instinct novamente e facilmente esquiva seus ataques. | | |                                                                      |
| 116 | "O Sinal de um Retorno! A Enorme Explosão do Ultra Instinct!!" Transliteração: "Gyakuten no kizashi! Migatte no gokui ga dai bakuhatsu!!" (em japonês: 逆転の兆し！ 身勝手の極意が大爆発！！)                                                                           | Contra-Ataque! A Explosão do Instinto Superior!! Sinais de Reviravolta! A Mega Explosão do Ultra Instinto!!                                                                                      | 19 de novembro de 2017 4 de fevereiro de 2019 6 de agosto de 2019    |
| Para combater o aumento no poder da Goku, Kefla fortalece para Super Saiyajin 2 e os dois se enfrentam. Goku ainda esquiva facilmente os ataques de Kefla, mas seus próprios ataques não são suficientes para levar ela abaixo. Quando Goku lança seus ataques, isso interfere com sua concentração e impede que ele use o Ultra Instinct para seu completo potencial. Jiren sente a energia de sua batalha, qual leva ele para despertar de sua meditação e se reunir a Toppo e Dyspo. Vegeta percebe que Ultra Instinct é o nível de habilidade que Whis estava treinando ele e Goku para alcançar. Vegeta decide que ele deve alcançar isso também. Goku começa a funcionar baixo em força. Ele declara que ele irá acabar a luta com seu próximo ataque. Kefla entra em pânico e desencadeia seu último ataque, uma grande quantidade de feixes de energia mortal. Seu ataque devasta o anel, mas Goku facilmente esquiva suas explosões enquanto carregando um Kamehameha. Goku salta no ar. Kefla concentra todo o seu poder em uma única explosão e lança isso para ele. Ela toma vantagem de sua aparente incapacidade para esquivar. Entretanto, ele voltou sobre o ataque dela e lança seu Kamehameha no alcance do ponto-branco. Goku expulsa Kefla do ringue e elimina ela. Seus brincos de Potara se quebram, e elas se separam de volta para Kale e Caulifla. Com ambas delas eliminadas, aquilo deixa Saonel e Pirina como os únicos guerreiros restantes do Time Universo 6. | | |                                                                      |
| 117 | "Grande Batalha de Amor! Androides vs Universo 2!!" Transliteração: "Ai no daikessen! Jinzōningen VS Dai ni uchū!!" (em japonês: 愛の大決戦！人造人間VS第２宇宙！！) | Batalha do Amor! Os Androides Contra o Universo 2!! O Espetáculo do Amor! Androides Contra Universo 2!!                                                                                          | 26 de novembro de 2017 5 de fevereiro de 2019 7 de agosto de 2019    |
| Goku é deixado exausto de sua batalha com Kefla e é confrontado por todos os cinco guerreiros restantes do Universo 2. Gohan e Piccolo tentam ajudar ele, mas eles são interceptados por Saonel e Pirina. Em outros lugares, Vegeta enfrenta Katopesla e tenta desbloquear Ultra Instinct contra ele. Entretanto, ele não tem sucesso e recorre ao seu estilo de luta normal, ultrapassando facilmente Katopesla. Rozie e Ribrianne lançam um ataque combinado em Goku, mas 17 e 18 chegam a tempo de desviar isso. Os androides enfrentam Rozie e Ribrianne. 17 derrota e elimina Rozie, enquanto 18 derruba Ribrianne fora de sua transformação energizada, causando com que ela reverta de volta para Brianne. Brianne é capaz de pegar 18 em uma armadilha de energia, enquanto seus camaradas do Universo 2 enviam seu amor para ela. Isso permite Brianne se transformar em uma versão de manifestação gigante de sua forma Super Ribrianne. 18 quase desiste, até que seu amor por Krillin e Marron dar para ela a determinação para se libertar da armadilha de Ribrianne. Com a ajuda de 17, 18 explode através da forma gigante de Ribrianne e elimina ela. Brianne percebe que perdeu por causa do profundo amor da 18 por Krillin enquanto Goku enfrenta contra os últimos três lutadores do Universo 2. | | |                                                                      |
| 118 | "Tragédia Acelerada Desaparecendo Universos..." Transliteração: "Kasokusuru Higeki Kieyuku Uchū..." (em japonês: 加速する悲劇消えゆく宇宙...) | Tragédia Anunciada! O Universo Eliminado é... Tragédia Acelerada! Universos que Desaparecem...                                                                                                   | 3 de dezembro de 2017 6 de fevereiro de 2019 8 de agosto de 2019     |
| O episódio começa com Goku batalhando contra os três guerreiros remanescentes do Universo 2. Gohan e Piccolo estão lutando contra Saonel e Pirina. Ambos os níveis de poder dos namekuseijins do Universo 6 subiram de repente e isso acabou que Saonel e Pirina têm absorvido vários namekuseijins do Universo 6 para ter se fortalecido bastante. Eles tinham se adaptado a seus novos poderes agora. Enquanto isso, o Android 17 e o Android 18 juntaram-se a Goku para ajudar na batalha contra os remanescentes guerreiros do Universo 2. O anjo do Universo 2, Sour, tinha estado transmitindo o torneio para a população do Universo e a população deu os remanescentes três guerreiros amor que os impulsionou e transformou eles em formas similares à transformação de Ribrianne, Rozie e Kakunsa. As lutas começaram entre os guerreiros do Universo 2 e os Androides e Goku. Enquanto isso, Gohan decide ir à Mystic após ele descobrir que ele não precisa se preocupar sobre matar Saonel e Pirina (como eles tinham absorvido muitos namekuseijins). Piccolo decide voltar atrás para carregar seu Special Beam Cannon enquanto Gohan luta. Piccolo teve que usar um canhão não totalmente carregado quando Saonel e Pirina contra-atacaram intensamente. Piccolo supera o intenso espírito que ele sentiu dos namekuseijins absorvidos e começou a carregar o Cannon novamente. No mesmo frame, o trio do Universo 2 reuniu uma legendária técnica do Universo 2, Pretty Black Hole (um coração preto). Goku e os Androides estão presos por isso e podem ser eliminados do fundo do palco. Goku vai Blue e ambos Goku e Gohan simultaneamente desencadeiam uma onda de ondas de Kamehameha em seus respectivos oponentes. Pirina respondeu e Saonel tentou mover a mão de Gohan, mas sem sucesso. Piccolo disparou seu Special Beam Cannon e ambos guerreiros do Universo 2 e do Universo 6 caíram do palco simultaneamente. Guerreiros do Universo 6 decidem posar com alegria e Kale e Caulifla cumprimentaram a dupla de namekuseijins antes de serem apagadas. Cabba desejou sorte para vegeta e Champa provocando seu irmão Bills de maneira amigável antes de ser apagado. Vegeta é mostrado apertando ligeiramente seu punho. | | |                                                                      |
| 119 | "Inevitável?! O Feroz Ataque Furtivo!!" Transliteração: "Kaihi funō!? Suterusu kōgeki no mōi!!" (em japonês: 回避不能!? ステルス攻撃の猛威!!) | É Impossível se Defender?! O Intenso Ataque Furtivo!! Será Impossível Evitá-lo?! A Ameaça do Ataque Invisível!!                                                                                  | 10 de dezembro de 2017 7 de fevereiro de 2019 9 de agosto de 2019    |
| Vegeta supera Katopesla e leva ele até a borda do anel. Katopesla é capaz de pegar a si mesmo, mas ele é então empurrado para a borda e eliminado por uma força invisível. Vegeta e Gohan são atacados pela mesma força, mas Vegeta é capaz de parar a si mesmo de ir além da borda, enquanto Piccolo pega Gohan. 18 é atacada pelo lutador invisível, que é revelado para ser como um dos lutadores desaparecidos do Universo 4, Gamisaras. Gohan cria uma nuvem de poeira que cobre Gamisaras, permitindo Piccolo para ver ele e facilmente dominar Gamisaras, eliminando ele. Inquietável, a Quitela ordena que os restantes lutadores do Universo 4 intensifiquem o jogo. Shantza gera uma cúpula que envolve a arena e manifesta ilusões dos lutadores derrotados dos universos apagados. Entretanto, Piccolo vê Shantza e expulsa ele fora do anel, eliminando ele e destruindo as ilusões. O último lutador do Universo 4, Damon é também assumido para ser invisível como Piccolo é capaz de sentir os ataques de Damon, mas ele prova ser incapaz de bater em Damon, que afasta ele do ringue e elimina ele. 17 descobre a verdade e expõe Damon como uma pequena criatura semelhante a um inseto, ao invés de uma pessoa invisível, explicando por que nenhum dos lutadores conseguiu atingir ele. Para resolver esse problema, Goku bate repetidamente o ringue, criando ondas de choque que lançam Damon no ar, cancelando fora sua agilidade e permitindo que 17 atingisse ele com explosões de energia. 17 armadinha Damon em um campo de força em miniatura e expulsa ele fora do ringue, eliminando-o. Com todos os seus lutadores eliminados, Universo 4 é prontamente apagado, deixando apenas três universos com 12 minutos restantes no torneio. | | |                                                                      |
| 120 | "A Tática de Sobrevivência Perfeita! Ameaçador Assassino do Universo 3!!" Transliteração: "Kanpeki naru Seizon Senryaku! Dai san Uchū Kyōi no Shikaku!!" (em japonês: 完璧なる生存戦略! 第３宇宙脅威の刺客!!)                                                           | A Estratégia Perfeita! O Assassino do Universo Três!! Estratégia de Sobrevivência Perfeita! O Ameaçador Assassino do Universo 3!!                                                                | 17 de dezembro de 2017 8 de fevereiro de 2019 12 de agosto de 2019   |
| Seguindo a eliminação do Universo 4, os remanescentes lutadores do Universo 3 tomam a ofensiva contra Universo 7. Enquanto Viara é derrotado e eliminado pelos esforços combinados por No. 17 e No. 18, Paparoni envia Panchia, Koitsukai, e Bollarator para atacar Goku, Gohan e Vegeta. Para ajudar Goku e Vegeta a salvarem sua energia para confrontar o Universo 11, Gohan decide encarar os três robôs sozinho. Ele ganha a mão superior até Paparoni ter eles combinados juntos em um robô muito mais forte chamado Koichiarator. Koichiarator supera Gohan até Goku e Vegeta entrarem. Os dois distraem o inimigo, enquanto Gohan carrega e ataca com um poderoso ataque o suficiente para derrotar isso. Com seus robôs derrotados, Paparoni recusa a se render e declara que ele irá libertar seu cartão trunfo no Universo 7. | | |                                                                      |
| 121 | "Guerra Aberta! A Fusão Final Quádrupla vs Ataque de Escala Total do Universo 7!!" Transliteração: "Sōryokusen! Kyūkoku no Yontai Gattai VS Dai nana Uchū Sōkōgeki!!" (em japonês: 総力戦！究極の4体合体VS第7宇宙総攻撃！！)                                            | Tudo ou Nada! Os Quatro Guerreiros Contra o Universo Sete!! Guerra Total! A Grande Fusão Quádrupla Contra o Ataque a Larga Escala do Universo 7!!                                                | 24 de dezembro de 2017 11 de fevereiro de 2019 13 de agosto de 2019  |
| Paparoni e Koichiarator fundem para formar Anilaza, o guerreiro mais poderoso do Universo 3. Anilaza começa a sobrecarregar os saiyajins, forçando No. 17 e No. 18 a reforçar eles. Os cinco tentam coordenar seus ataques para pegar Anilaza desprevenido, mas ele desvia todos eles. É revelado que Anilaza pode usar a localização para detectar os movimentos de seus oponentes. Anilaza começa a teletransportar seus golpes, quase derrubando Goku do palco até Freeza entrar e derrubar ele na arena. Percebendo que os guerreiros do Universo 7 vão se resgatar da derrota, Anilaza tenta comer No. 18, que é resgatada por Goku. Anilaza então rodeia No. 17, domina ele e nocauteia ele fora da arena. No. 18 sacrifica a si mesma para chutar No. 17 de volta na arena e é eliminada. Sem outras opções, os guerreiros do Universo 7 se fortalecem para seus níveis máximos e se envolvem em um confronto de ki com Anilaza, comprando tempo para No. 17 para atravessar o ataque de Anilaza e danificar seu reator de energia. Isso permite que os outros superem e eliminem Anilaza. Com todos os seus guerreiros eliminados, o Universo 3 é apagado. Como os guerreiros do Universo 7 começam a comemorar, os restantes guerreiros do Universo 11 avançam para desafiar eles. | | |                                                                      |
| 122 | "Pelo Próprio Orgulho! O Desafio de Vegeta Para Ser o Mais Forte!!" Transliteração: "Onore no Hokori wo Kakete! Bejīta Saikyō he no Chōsen!!" (em japonês: 己の誇りをかけて！ベジータ最強への挑戦！！)                                                                  | Em Nome do Orgulho! O Desafio de Vegeta Para Ser o Mais Forte!! Colocando o Orgulho em Jogo! Vegeta Desafia o Mais Forte!!                                                                       | 7 de janeiro de 2018 12 de fevereiro de 2019 14 de agosto de 2019    |
| Com apenas dois universos remanescentes, o Grande Sacerdote comprime as arquibancadas para que então todos sejam trazidos reunidos. Os guerreiros finais começam a lutar contra cada um. Gohan e No. 17 enfrentam Toppo. Freeza luta contra Dyspo. Goku e Vegeta enfrentam Jiren. Jiren sobrepassa Goku com uma enxurrada de socos. Vegeta analisa seus padrões e esquiva seus ataques. Ele aterrissa um golpe sólido na parte de trás de Jiren. Jiren contra-ataca com uma poderosa explosão que quase joga Vegeta fora. Enquanto isso, Freeza bloqueia um dos ataques de Dyspo com sua cauda, mas Dyspo usa isso como alavanca para ferir ele. Jiren deprecia Vegeta por sua auto-justiça, mas Vegeta declara que isso é a fonte de sua força. Ele fortalece um Final Flash e estimula Jiren a levar isso de frente. Entretanto, o ataque falha para prejudicar Jiren, que reconhece o poder do ataque de Vegeta antes de incapacitar ele. | | |                                                                      |
| 123 | "Corpo e Alma, Todo o Poder Lançado! Goku e Vegeta!!" Transliteração: "Zenshin Zenrei Zenryoku Kaihō! Gokū to Bejīta!!" (em japonês: 全身全霊全力解放！悟空とベジータ！！)                                                                                              | Liberem Todo seu o Poder! Goku e Vegeta!! De Corpo e Alma, Libertação Total! Son Goku e Vegeta!!                                                                                                 | 14 de janeiro de 2018 13 de fevereiro de 2019 15 de agosto de 2019   |
| Com Vegeta para baixo, Goku enfrenta Jiren. Enquanto isso, as outras batalhas continuam: Freeza decide começar a lutar contra Dyspo seriamente, enquanto Gohan e 17 estão superados contra Toppo. Desempenhado no poder, Goku, em vez disso, usa explosões de ki para criar um campo de minas em torno de Jiren, mas isso não tem efeito. Goku então atrai Jiren para uma grande rocha que se espalha sobre a borda do ringue e corta através da rocha com um Kienzan, causando com que Jiren caia, mas Jiren é capaz de afastar fora os detritos que caem e salta de volta para o ringue. Irritado por sua quase eliminação, Jiren finalmente mostra seu poder real e facilmente ultrapassa Goku com uma série de socos. Goku e Vegeta ambos recuperam e se fortalecem para Super Saiyajin Blue; Goku usa seu Kaioken máximo, enquanto Vegeta é capaz para superar seus limites, forçando mais ki em seu corpo e atingindo uma transformação semelhante para a forma do Super Saiyajin Ascensionado. Totalmente fortalecido, Goku e Vegeta atacam Jiren como um time, e são capazes de pegar ele fora de guarda com seus ataques imprevisíveis. | | |                                                                      |
| 124 | "O Ataque Ferozmente Esmagador! O Último Recurso de Gohan!!" Transliteração: "Shippū-Dotō no Mōshū! Gohan Haisui no Jin!!" (em japonês: 疾風怒涛の猛襲！悟飯背水の陣!!)                                                                                                 | Ataque Implacável! A Investida Final de Gohan!! Um Violento e Esmagador Ataque! O Confronto Final do Son Gohan!!                                                                                 | 21 de janeiro de 2018 14 de fevereiro de 2019 16 de agosto de 2019   |
| Como Goku e Vegeta continuam sua batalha com Jiren, a batalha entre Dyspo e Freeza intensifica. Os dois parecem mesmo igualados, até Freeza romper fora a luta e oferece para ajudar o Universo 11 a vencer o torneio se eles prometem ressuscitar ele com as Super Esferas do Dragão. Dyspo recusa, então Freeza se fortalece para sua forma Golden e ganha a vantagem na luta. Dyspo revela sua própria técnica final, o Super Maximum Light Speed Mode, qual aumenta sua potência e velocidade ainda mais, e agrava Freeza. Gohan e No. 17 percebem que Freeza está em perigo de ser derrubado fora do ringue, então No. 17 distrai Toppo enquanto Gohan vai ao auxilio de Freeza e pára Dyspo de eliminar ele. Gohan e Freeza assumem a Dyspo como uma equipe, mas têm pouco sucesso até Gohan desenvolver uma estratégia: ele tem Freeza usando sua energia para formar uma gaiola em torno de Dyspo, prevenindo ele de usar seus ataques de alta velocidade e permitindo Gohan para ganhar a mão superior. Infelizmente, Freeza fica sem energia e a gaiola dissolve antes que Gohan possa aterrissar o golpe final, mas Gohan é capaz de agarrar Dyspo e manter ele no lugar, enquanto Freeza lança uma explosão que deixa eles fora do ringue, eliminando os dois. | | |                                                                      |
| 125 | "Com Imponente Presença! O Deus da Destruição Toppo Desce!!" Transliteração: "Ifu-Dōdō! Hakaishin Toppo Kōrin!" (em japonês: 威風堂々! 破壊神トッポ降臨！！) | Presença Imponente! Toppo, o Deus da Destruição!! Impressionante! A Investida de Toppo, Deus da Destruição!!                                                                                     | 28 de janeiro de 2018 15 de fevereiro de 2019 19 de agosto de 2019   |
| Goku e Vegeta continuam sua batalha com Jiren, enquanto No. 17 e Toppo lutam. No. 17 e Toppo se engajam em um choque de feixe, qual Toppo está ganhando. Freeza intervém e ataca Toppo repetidamente por trás, qual permite que o No. 17 sobrepasse a explosão de Toppo. Na sequência da explosão, Toppo aparece para ter sido derrotado. Entretanto, ele volta e se fortalece, agora usando o mesmo tipo de energia como um Deus de Destruição. Belmod explica que Toppo é um candidato para ser o próximo Deus de Destruição do Universo 11, então para que ele possa exercer o mesmo poder. Toppo desencadeia seu novo poder, qual danifica o palco de combate e quebra uma porção dele. No. 17 e Freeza atacam Toppo repetidamente, mas seu poder é agora de longe superior ao deles e ele facilmente os derrota ambos. Felizmente, eles são capazes de permanecer no palco da luta, mas Toppo bate inconsciente Freeza e se envolve em outro choque de feixe com No. 17. | | |                                                                      |
| 126 | "Superar Até Mesmo Um Deus! O Golpe Desesperado de Vegeta!!" Transliteração: "Kami wo mo Koero! Bejīta Sutemi no Ichigeki!!" (em japonês: 神をも超えろ！ベジータ捨て身の一撃！！)                                                                                       | Superar um Deus! O Golpe Desesperado de Vegeta!! Resistir a um Deus! O Novo Sacrifício do Vegeta!!                                                                                               | 4 de fevereiro de 2018 18 de fevereiro de 2019 20 de agosto de 2019  |
| Toppo facilmente supera a explosão do No. 17. No. 17 é capaz de evadir ele por um tempo usando o palco de luta quebrado para sua vantagem, mas Toppo resiste sem esforço aos ataques do No. 17 e prepara para eliminar ele com uma gigantesca explosão de energia. Freeza volta à batalha e desvia o ataque de Toppo. Freeza então usa sua própria energia para imobilizar Toppo. Isso permite que ele e No. 17 para aterrissarem numerosos ataques, mas nenhum deles tem qualquer efeito. Toppo está prestes a eliminar os dois, quando ele é interrompido por Goku e Vegeta, que ainda estão lutando contra Jiren. Freeza e No. 17 são atingidos por um dos ataques de Jiren, qual dá a Toppo a oportunidade para atacar Vegeta em vez disso. Toppo agarra Vegeta com seu novo poder. Toppo afirma que ele tem descartado de lado todo o resto em ordem para se tornar suficientemente forte para ganhar o torneio. Entretanto, Vegeta é inspirado por sua família, sua promessa para Cabba e seu orgulho Saiyajin. Ele recusa a deixar tudo de lado. Vegeta desencadeia seu poder total e agarra Toppo. Vegeta e Toppo ambos usam seus ataques finais. Toppo desencadeia a Energy of Destruction, enquanto Vegeta usa a técnica Final Explosion que ele usou contra Majin Buu. O ataque de Vegeta expulsa Toppo fora do palco da luta e afasta ele fora de seu estado de Deus da Destruição e elimina ele do torneio. Isso também causa ainda mais danos para o palco da luta. Devido a Vegeta ser muito mais forte do que a última vez que ele usou a técnica Final Explosion, ele sobrevive à explosão, mas sua energia é totalmente drenada. No. 17 também reaparece, mas ele tem sido ferido pelo ataque de Jiren. Goku, Vegeta e No. 17 todos enfrentam Jiren, que começa a liberar todo seu poder. | | |                                                                      |
| 127 | "O Muro de Aproximação! A Barreira Final da Esperança!!" Transliteração: "Semari-kuru Shōheki! Kibō wo Takushita Saigo no Baria!!" (em japonês: 迫りくる障壁！希望を託した最後のバリア！！)                                                                             | Obstáculo Final! A Última Barreira de Esperança!! A Derradeira Muralha! A Última Barreira da Esperança!!                                                                                         | 11 de fevereiro de 2018 19 de fevereiro de 2019 21 de agosto de 2019 |
| Jiren se fortalece para seu máximo. Goku, Vegeta e No. 17 todos atacam ele simultaneamente, mas ele facilmente os supera. Entretanto, No. 17 articula para aterrissar um ataque furtivo e ferir Jiren. Jiren derrota Goku e Vegeta, enquanto Freeza reencontra a luta e tenta matar Jiren em sua forma dourada. Entretanto, Freeza é facilmente derrotado bem como. No. 17 pergunta a Jiren o que seu desejo sobre as Super Esferas do Dragão iria ser, e Belmod explica que a interminável busca de força de Jiren foi inspirada quando seus pais, a maioria de seus companheiros, e mentores foram mortos por um poderoso vilão. Entretanto, seu abandono por seus amigos sobreviventes transformou Jiren em um solitário que desconfiava da amizade, e ele apenas focou em aumentar sua força desde então. No. 17 admira as qualidades humanas de Jiren, mas ele acusa Jiren de usar o resto do time do seu universo para seus próprios fins. Jiren repele ele e dispara uma poderosa explosão de energia em No. 17, Goku e Vegeta. No. 17 usa uma barreira para conter a explosão de Jiren e forma campos de força ao redor de Goku e Vegeta para proteger eles antes de se autodestruir para destruir a explosão de Jiren. Apesar de seu estado exausto, Vegeta encara Jiren e declara que ele irá derrotá-lo. | | |                                                                      |
| 128 | "Orgulho Nobre Até o Fim! Vegeta Cai!!" Transliteração: "Kedakai Hokori Saigo Made! Bejīta Chiru!!" (em japonês: 気高い誇り最後まで！ベジータ散る！！) | Orgulho Honrado! A Queda de Vegeta!! Manter o Orgulho Até ao Final! A Queda de Vegeta!! | 18 de fevereiro de 2018 20 de fevereiro de 2019 22 de agosto de 2019 |
| Vegeta prepara para uma posição final contra Jiren. Embora Vegeta esteja muito exausto para se transformar mesmo em um Super Saiyajin, ele ainda decide assumir sob Jiren. Jiren facilmente esquiva seus ataques e golpea Vegeta, e machuca o olho esquerdo de Vegeta no processo. Vegeta é nocauteado até o ápice da eliminação, e ele começa a pensar sobre as pessoas em sua vida que ele mais se preocupa. Ele volta e continua a lutar contra Jiren, que está impressionado pelo orgulho de Vegeta. Vegeta quase sai do ringue novamente, com sua bota pegando em um pedaço de escombros da arena, o qual estreitamente permite ele se manter na luta, desde que os pedaços de entulho ainda contam como parte da arena. Vegeta ouve a voz de Bulma instando ele para lutar, e ele retorna para lutar contra Jiren mais uma vez, embora Jiren seja incapaz de entender o porquê. Vegeta dispara um Final Flash, mas Jiren não é imperturbável, e ele envia Vegeta saindo da arena para o bem. Embora Vegeta esteja chateado por ser incapaz de durar até o fim, ele dá a Goku sua energia restante no último segundo, antes de cair fora dos limites. Goku transforma em Super Saiyajin Blue e começa a lutar contra Jiren com seu poder restante. Entretanto, mesmo com a energia de Vegeta, Goku ainda está sobrepassado por Jiren. Quando Goku é empurrado de volta para a borda da arena e apenas um soco fora da derrota, Vegeta grita seu encorajamento, e Goku pensa sobre como os outros colocam toda sua fé nele. Apenas então, quando Jiren entrega o último golpe, Goku de repente reativa o Ultra Instinct Sign e esquiva o ataque. Com seu novo poder, Goku é capaz de esquivar sem esforço os próximos ataques de Jiren e mesmo pousar um forte golpe próprio. Com apenas 2 minutos restantes no Torneio do Poder, a batalha final está prestes a começar. | | |                                                                      |
| 129 | "Limites Super Superados! Ultra Instinct Masterizado!!" Transliteração: "Genkai Chōzetsu Toppa! Migatte no Gokui Kiwamaru!!" (em japonês: 限界超絶突破！身勝手の極意極まる！！)                                                                                         | Limites Super-superados! Dominando o Instinto Superior!! Todos os Limites Ultrapassados! O Derradeiro Ultra Instinto!!                                                                           | 4 de março de 2018 21 de fevereiro de 2019 23 de agosto de 2019      |
| Whis aponta fora que, desde que Goku não tem aliados para ajudar ele e sem tempo para se recuperar da tensão causada pelo Ultra Instinct, esta será sua última chance para terminar a batalha. Goku e Jiren resumem sua batalha, mas Goku tem o mesmo problema que ele experimentou com Kefla e é incapaz de atacar em seu potencial completo. Goku tenta o mesmo truque que ele usou em Kefla, fortalecendo um Kamehameha e disparando isso para Jiren, mas Jiren é capaz de perfurar através da explosão, embora Goku consiga manejar o bloqueio do ataque. Belmod está confiante de que o Ultra Instinct incompleto de Goku não será suficiente para vencer, mas Vegeta aponta que, ao longo do torneio, todos os Saiyanjis têm sido abeis para superar seus limites e alcançar níveis mais altos de poder. A batalha resume; Jiren é capaz de atrapalhar Goku em uma única rocha flutuante, enquanto atirando uma explosão de ataques contra ele na tentativa para derrubar ele fora. Jiren dispara uma explosão em Goku, mas Goku repentinamente se fortalece imensamente; ele facilmente bloqueia o ataque de Jiren e pula de volta para o ringue. Jiren ataca novamente, mas desta vez Goku facilmente o sobrepassa ele com uma enxurrada de socos. Whis revela que Goku tem completado sua ascensão: seu cabelo tem se tornado branco, e ele agora tem completa maestria sob o Ultra Instinct. | | |                                                                      |
| 130 | "O Maior Confronto de Todos os Tempos! A Última Batalha de Sobrevivência!!" Transliteração: "Kūzenzetsugo no Chō Kessen! Kyūkyoku no Sabaibaru Batoru!!" (em japonês: 空前絶後の超決戦！究極のサバイバルバトル！！)                                                     | A Maior Luta de Todos os Tempos! A Batalha Definitiva pela Sobrevivência!! O Maior Confronto de Sempre! A Derradeira Batalha pela Sobrevivência!!                                                | 18 de março de 2018 22 de fevereiro de 2019 26 de agosto de 2019     |
| Tendo dominado o Ultra Instinct, Goku sobrepassa e esquiva Jiren, qual força ele para desencadear a verdadeira extensão de seus poderes. Os dois trocam ataques continuamente. Apesar de quase ser derrotado duas vezes, Goku se levanta e se recupera. Quando Jiren pergunta por que Goku se recusa a se render, seus amigos afirmam que a fonte da força de Goku vem da confiança entre ele e seus companheiros. Recusando para aceitar isso, um enfurecido Jiren lança um ataque sob as arquibancadas que é repelido por um furioso Goku, que finalmente derrota ele. Entretanto, assim como Goku está prestes a derrubar Jiren fora, seu corpo colapsa do fardo de usar Ultra Instinct por muito tempo. Jiren toma a oportunidade para derrubar Goku fora do palco da luta, mas Goku é salvo por Freeza e No. 17. O Universo Sete está surpreso ao ver No. 17 ainda vivo. Como Freeza e No. 17 preparam a eles mesmos para encarar Jiren, Goku contorce em dor. | | |                                                                      |
| 131 | "A Miraculosa Conclusão! Adeus, Goku! Até Nos Encontrarmos Novamente!!" Transliteração: "Kiseki no ketchaku! Saraba Goku! Mataauhimade!!" (em japonês: 奇跡の決着! さらば悟空! また会う日まで!!)                                                                        | Desfecho Milagroso! Adeus, Goku, Nos Vemos em Breve!! A Conclusão Miraculosa! Adeus, Son Goku, Até à Próxima!!                                                                                   | 25 de março de 2018 22 de fevereiro de 2019 27 de agosto de 2019     |
| Com Goku caído, Freeza e No. 17 encaram fora Jiren. No. 17 articula para ferir Jiren, que colapsa de exaustão. Freeza está prestes a eliminar Jiren, que aceita sua derrota iminente, mas Toppo chama Jiren e inspira ele para continuar lutando apesar de seus ferimentos. Jiren se fortalece e dispara uma maciça explosão em Freeza e No. 17; eles formam uma barreira para protegerem eles mesmos, mas Freeza está com pouca energia e perde sua forma dourada. Antes que Jiren possa sobrepassar eles, Goku articula para entrar de volta e se reunir aos outros, adicionando sua força para a barreira e permitindo a eles para bloquear a explosão de Jiren. Goku e Freeza enfrentam Jiren juntos, enquanto No. 17 providencia cobrir fogo. Trabalhando juntos, Goku e Freeza sobrepassam Jiren e derrubam ele fora do ringue, eliminando todos os três deles do torneio. Com todos os seus lutadores terem ido, Universo 11 é apagado. No. 17, como o único lutador remanescente na arena, é declarado o vencedor do torneio, e é dado as Super Esferas do Dragão. Após alguma consideração, ele deseja restaurar todos os universos que tinham sido apagados, trazendo todos os seus habitantes de volta para vida. Como os universos apagados são restaurados, o Grande Ministro revela que Zeno tinha prevido o resultado de um virtuoso ser vencendo o torneio do poder que iria abnegadamente desejar sob as Super Esferas do Dragão. O Grande Ministro também afirmou que Zeno teria de outra forma tido apagado todos os universos se o vencedor tivesse desejado por razões egoístas, como isso iria ter mostrado que o universo vencedor não era melhor que aqueles apagados. Também como uma recompensa por se sair bem no torneio, Whis restaura Freeza para vida. No Universo 11, Jiren estabelece uma real amizade com Toppo e olha para frente para ter uma revanche com Goku algum dia. O grupo do Universo 7 retorna para casa. Freeza deixa a Terra e retoma a liderança de seu império, embora Goku prometa derrotar ele se ele começar a causar problemas. Goku e Vegeta se encontram para uma partida de luta no lugar onde eles primeiro lutaram anos atrás, e declaram que eles irão continuar encontrando novos níveis de força como eles correm em direção ao outro para lutar. | | |                                                                      |

## Lançamento em Blu-ray e DVD

### Região 2 (Japão)
| Nome   | Data                  | Discos | Episódios |
| ------ | --------------------- | ------ | --------- |
| Box 1  | 2 de dezembro de 2015 | 2      | 1–12      |
| Box 2  | 2 de março de 2016    | 2      | 13–24     |
| Box 3  | 2 de julho de 2016    | 2      | 25–36     |
| Box 4  | 4 de outubro de 2016  | 2      | 37–48     |
| Box 5  | 6 de janeiro de 2017  | 2      | 49–60     |
| Box 6  | 4 de abril de 2017    | 2      | 61–72     |
| Box 7  | 2 de agosto de 2017   | 2      | 73–84     |
| Box 8  | 3 de outubro de 2017  | 2      | 85–96     |
| Box 9  | 6 de janeiro de 2018  | 2      | 97–108    |
| Box 10 | 3 de abril de 2018    | 2      | 109–120   |
| Box 11 | 3 de julho de 2018    | 2      | 121–131   |